# سوق أهراس
سُوق أَهْرَاسْ، (بالأمازيغية: ⵚⵓⵇ ⴰⵀⵔⴰⵙ) هي مدينة جزائرية تقع في منطقة الأوراس بشرق الجزائر وتلقب بسوق الأسُودِ لأن المنطقة في السابق كانت الأُسُود تتخذ من غاباتها عرينا لها وتحوي سوقا مهما لتجارة الحيوانات المفترسة، وتُلفظ تاجيلْت في العصر العثماني، وأنشأت في سنة 202 ق.م. لعبت دوراً تاريخياً منذ الأزل من عهد مملكة نوميديا والفينيقيين والأمازيغ والقرطاجيين والونداليين والرومان وقد عرفت باسم طاغاست إبان الحكم الروماني وبمسقط رأس القديس أوغستين وأمه القديسة مونيكا.
وهي مسقط رأس العديد من القادة العسكريين والمفكرين وقساوسة أمثال: تاكفاريناس، طارق بن زياد، و مكسميوس العالم بقواعد لغة لاتينية، القديسة مونيكا، وصولا إلى الثورة الجزائرية حيث لُقّبت بالقاعدة الشرقية، ذكرها المؤرخ الكبير بلينيوس الأكبر في كتبه، والجغرافي اليوناني بطليموس في الجغرافية (بطليموس)، كما وجدت في دليل سترابو وخريطة اُنطونيوس وهي خريطة للطّرقات الرّومانيّة تنسب إلى الإمبراطور ثيودوسيوس الأول، واشتهرت بأنها مسقط رأس القديس أوغسطين الذي عاش بين 350 و 430 ميلادي والذي وضع فلسفة مسيحية أثرت في الفكر المسيحي الغربي حتى أزمنتنا الحديثة.
تتميز بخصوبة أرضها وتنوّع فلاحتها وإنتاجها الزراعي الوفير وبمناطقها السقويّة الشاسعة والمتعدّدة، أصبحت عاصمة الولاية سنة 1984، تبعد بمسافة 640 كم عن عاصمة الجزائر، وتبعد عن المطار الدولي وميناء عنابة بمسافة 97 كم، ولا تفصلها عن الحدود التونسية غير 40 كم عبر الحدادة (سوق أهراس).

## أصل التسمية

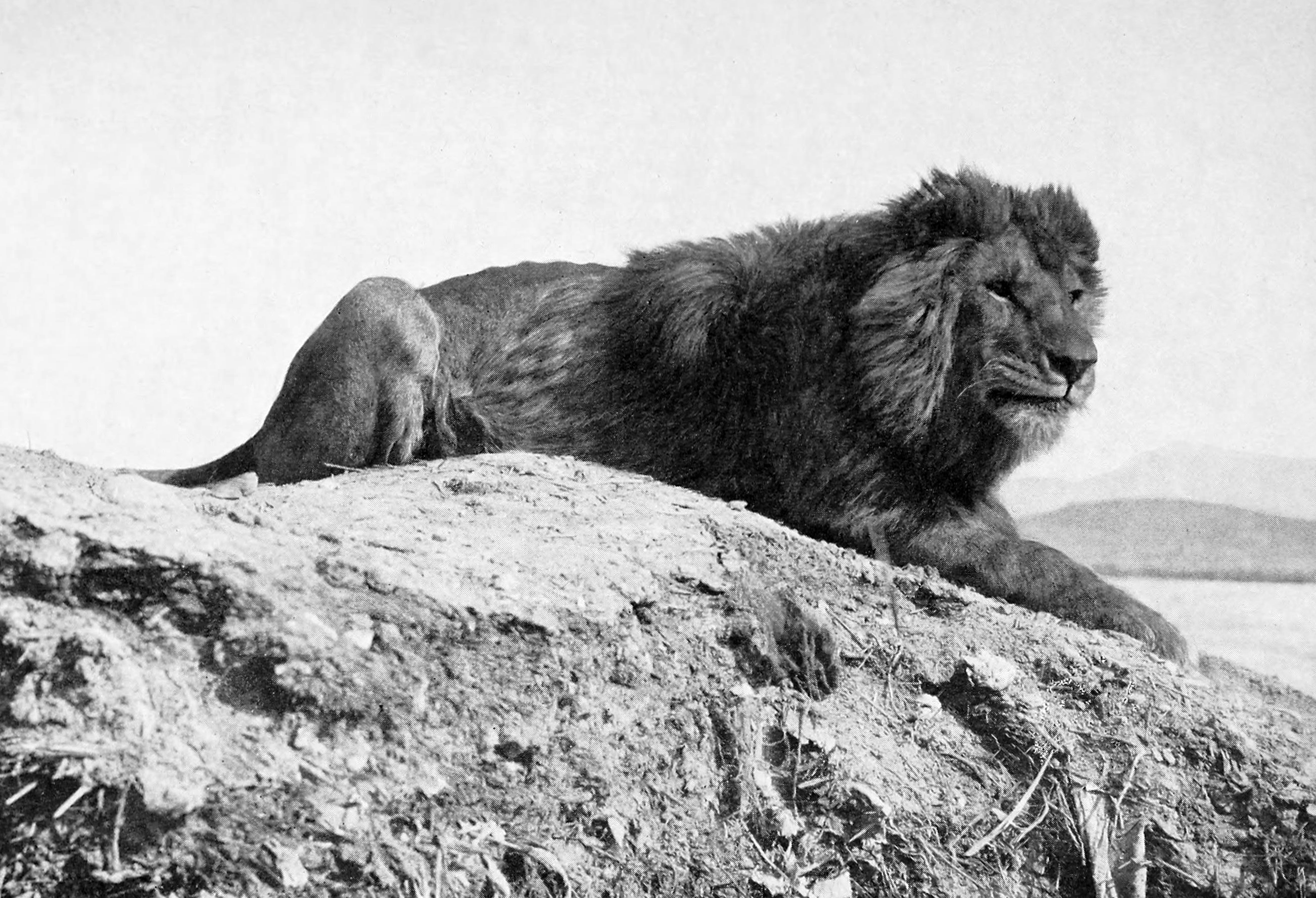
أخر صورة لأسد بربري سنة 1893

اشتقت تسمية مدينة سُوق أَهْرَاسْ، من الكلمة الأمازيغية: سوق (seq) و (إزم) (أَهْرَاس) جمع (أَهْرَس) والتي تعني الأُسُود بالعربية، على اعتبار أن المنطقة كانت تعيش فيها وإلى عام 1930الأُسُود والتي كانت تتخذ من غاباتها عرينا لها، أسطورة أخرى تقول أنه في الأصل كان يطلق عليها سُوق الرأس هذا يعني سوق الرؤوس، فقد كانت المدينة قد أستضافت في الماضي سُوقا تباع فيها الرؤوس المحنطة للحيوانات البرية المتوحشة، بما في ذلك الأُسُود والدببة والأفيال والفهود، تظهر عدة نقوش صخرية (ككاف المصورة)، وفسيفسائات، عُثر عليها في مواقع بالقرب من المدينة، مشاهد الصيد للحيوانات البرية.

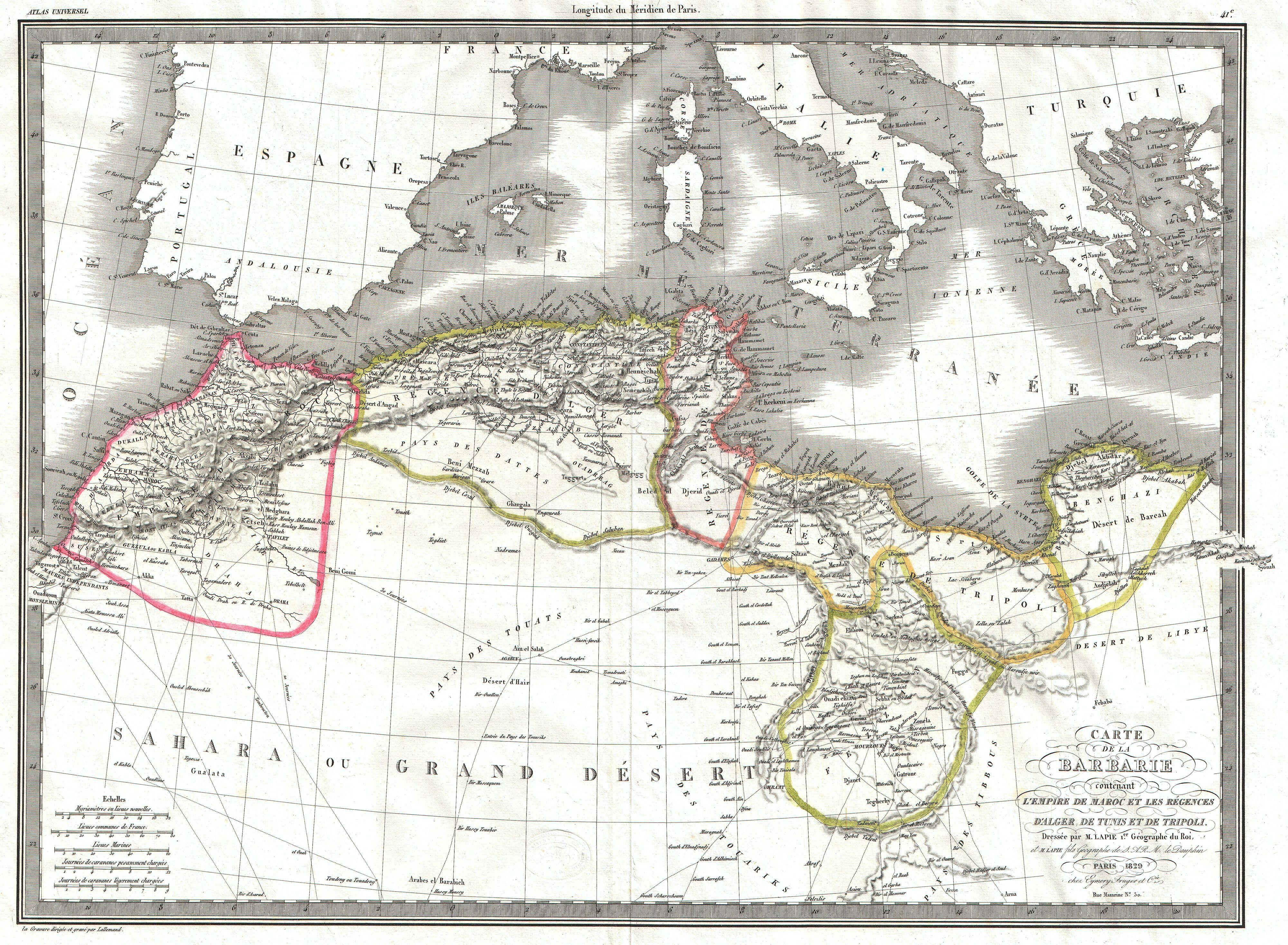
خريطة شمال أفريقيا سنة 1829 فيها مدينة سُوق أَهْرَاسْ بأسم: تاجيلت (Tajilt).

الاسم القديم للمدينة النوميدية طاغاست، مستمد من كلمة طاغوست الأمازيغية التي تعني الحقيبة، نظرًا لموقع المدينة على سفح جبل محاط بثلاث قمم على شكل حقيبة تحتوي على المدينة، ورواية أخرى تقول كلمتين فنيقيتين الأولى: (طاه) ومعناه: (بيت) والثانية: (غاست) ومعناه: (الكنز) وبهذا يصبح اسم طاغاست (بيت الكنز) (بالفرنسية: Maison des trésors)، هذا بناء على رأي الباحث الألماني (هايتزيغ فان مالتسيان) استمدها من كتاب (جينيسيوس)، في وقت لاحق، عندما دخلت اللغة العربية إلى المنطقة صارت تسمى سوقارا في مصادر أخرى ذكرت باسم قصر الأفريقي، وفقا للمسعودي، وتاجيلت في خرائط قديمة للجزائر وبلاد المغرب 1771، وقد بُنيت سُوق أَهْرَاسْ الحالية في فترة الاحتلال الفرنسي للجزائر في نفس موضع مدينة طاغاست النوميدية، ففي يوم 17 نوفمبر 1856 راسل النقيب الأول قائد دائرة سُوق أَهْرَاسْ العسكرية الجمعية التاريخية للجزائر الفرنسية، موضحا أن مدينة سُوق أَهْرَاسْ التي بدأ الفرنسيون في بنائها، هي في نفس موضع مدينة طاغاست، (إذ اكتشف حجر بطول 17 مترا و37 سنتمتر وعرض 55 سنتمتر وسمك 46 سنتمتر وفي السطر الثالث عشر من الوجه الأول كتب أسم طاغاست، أن آثارها قد دُمّرت بالكامل)، تتضارب الروايات في أصل تسمية سُوق أَهْرَاسْ الذي يعتقد أنه تم البدء في تداوله في الفترة العثمانية، لأن الفرنسيين عندما وصلوا لأول مرة إلى المنطقة وجدوا أهل المنطقة من قبيلة الحنانشة يستخدمونه، وفي بعض الخرائط العثمانية ذكرت بأسم (تاجيلت) باللغة الشاوية، فبدأ العسكريون يستخدمونه في مراسلاتهم الرسمية.

## اللغة (اللهجة)
يتكلم سكان المدينة الدارجة (اللهجة السوقهراسية) الشبيهة للهجة التونسية وذلك لقربها وتخومها للحدود التونسية بالإضافة للأمازيغية الشاوية بالمناطق والبلديات القريبة من أم البواقي، مثل بلدية سدراتة وبلدية مداوروش إلى جانب العربية، وتستخدم اللغة العربية الفصحى في المحررات والمواثيق الرسمية، كما ينص دستور الدولة.

## الموقع والجغرافيا
تقع مدينة سُوق أَهْرَاسْ في الشرق الجزائري على الحدود التونسية، يحدها من شمال: عنابة، الطارف من الغرب: قالمة، أم البواقي، من الشرق الجمهورية التونسية، من الجنوب: تبسة، هي عاصمة الولاية رقم 41 والتي نتجت عن التقسيم الإداري لسنة 1984. تقع ضمن منخفض تحيط به الجبال المكسوة بالغابات من كل جهة أهمها جبال بني صالح، ويخترقها وادي مجردة.

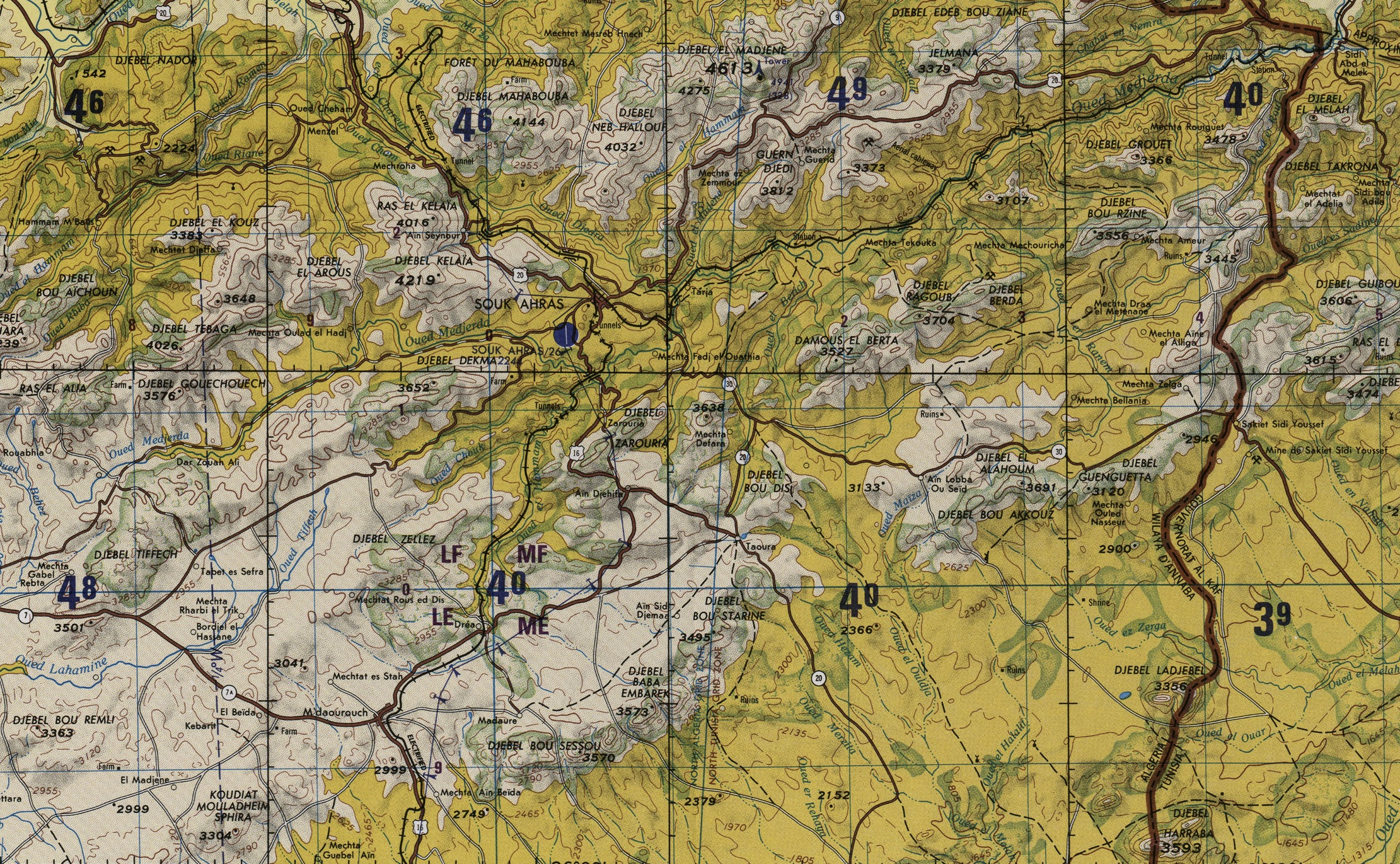
طوبوغرافيا المدينة وضواحيها مع أسماء الجبال المحيطة

## المناخ
يتأثر مناخ سُوق أَهْرَاسْ بعوامل تجعله يتميز بخصائص منفردة، بحيث تقع على بعد 80 كم عن البحر الأبيض المتوسط وهذا ما يجعل التيارات البحرية الرطبة تتغلغل إلى المنطقة، يتميز شمالها بتضاريس جبلية تغطيها ثروة غابية معتبرة أما جنوب الولاية فتمتد به هضاب عليا تحاذي مناطق شبه صحراوي مما يعرضها لهواء ساخن نوعا ما، هذه العوامل تجعلنا نفرق بين نوعين مناخيين يسودان بولاية سُوق أَهْرَاسْ وهما مناخ شبه رطب شمالا ومناخ شبه جاف جنوبا، تتميز بصيف حار وجاف وشتاء بارد ورطب، تستقبل كمية أمطار معتبرة تصل 650 مم سنويا شمالا و 350 مم سنويا جنوبا، وتشهد مرتفعاتها تساقطا معتبرا للثلوج في فصل الشتاء حيث يتراوح بين °1 و°15، أما صيفا فهي بين °25 و°32، وتهب على سُوق أَهْرَاسْ الرياح الشمالية الغربية والسيروكو جنوبا، ينقسم المجال الحيوي لسوق أهراس إلى ثلاثة مناطق رئيسية حددها الطابع الجغرافي على نطاق واسع.
- المنطقة الشمالية: هي منطقة جبلية تتكون أسسا من سلسلة مرتفعات تلية غابية معتبرة تضاريسها كثيرة ويتراوح ارتفاع جبالها بين 1260م و 1400م، تعرف هذه المنطقة تربية الأبقار على نطاق واسع.
- المنطقة الجنوبية الشرقية: هي منطقة متوسطة الارتفاع تضاريسها معتدلة وتنتشر بها السهول الموجهة للنشاط الفلاحي لخصوبة تربتها وجودة منتجاتها الزراعية، يجد الرعاة بها أفضل المراعي للمواشي.
- المنطقة الجنوبية: تتميز هذه المنطقة بانبساط أراضيها وتعرف أيضا بمنطقة الهضاب العليا، تعتمد بها أراضي صالحة للزراعة، وتشتهر بتربية الأنعام وإنتاج الحبوب خاصة منها القمح والشعير ذو الجودة العالية.

### الأودية

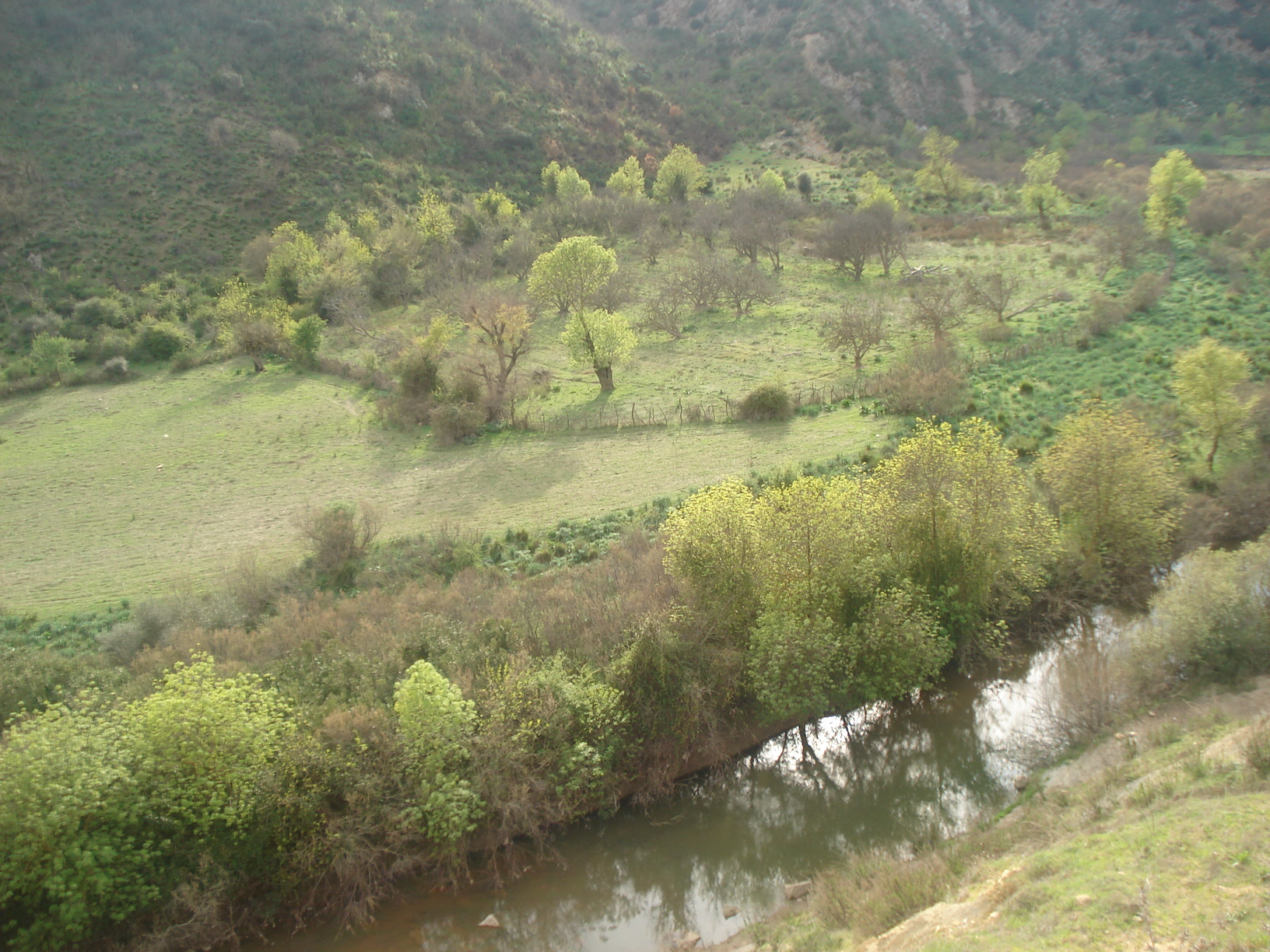
غابة مدينة سوق أهراس

تجري على تراب سُوق أَهْرَاسْ أودية ذات أهمية كبيرة في التوازن الطبيعي والتنوع البيئي، تنتشر بها أودية دائمة الجريان بحكم طبيعتها الجبلية التلية وأستقبال المنطقة لكمية أمطار معتبرة علاوة عن الثلوج التي تكسو المرتفعات لتذوب في شكل مجاري مائية تنحدر نحو السفوح، من أهم أودية سُوق أَهْرَاسْ: وادي ملاق ووادي مجردة الذي ينبع من خميسة ووادي شارف.

## السكان

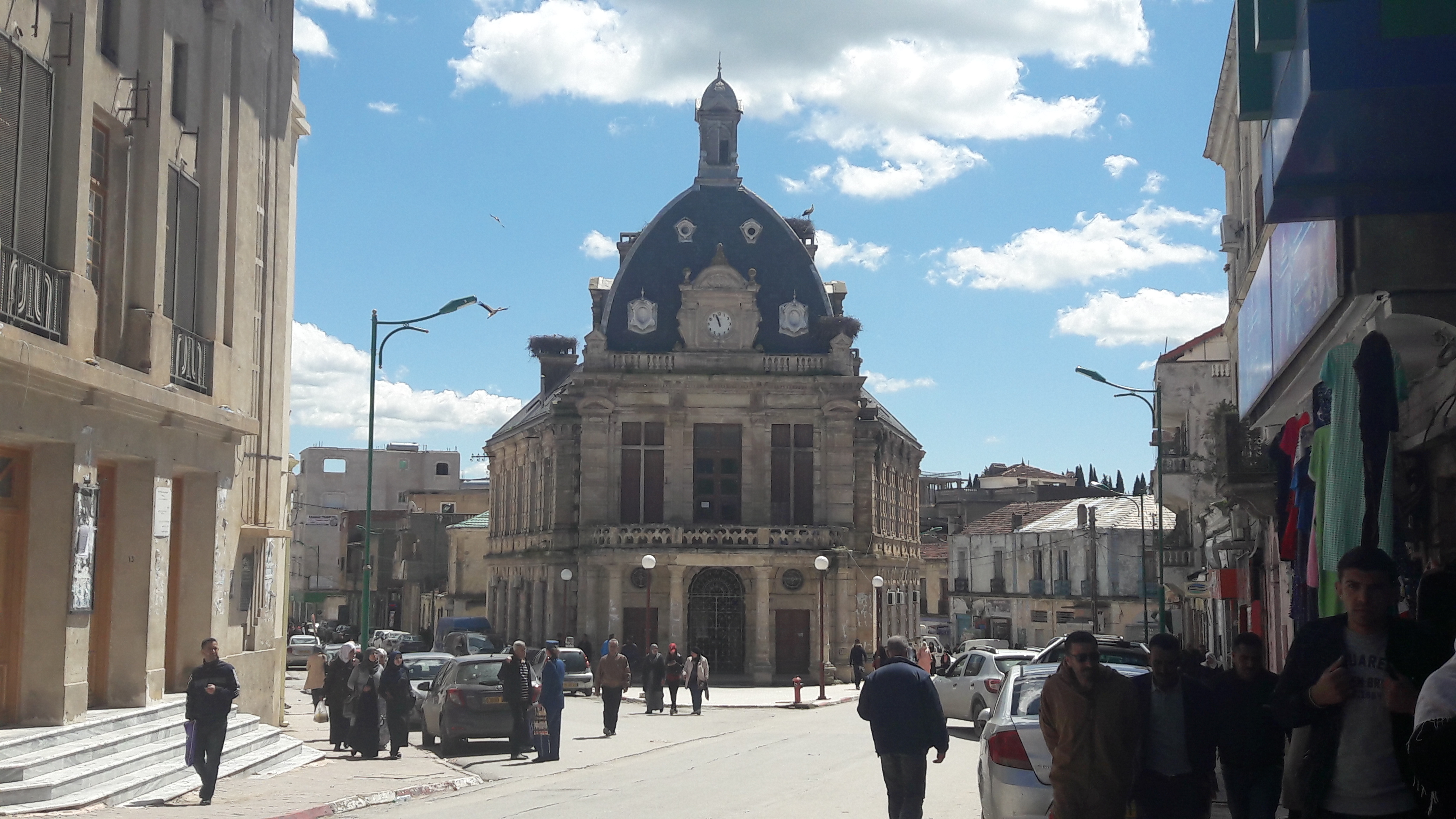
مدينة سوق أهراس

يعود أصل تسمية سُوق أَهْرَاسْ إلى أمتزاج كلمتين أولهما عربية سوق وثانيهما بربرية أَهْرَاس بمعنى الأسود وهي جمع (أَهْرَس) أي الأسد، حيث اشتهرت المنطقة بكثافة غاباتها وأدغالها أين عاشت أنواع مختلفة من الحيوانات والوحوش المفترسة، تروي الأسطورة الثانية بأن التسمية أصلها سُوق الرأس اذ وجدت بها قديما سوق تباع بها رؤوس الحيوانات المفترسة.
خلال الفترة الرومانية عرفت بطاغاست التي اشتقت من التسمية البربرية ثاقوست بمعنى الكيس، نظرا لموقع المدينة في سفح تحيط ثلاث قمم جبلية تأخذ شاكلة كيس أحتواها، وهي موطن القديس أوغسطين فيما بعد وعندما دخل العرب المنطقة سميت سكرة و وردت في مصادر أخرى بسُوق أحراس كما عرفت أيضا بقصر الإفريقي حسب الزاهري.
ينحدر سكان سُوق أَهْرَاسْ من أصول أمازيغية، الشاوية (أمازيغ) حيث عمرت المدينة القبائل البربرية منذ العصور الإنسانية الأولى، وعرفت القبائل الأولى المستقرة بسُوق أَهْرَاسْ ببابيرية نسبة إلى البربر، كما سكنتها أيضا قبائل موسولامي وكيرينا.
ومن أبرز القبائل التي ينسب إليها اليوم سكانها المحليون نجد أمازيغ معربون، (الشاوية).
قبيلة الحنانشة الأكثر انتشارا والحراكتة، النمامشة وهي كلها ذات جذور بربرية (شاوية)، عاشت هذه القبائل فيما سبق في الخيام وألفت الترحال ولكنها تحضرت واستقرت مكونة مدنا ما يزال أغلب سكانها ينتمون لإحداها، إلى يومنا هذا، فتعاشروا مع الشعوب نوميدية فالفينيقية فالرومانية، فالبيزنطية والوندالين مع دخول المسلمين إلى شمال أفريقيا في القرن الثاني عشر عرفت المنطقة قدوم القبائل الهلالية على المقاطعة حتى مجيء الأتراك وبعد سقوط الأندلس استوطن المدينة الأندلسيون كباقي مناطق شمال أفريقيا والجالية اليهودية كانت متواجدة منذ القدم بها وما يعرف تاريخيا أن هناك أسر يهودية أخرى أتت من الأندلس وهذا دليل على أن الجاليات اليهودية كانت تتعايش مع الفرق الأخرى في حدود التسامح الديني الذي بات مفروضا من المنتمين إلى الحضارة الإسلامية، إلى أن سقطت المدينة في 25 ماي 1843 في أيدي الاحتلال الفرنسي فاستوطنا فيها جالية كبير من الأوروبيين، وبعد الاستقلال أصبحت قبلة لتجار بني ميزاب والتونسيين.

## التاريخ

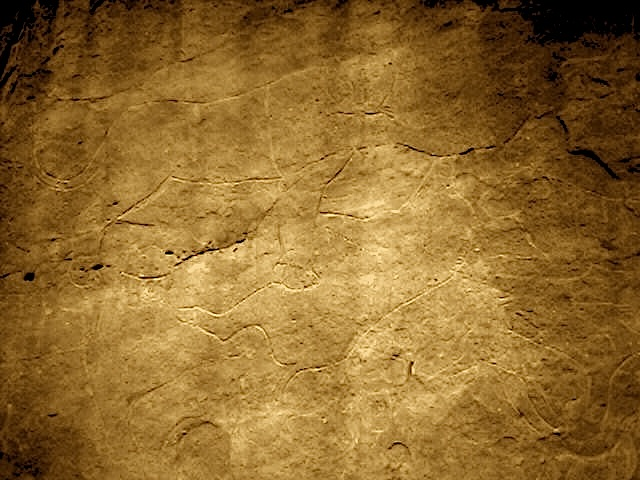
رسومات صخرية تعود للحضارتين العاترية والقفصية

### فترة ما قبل التاريخ

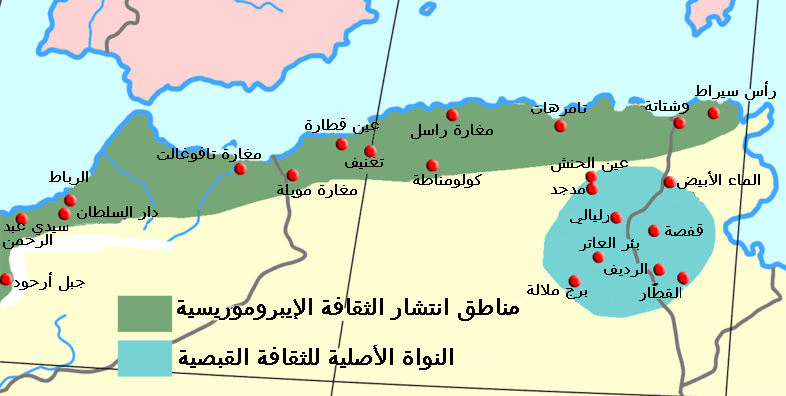
مناطق أنتشار الحضارة العاترية والحضارة القفصية

منذ القديم ارتبط تاريخ سُوق أَهْرَاسْ ارتباطاً وثيقاً بمنطقة الأوراس لوقوعها بشمالها الشرقي، ولعبت دوراً بارزاً في تاريخ الحضارات الإنسانية لكامل بلاد المغرب العربي، عُرِفت سُوق أَهْرَاسْ أولى بوادر الحياة البشرية منذ أزمنة عميقة جداً لعصور العالم الأولى، لقربها من إحدى أكبر مواطن الحضارية البدائية والتي عرفت بالحضارة العاترية ونواتها بئر العاتر بضواحي تبسة، عاشت تحت ظل العاترية في الفترة الممتدة بين العصر الحجري القديم والعصر الحجري الحديث، بين الحضارة العاترية دخلت سُوق أَهْرَاسْ الحضارة القفصية أو القبصية نسبة إلى مدينة قفصة التونسية وقد تم العثور على العديد من الأدوات الحجرية التي ترجع إلى هذه الفترة منها رؤوس أسهم ذات عنق في كل من سُوق أَهْرَاسْ، تيفاش وتاورة.
من أروع شواهد فترة عصر ما قبل التاريخ بولاية سُوق أَهْرَاسْ النقوش الصخرية المتواجدة إلى اليوم بموقع كاف المصورة، إذ تعود إلى (7000 سنة) قبل الميلاد أي فترة الإنسان العاقل وهي من نوادر اللوحات الإنسانية في شمال أفريقيا، هذا بالإضافة إلى الرسومات الليبية لموقع كاف الرجم ضواحي سدراتة، وعلى العموم فقد كانت سُوق أَهْرَاسْ منطقة أهلة بالسكان خاصة لكونها منطقة صيد سخية وخصبة بها الأودية والمياه فحيث يوجد الماء توجد حياة الإنسان وحيث يوجد الإنسان توجد الأساطير.

### الفترتين البونيقية والنوميدية

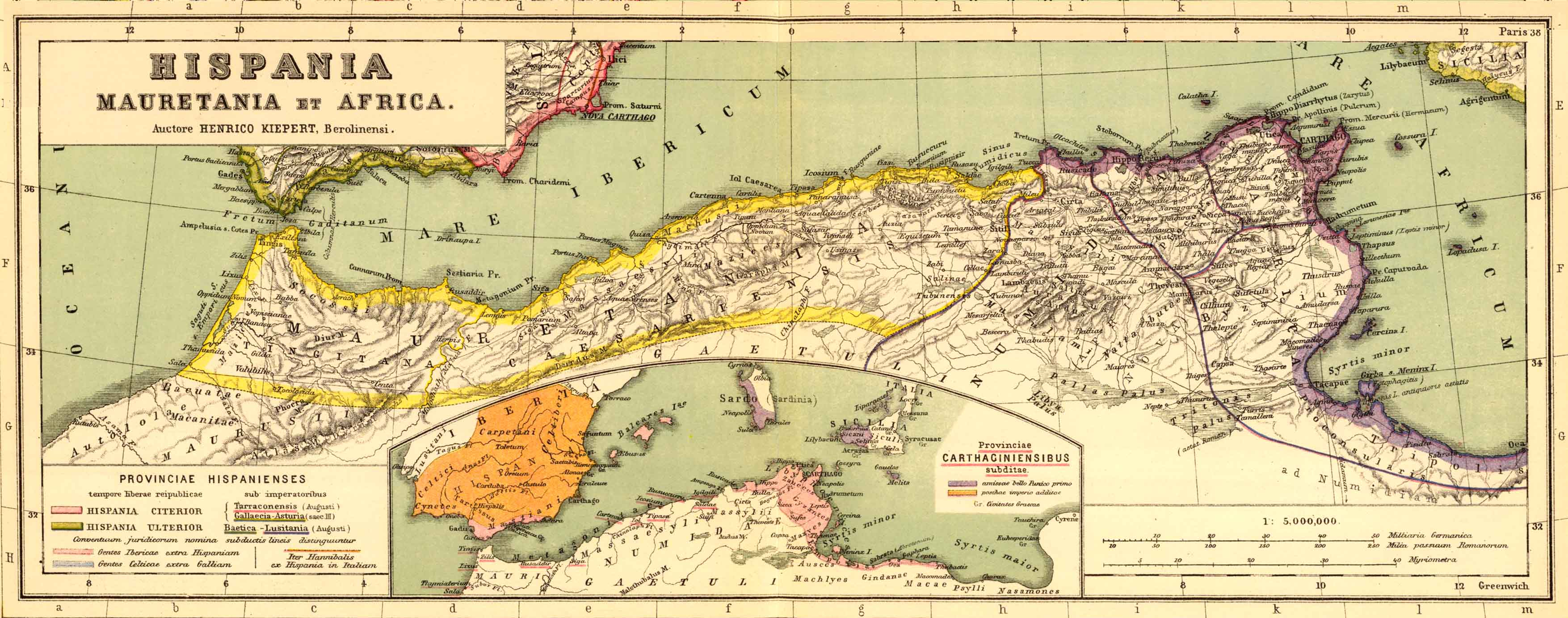
خريطة نوميدية تحدد موقع طاغاست

قبل أن تتوافد على ولاية سوق أهراس الشعوب والحضارات المختلفة، كانت منطقة آهلة بالبربر، السكان الأصليين للمنطقة، بعدما أسس الفينيقيون مدينة قرطاج سنة 814ق م، ربطوا علاقات تجارية مع سكان المدن المحلية الأمازيغ، بعد ذلك بنوا ثلاث مدن رئيسية كمراكز تجارية وهي سُوق أَهْرَاسْ، مادور وتبسة، أرسلت قرطاج جالية بونيقية لبنائها، وتهيئة شبكة من الطرقات تسهل التعامل فيما بينهما، أخذ بربر سُوق أَهْرَاسْ عن البونيقيين طرق الفلاحة والبناء والتخطيط العمراني، كما تأثروا بلغتهم وبعض طقوسهم ومعتقداتهم الدينية والدليل على ذلك النصب الجنائية والإهدائية التي تعود إلى هذه الفترة عبر الفترة عبر مختلف أرجاء الولاية، شكلت هذه المدينة امتداد جغرافيا، ثقافيا وإقتصاديا لقرطاج ودخلت ضمن نفوذها السياسي، خلال هذه الفترة أنتظم البربر في شكل مملكتين عظيمتين هما ماسيسيليا بعدما كانوا مجرد قبائل متفرقة يحكمها الأغليد قايا وسيفاكس، انتصر ماسينيسا وروما على قرطاج وهذا ما يسمح له بتوحيد المملكة النوميدية التي ضمت ماسيليا وماسيسيليا حوالي القرن الثالث قبل الميلاد وبذلك وضعت الحدود الجزائرية الحالية، وقد ضمت العديد من القبائل البربرية لسُوق أَهْرَاسْ منها:
جيتول، قرامنت، مور، ليبيين وموسولامي.
أيقنت قرطاج أهمية منطقة سُوق أَهْرَاسْ إستراتيجيا وكذلك بلاد البربر الممتدة غربها فعملت على كسب تحالفهم في صفوفها إثر الحروب البونيقية التي أكثر من مائة سنة بينها وبين روما لأن المنطقة كانت محل صراع بين الفينيقيين والرومان سعيا للتوسع وكسب الثروات، عرفت سُوق أَهْرَاسْ في عهد ماسينيسا وملوك البربر مجموعة من المعتقدات والطقوس الدينية كتقديس الشمس والقمر وترجمتها الشمس الآلهة (solo deo invicto) باعتبارها آلهة سماوية حيث عثر بالمنطقة على كتابة لاتينية تحمل عبارة العظيمة، عبد سكان المنطقة أيضا أفري آلهة تحمي سكان الكهوف والمغارات لأنها مستمدة من كلمة أفري التي تعني المغارة بالأمازيغية، في هذه الحقيقة أدرج النظام الروماني سُوق أَهْرَاسْ ضمن إقليم أفريكا نوفا وعاصمتها هيبون (عناب)، حوالي 27م أعيد تنظيم الإمبراطورية ووحدت أفريكا نوفا وأفريكا فيتوس فيما يسمى بإفريقية البر وقنصلية وعاصمتها قرطاج لتصبح سُوق أَهْرَاسْ إحدى أهم مدنها، اعتمد الرومان إقتصاديا على تصدير خيراتها نحو الإمبراطورية وبذلك اعتبرت كخزان للحبوب والثروات باختلافها، إلى جانب أستغلال خيرات طاغاست الفلاحية، استغلت أيضا ثرواتها الحيوانية إذ أصطاد الرومان الأسود والفهود من غاباتها ليستعملوها في حلبات المصارعة وألعاب السيرك، وكذلك الدببة حيث صورت العملية في فسيفساء أرضية متواجدة بهنشير القصيبة أصطادوا الفيلة أيضا من غابات باقرادا مجردة نواحي طاغاست بحجة حماية العقارية الفلاحية غير أن حافزهم هو أستعمال العاج الباهظ الثمن في تزيين القصور والمنازل الفخمة، مقابل هذا الوضع نشبت في سُوق أَهْرَاسْ عدة ثورات منها مقاومة الجيتول في عهد يوبا الثاني لتشمل كل نوميديا، تلتها ثورة تاكفاريناس وأنظم له الثائر ميزينا، بسبب موقعها الأستراتيجي تعرضت مدينة سُوق أَهْرَاسْ لأكثر من محتل خلال تاريخها الحافل بحضارات عديدة منذ القرون القديمة إلى يومنا هذا، بداية من الفترة النوميدية فالفينيقية فالرومانية، فالبيزنطية والوندالية مرورا بالفتح الإسلامي والإمارات التي تبعته إلى زمن البايات حتى الوصول إلى الاستعمار الفرنسي الذي دخل المدينة عام 1847 وخرج منها عام 1962.

### العصر القديم

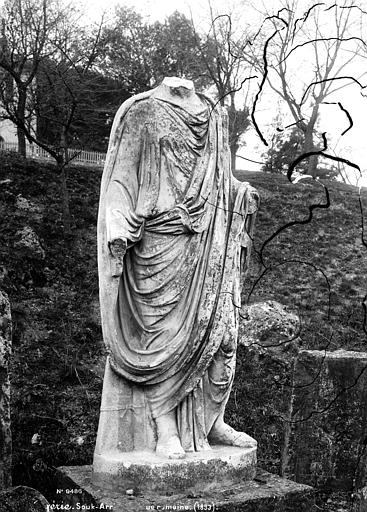
تمثال في متحف المدينة

تعتبر المدينة النوميدية طاغاست من أهم مدن نوميديا الشرقية، وهي أقدم مملكة أمازيغية تأسست شرق الجزائر الحالية على يد الملك (زالالسان) في القرن الثالث قبل الميلاد، يعود تاريخ سُوق أَهْرَاسْ إلى تلك الحقبة، طاغاست التي قامت على أطلالها سُوق أَهْرَاسْ، كانت تقع في المرتفعات الشمالية الشرقية لنوميديا، وقد أصبحت بعد ذلك، جزءاً من الجمهورية الرومانية، وكانت تقع على بعد 100 كم من هيبون (عنابة)، وعلى بعد نحو 230 كم من قرطاج (على الساحل التونسي)، وكانت مسقط رأس العديد من القادة العسكريين أمثال: تاكفاريناس والمفكرين أمثال: القديس أوغسطينوس وأبوليوس صاحب أول رواية في التاريخ ومكسميوس العالم بقواعد اللغة اللاتينية وغيرهم.

### العصر الروماني

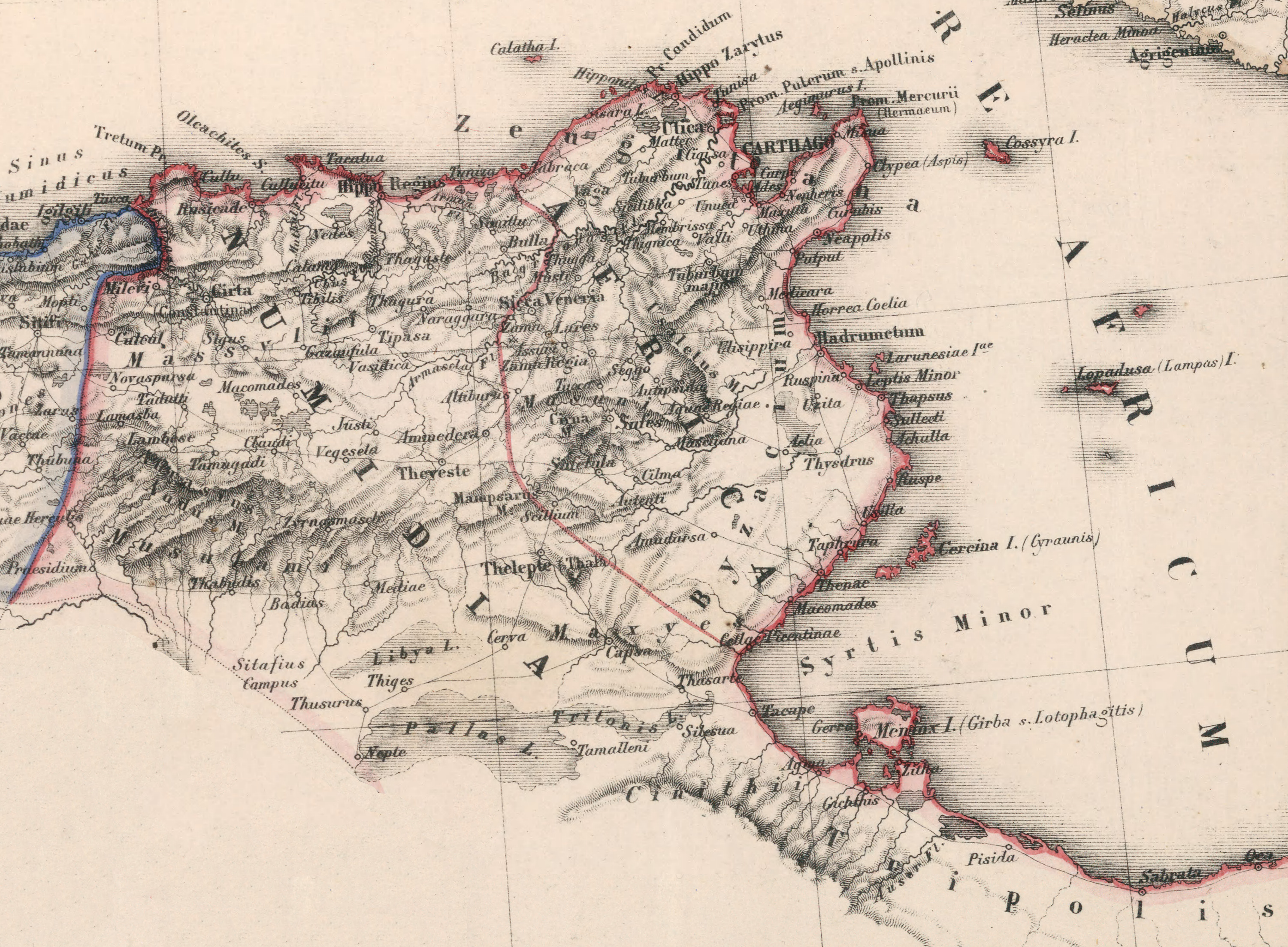
خريطة رومانية قديمة تبين موقع طاغاست (Atlas Antiquus (1869

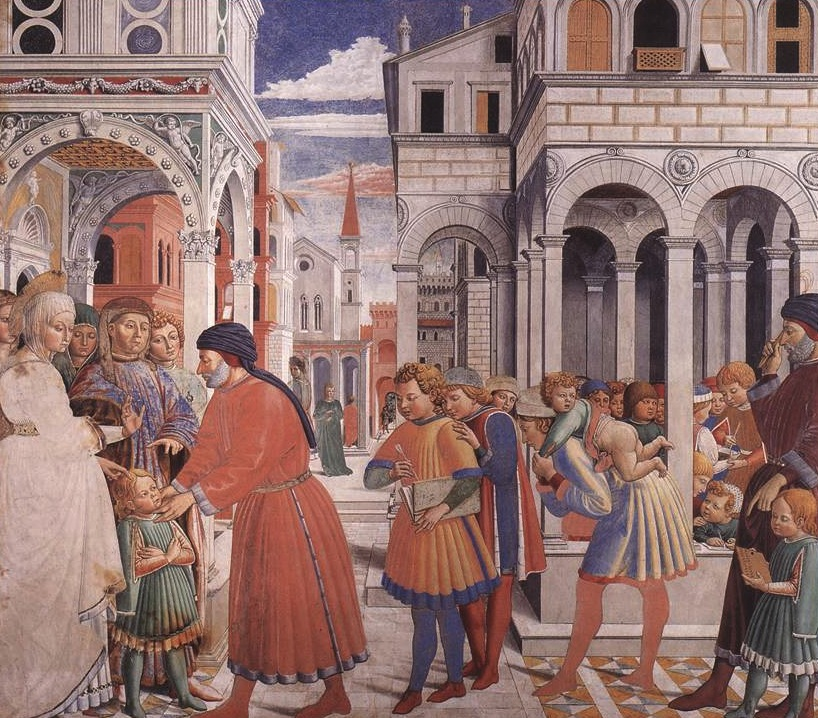
أوغسطين في المدرسة طاغاست

دلت العديد من الآثار الرومانية على وجود هذه المدينة العريقة، فقد كانت المدينة على محور هام للطرق الرومانية تصل ما بين هيبون (عنابة) شمالا، أكبر سوق في شمال أفريقيا، وتيفست، (تبسة) جنوبا، وكلاما (قالمة) شرقا حيث أسست سنة 72 قبل ميلاد المسيح، قبيل الفترة الرومانية كانت سُوق أَهْرَاسْ ضمن حكم ماسينيسا واعتبرت مدينة على قدر من الأهمية لوقوعها في الممر نحو قرطاج، لعبت سُوق أَهْرَاسْ دورا فعالا في تاريخ الأحداث التي دارت في المنطقة بين روما وقرطاج حيث اندلعت معركة زاما الشهيرة في منطقة (نارا قارة) بضواحي الحدادة بين الرومان والقرطاجيين حوالي 202 ق.م أنتصر فيها ماسينيسا وروما على القرطاجيين بقيادة حنبعل وحليفة سيفاكس، كبر طموح ماسينيسا بعدما وحد نوميديا من الشرق إلى الغرب وخافت من أن يقضي على مصالحا في المنطقة أو أن يهاجمها فأعلنت الحرب ضده سنة 155 ق م، وبعد موته سنة 147ق م أو 148ق م، اجتاحت نوميديا وأخذت تتوغل في شمال أفريقيا ابتداء من الشرق حوالي القرن الأول ميلادي، بسطت روما نفوذها على سُوق أَهْرَاسْ وراحت تشيد المدن والمستعمرات والحصون لتستقر بها جاليتها، بعد أن أتم الرومان هيكلة المنطقة إداريا، بدأت مرحلة أخرى تجلت في السعي إلى تثبيت الوجود الروماني في المنطقة عن طريق تأسيس مستوطنات دائمة إضافة إلى مدينة طاغاست التي كانت موجودة منذ العهد النوميدي، كان لطغيان واستبداد الرومان ضد السكان الأصليين (الأمازيغ) ومصادرة أراضيهم الخصبة، دافعا قويا لتاكفاريناس لقيادة ثورة ضد الاحتلال الروماني، فهو من أبرز قادة نوميديا بمنطقة طاغاست وينتمي إلى موسالامس أحد أكبر القبائل الأمازيغية، ترعرع في أسرة نبيلة، إلى أن جنّد مساعدا في الجيش الروماني وهو في سن ال 16 سنة ليفر بعدها ويشكل في العام 17 للميلاد جيشا لمحاربة ظلم الرومان وعيّن قائدا على قبائل المزاملة، خاض تاكفاريناس حربا ضروسا ضد الجيش الروماني طيلة سبعة سنوات فقد فيها عمه وأخاه وإبنه، إلى أن قتل سنة 24 للميلاد بناحية سور الغزلان بولاية البويرة حاليا، لقد كان تاكفاريناس شجاعا ومواطنا أمازيغيا غيورا على وطنه رفض ذل وقهر الرومان، وحد القبائل الأمازيغية واستعان بكل القبائل المناوئة للمحتل الروماني بما فيها قبائل الصحراء، التي كانت هي كذلك ترفض هذا العدو المغتصب وتناهضه، وامتدت مقاومة تاكفاريناس إلى المدن والقرى الخاضعة للرومان، وتوسعت من موريتانيا إلى خليج سرت، كما أنه من بين أسباب ثورة تاكفاريناس الأنتقام للملك الأمازيغي الأول يوغرطة الذي وحد الأمازيغ تحضيرا لمحاربة العدو الروماني الغاشم، بيد أن الجيش الروماني نكل به تنكيلا شديدا وثار لقبائل موسالامس التي وقفت كثيرا في وجه الغزو الروماني، شيد الرومان العديد من المدن سُوق أَهْرَاسْ وما الشواهد الأثرية العديدة التي تعود إلى الحقبة الرومانية إلا دليل على ذلك ومن أهمها طاغاست، مادور، تيفاش، نارا قارا، الحدادة تاقورا، تاورة، سيفيتاس، بوبتونسيس، توبورسيكوم نوميداروم خميسة تاقورا، تاورة، سيفيتاس، بوبتونسيس، ومادور ذات التاريخ العريق لقد كانت في غابر الأزمان عاصمة لأول جامعة رومانية في أفريقيا تحت حكم سيفاكس 220. 230 ق.م كما أنها بالإضافة لفضاءاتها التاريخية الشهيرة كانت موطن الثقافة البربرية والرومانية تعززت قوتها بدخول البزنطيين الذين وسعوا نفوذها. هي إحدى بلديات ولاية سوق أهراس تعرف قديما بمادور (بالفرنسية: Madaure) وباللغة الأمازيغية حسب المؤرخ أبو عبيد الله البكري كانت تسمى تاماديت (Tamadit) مدينة أثرية، يطلق عليها مادور أو مادوريوس وتقع في الجنوب الشرقي لولاية سُوق أَهْرَاسْ، طاغاست قديما، هذه المدينة الرومانية تقع على بعد 45 كلم من سُوق أَهْرَاسْ وتتربع على مساحة 25 هكتار، يعود تأسيسها Vespassien لعام 75 قبل الميلاد في عهد الإمبراطور الروماني هذه المنطقة معروفة بازدهارها الثقافي لكن أيضا الاقتصادي، من خلال حقول الحبوب والزيتون.

### عصر الوندال

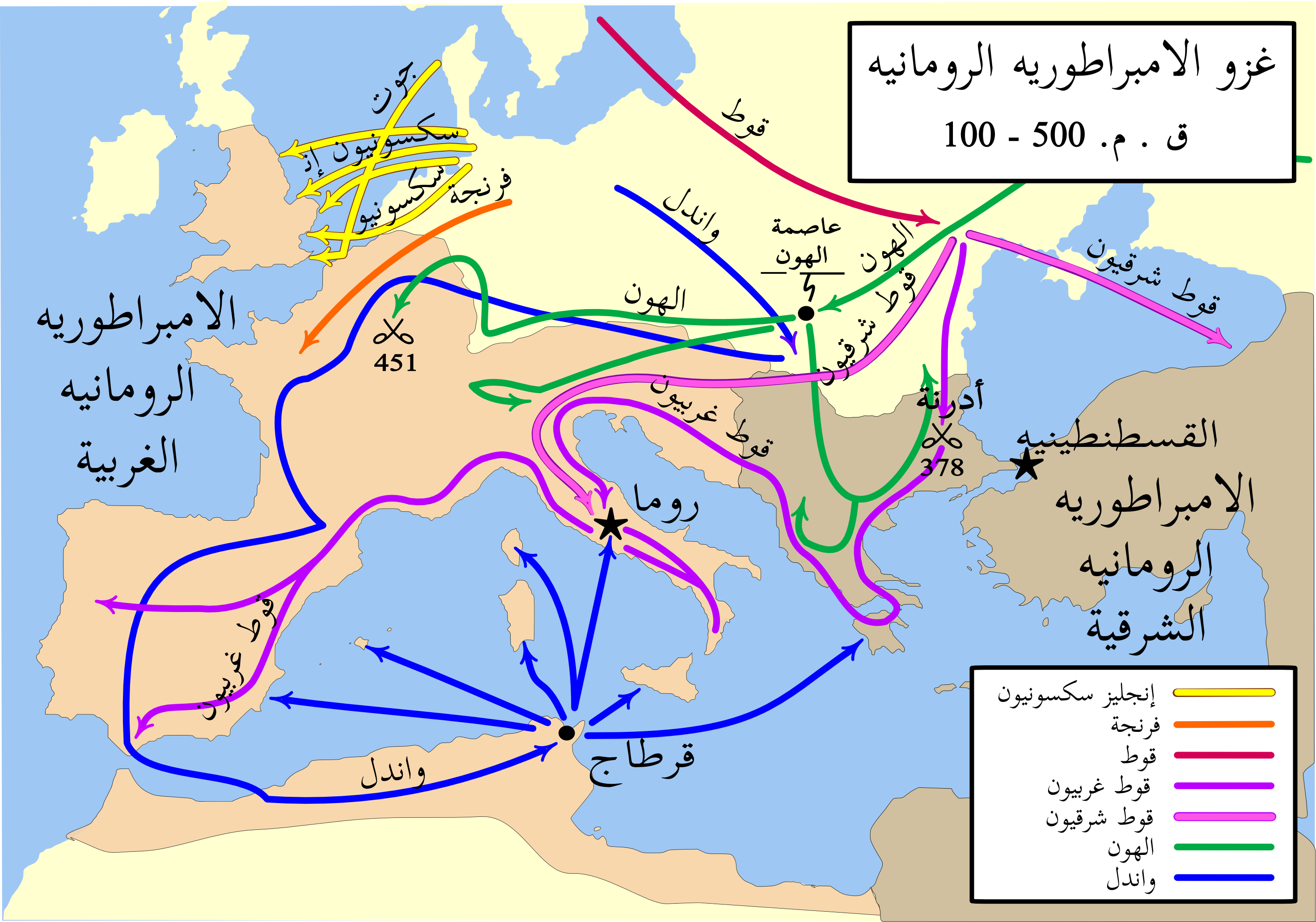
خريطة تبين سيطرة الوندال في شمال أفريقيا

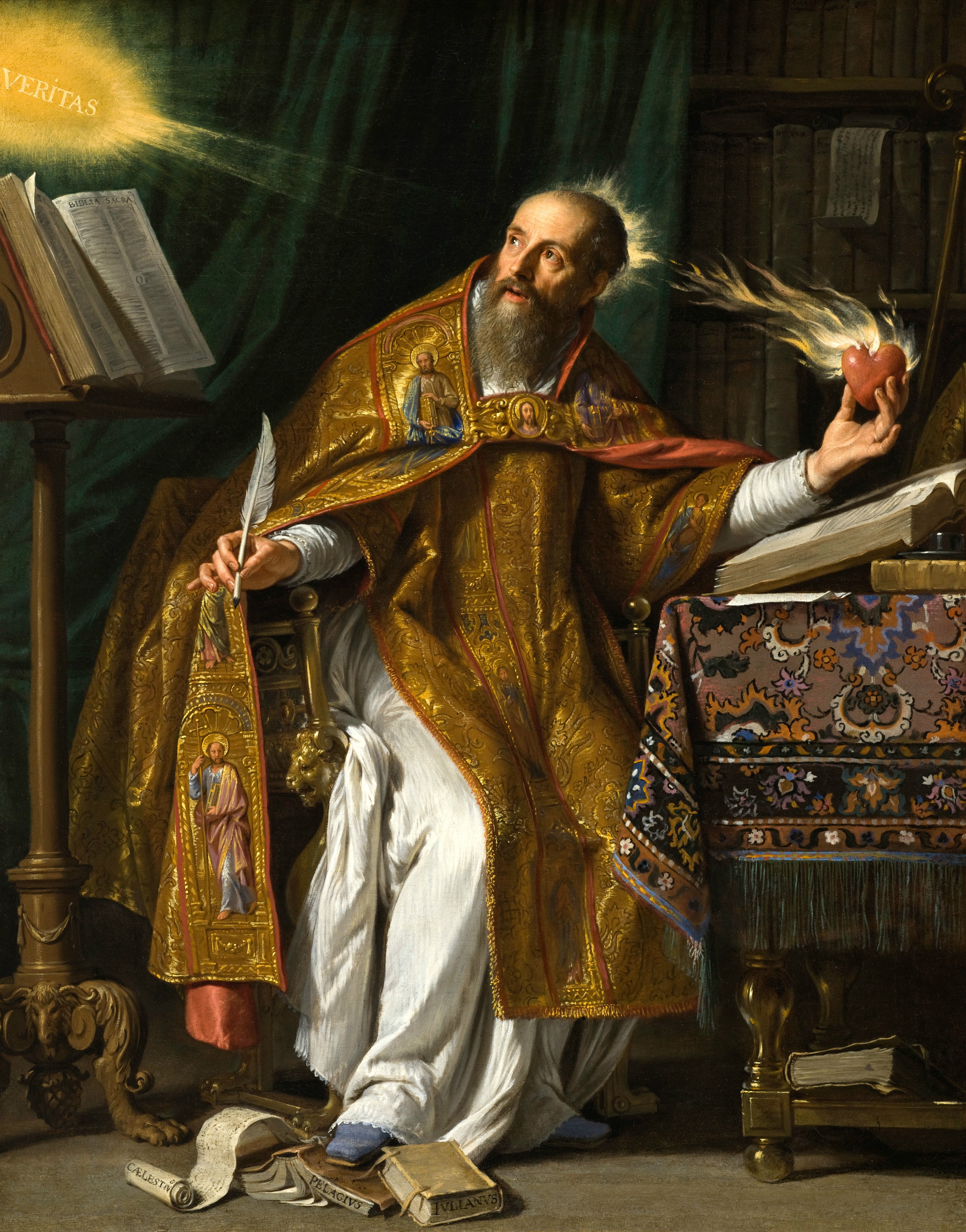
أوغسطين أبن سُوق أَهْرَاسْ

جاء الفاندال (الوندال) بقيادة جنسريق سنة 429 م واحتلوا الجزائر بعد أن قاوم القديس أوغسطين مقاومة باسلة دفاعا عن مدينة هيبون (عنابة) التي كانت آخر معقل روماني يسقط في يد قبائل الفاندال، تعرضت هيبون لحصار الوندال الطويل الذي استمر أربعة عشر شهرا وقد دافع عنها الجنرال بونيفاكيوس، وسقطت بيدهم عام 431 بقيادة ملكهم جينسيرك، وخلال تلك الفترة مات القديس أوغسطين، فقط الكاتدرائية ومكتبة أوغسطين نجتا من الدمار العام الذي لحق بالمدينة والمدن المجاورة كطاغاست، كلاما، تيفيست، ثم سقطت قرطاج حيث أصبحت عاصمة لهم واستمرت دولة الفاندال من 431 م - 534 م، وهم منحدرون من السلالة السلافية، قدموا من جنوب ألمانيا، ومن أسمهم جاءت تسمية الأندلس (فاندولوسيا)، وقد سيطر الفاندال على أفريقيا (تونس) ونوميديا والمغرب الأقصى، وقد تعاطف حتى الذين اعتنقوا الأريوسية من هؤلاء الوندال مع ضحايا هيبون (عنابة) التي احتلوها وخربوها وبعد هذا دخل الوندال مع أحلافهم الأمازيغ في حرب ضد ما تبقى من الرومان في شمال أفريقيا لغاية تصفيتهم جميعا وأحتلال قرطاج آخر معقل للرومان بأفريقيا سنة 439 م، ولم يتوقفوا عندها بل واصلوا تقدمهم بحرا لاحتلال روما نفسها والتي خربوها وأحرقوها مع أخذ كل كنوزها سنة 455 م وبذلك انتهت مدينة روما الأسطورة التي دامت 1229 سنة من المجد والقوة تحت أقدام الهمجية الوندالية، واستنكروا وحشية التنكيل والقهر والبطش اللاإنساني ضد ساكنة الجزائر، بعدما انقلب الوندال على الأمازيغ مثل ما فعل الرومان والفينيقيين من قبل مما أدخل الأمازيغ في حروب دامية جديدة مع الوندال أكثر الشعوب دموية وهمجية، علما بأن المدن الجزائرية القديمة مثل طاغاست خربة في عهد الوندالي، هناك أمر مهم جدا يجب أن يعرفه الجميع: ديانة الوندال هي المسيحية الأريوسية نسبتا للأمازيغي القديس آريوس صاحب هذا المذهب وهو من قورينا (ليبيا الحالية) علما أنه يشبه مذهب دوناتية نسبتا للأمازيغي دونات الكبير (جنوب تبسة) والمذهبان لا يعترفان بالثالوث المقدس وأن عيسى بن مريم (عليه السلام) رسول الله وليس إله والله عز وجل واحد لا شريك له، لكن الوندال اعتنقوا هذا المذهب (الأريوسية) بعدما خالطوا وتأثروا بالأمازيغ وهذا أكبر دليل على أن الوندال هم من تأثر بالأمازيغ وليس العكس، نهاية الوندال في شمال أفريقيا وبداية العهد البيزنطي تكسر الوندال بعد ثورات الأمازيغ ضدهم، خصتا ثورة القائد الأمازيغي أنطالاس سنة 530 م التي أدت إلى تنحية الملك هلدريك وتنصيب جليمار نفسه مكان هلدريك مما خلق شقاق بين الوندال الذين تحولوا تحت ضربات الأمازيغ العنيفة من وحوش ضارية لا تغلب إلى فريسة سهلة انقض عليها البيزنطيون المتربصين بأرض شمال أفريقيا منذ القديم لاعتبار أنفسهم الوريث الشرعي لمستعمرات روما القديمة والحماة للمسيحية الكاثوليكية المضطهدة من طرف الوندال في شمال أفريقيا.

### العصر البيزنطي

يظهر التوسع البيزنطي في عهد جستنيان باللون البنفسجي.

تم اكتشاف أبراج مراقبة من عصر البيزنطي في عين دجومية بجانب تاورة وأكثر من 60 موقع أخر في أنحاء الولاية، يمثل وصول المسيحية كديانة سماوية رسمية معادية لعبادة الأوثان الرومانية والبربرية، عاشت المدينة إبان العصر البيزنطي الكثير من الأحداث والحروب الدينية خاصة بين الدوناتيين والأرثدكس، تعتبر كتب أوغسطين من أهم المراجع في تلك الحقبة، بالإضافة إلى القديس أوغسطين، كان هناك العديد من الأساقفة الذين عملوا في طاغاست، ومنهم:
- القديس فرمين
- القديس جانواريوس
- القديس أليبيوس الطاغاسطي، صديق أغوسطينس
- القديسة مونيكا أم أوغسطينوس.

### الفتوحات الإسلامية

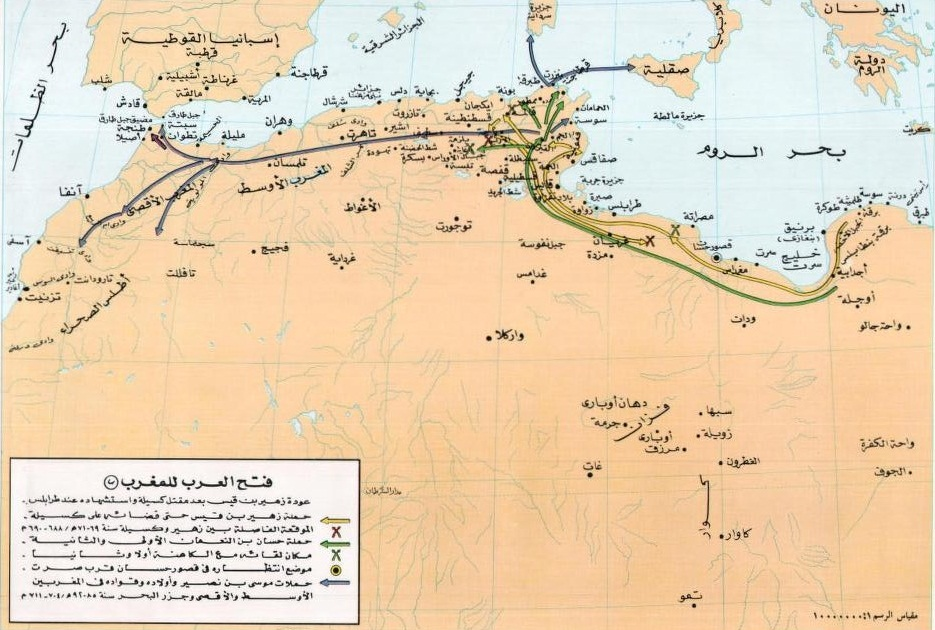
خارطة تُبيِّنُ المراحل الأخيرة من فتح المغرب في ولاية مُوسى بن نُصير.

بدأ الحكم الإسلامي بالخلافة الأموية ثم العباسية إلى أن عيٌن هارون الرشيد: إبراهيم بن الأغلب حاكم على بلاد إفريقيا لتخضع بعد ذلك إلى باشوات الجزائر بداية بدولة بني زيري ثم الرستمية ثم الصنهاجية لتقع تحت حكم الدولة الفاطمية الشيعية من سنة 398 ه‍ إلى 442 ه‍ لتنتقل بعد ذلك إلى حكم الحماديين ثم المرابطين ثم الموحدين ثم الحفصيون إلى حين قدوم الأتراك العثمانيين سنة 1572 م، ولقد اشتهر ثلاثة من أبناء المدينة في هذا العصر وهما:
- طارق بن زياد، قائد عسكري فاتح الأندلس
- الطاهر بن عبد السلام: شاعر
- أحمد التيفاشي: عالم وكاتب وشاعر، اشتهر بكتبه حول علوم الموسيقى والأحجار وكذا الشبقية

### الحُكم العثماني

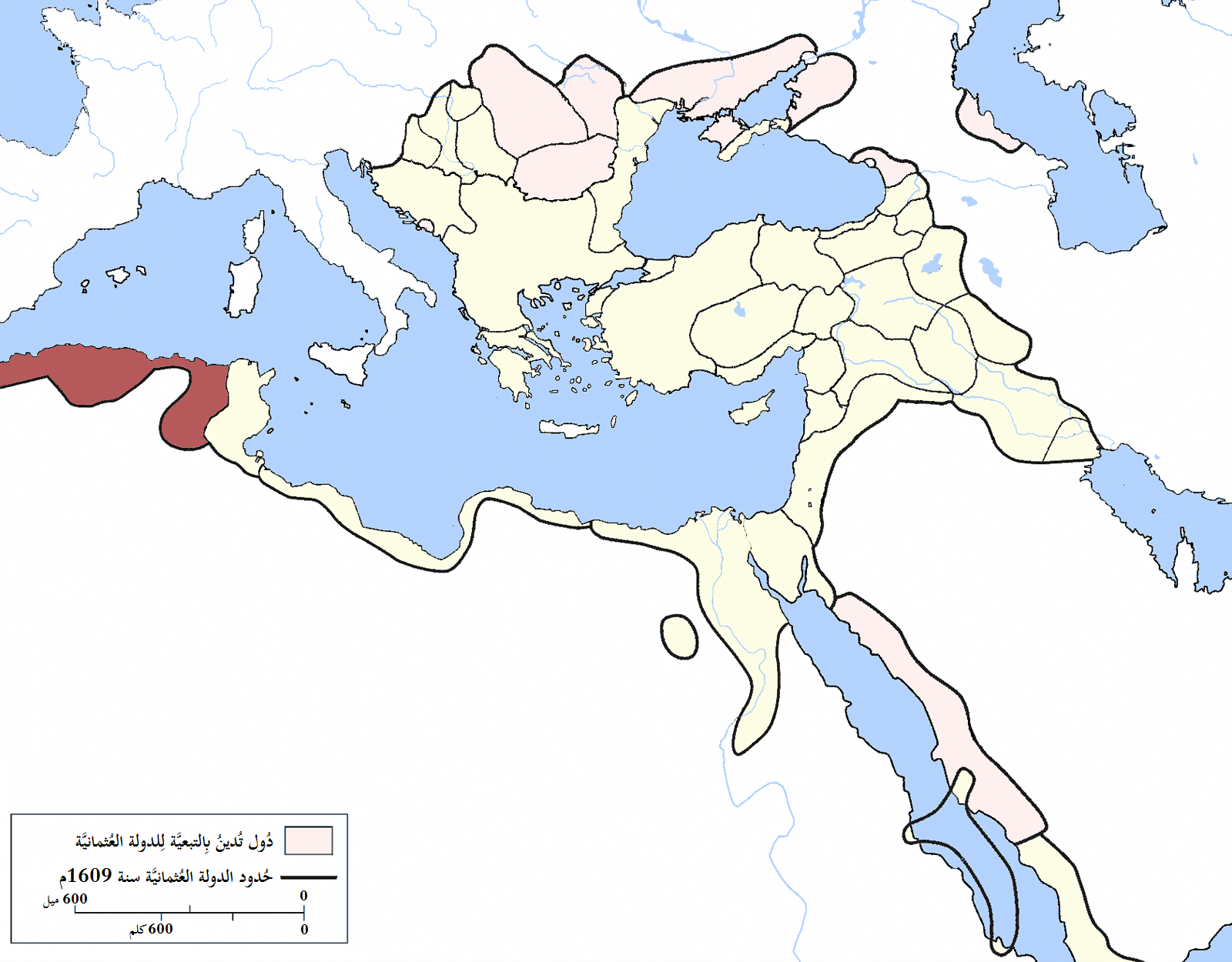
الحكم العثماني في الجزائر 1609

ابتدئت سيطرة الدولة العثمانية منذ عام 1574 حيث كان آخر عام لحكم الحفصيين في سُوق أَهْرَاسْ، فتحولت أفريقيا الشمالية إلى ولاية من ولايات الدولة العثمانية.
اشتهرت في هذه الفترة قبيلة الحنانشة وهُم قبيلة شاويّة كبيرة، كانت زعامتها في نهاية العهد الدولة العثمانية وبداية الجزائر (المستعمرة الفرنسية) لعائلة الحرار، وهم بلا شكّ، بنو بعرة بن حنّاش بن ونّيفن الهوارة، الذين ذكرهم ابن خلدون، وهُو القَولُ الذي أخذَ بهِ الكاتب العسكري الفرنسي Feraud، والذي ذهب إليه De Slane أيضاً، في ترجمته لجزء تاريخ البربر، من تاريخ ابن خلدون.
وقد أخطأ الرّحالةُ الإسباني Marmol فعدّهُم في بُطونِ العربِ الدّاخلين أفريقيَة في (القرن 11 م)، والتَبَسَ عليهِ الأمرُ، فظنّهُم أولاد حنّاش، من بُطونُ عَيّاض، من قبائلِ الأثبِجِ الهلاليّة، الموطّنة بجبل القلعة. وأخذَ Carette برِوايَة Marmol، هُو الآخرُ، وتبعهُ في ذلك كثيرٍ مِمَّن كتب عن الحنانشة، وكانَ جدّهُم أبو الطّيّب بعرة بن حنّاش بن ونّيفَن، شَيخَ قبائلِ هَوّارة، قد أبلى بلاءً حسناً في معركَة وادي شبرو العنيفة، التي وَقَعَت في نواحي سُوق أَهْرَاسْ، بين جيوش الموحّدين وحلفائهم من عرب بني عوف بن سُليم من جهة، وجيوش ابن غانية المايوركي المرابطي، وحلفائه من عرب الذواودة المرداسيين، من قبيلة رياح الهلاليّة، ومن معهم من بربر هوّارة، من جهة أخرى. وأنهزمت إذاكَ جيوش بن غانية، وفرّ هُوَ إلى جهة طرابلس، وأصبح يردد الغارات على جيوش الموحّدين، وهزمهم في كثير من المعارك، إلى أن هلكَ، وانمحَت فتنتُهُ بهلاكِهِ.
وقال ابن خلدون: بأرض التلول من أفريقية، ما بين تبسة إلى مرماجنة إلى باجة، ظواعن صاروا في عداد الناجعة عرب بني سليم في اللغة والزي وسكنى الخيام وركوب الخيل، وكَسبِ الإبل وممارسة الحروب، وإيلاف الرحلتين في الشتاء والصيف كل تلولهم. قد نسوا رطانة البربر، واستبدلوا منها بفصاحة العرب فلا يكاد يفرق بينهم، فأولهم مما يلي تبسة: قبيلة ونيفن، ورئاستهم لهذا العهد في ولد بعرة بن حناش، لأولاد سليم بن عبد الواحد بن عسكر بن محمد بن بعرة، ثم لأولاد زيتون بن محمد بن بعرة، ولأولاد دحمان بن فلان بعده، وكانت الرياسة قبلهم لسارية من بطون ونيفن، ومواطنهم ببسائط مرماجنة سُوق أَهْرَاسْ وتبسة وما إليهما.

### الاستعمار الفرنسي
.

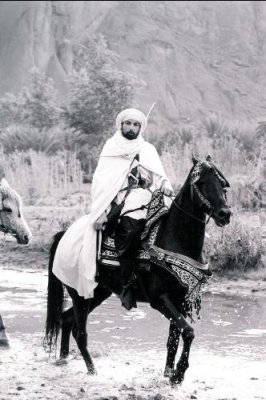
الشيخ الكبلوتي قائد مقاومة الصبياحية ومحمد الكبلوتي (1871)

في 25 ماي 1843 دخلت القوات الفرنسية سُوق أَهْرَاسْ بقيادة الجنرال (باراقي دهيليي) وذكر أن مقاومة الصبياحية ومحمد الكبلوتي (1871) قامت بمقاومة هذا الاحتلال خلال أكثر من 15 سنة، بتوجيه من الزاوية القادرية.
في سنة 1851 قامت مصالح الجيش الفرنسي ببناء حامية لإخماد قوات القبائل المتاخمة، وبعدها في سنة 1853 تم بناء ملحقة دائمة تابعة لقسمة عنابة. واضطلع بمهمة التخطيط للمركز المستقبلي العقيد تورفيل (Tourville) وبني فوق آثار المدينة التاريخية طاغاست حيث تطور هذا المركز العمراني إلى تكتل بشري كبير وذلك مع وفود عائلات من الفلاحين والتجار المعمرين الأوروبيين، وفي 15 سبتمبر 1858 بقرار من نابليون الثالث أصبح مركز لمواطنين أوروبين يحمل اسم (سُوق أَهْرَاسْ)، اعتماد هذا المركز رسميا سنة 1861 وأصبح تابعا لـدائرة عنابة، مقاطعة قسنطينة، عيّن القائد فوفال (Fauvelle) أول ضابط سام للمدينة ولكنه توفي بعد تعرضه لحادث سقوط من حصان في 3 سبتمبر سنة 1856، وفي نفس السنة عيّن أول ضابط، وهو النقيب بومال (Baumelle)، ومن أوائل عائلات المعمرين الفرنسيين الذين سكنوا المنطقة، واستفادوا من أراضي الجزائريين بعد استيلاء جيش الاحتلال الفرنسي عليها بالقوة: توسان كلادا (Toussaint Clada)، فونتنال (Fontenelle)، قالبا (Guelpa)، مارتال (Martel)، روكات (Rouquette)، بورقات (Burgat)، آروي (Arroué)، فلامونكور (Flamencourt)، قاسكو (Guasco)، بوري (Borie)، جيبيلي (Gibelli)، بوتوس (Poutous)... وآخرون، كان التجمع السكاني يضم 2142 ساكن فيهم 1120 أوروبيا، 884 جزائريا، و 138 ياهودي، وفي 16 أكتوبر 1858 عيّن السيد فورنيي (Fournier) ضابطا للحالة المدنية، وعوض في 5 نوفمبر سنة 1859 بالسيد سيـقاي فيلافاكس (Seguy Villavaleix) والذي اشتغل في منصب سكرتير لمحافظة قالمة والذي بدوره ترك منصبه في نهاية نوفمبر من نفس السنة للسيد كاكولت (Cacault)، وفي 22 أغسطس 1867 وبمرسوم حكومي انتقلت (سُوق أَهْرَاسْ) إلى رتبة بلدية بكامل صلاحياتها، وأول رئيس بلدية السيد: ميشال ديرون (Michel DEYRON)، تم اكتشاف منبعين للمياه في المدينة، في عين الزرقا و عين ملاب صيود، ولكن تم ردم هذه المنابع نتيجة للتوسع العمراني، في سنة 1880 تم الانتهاء من المستشفى العسكري بعد أربع سنوات من التشييد (مدرسة ابن خلدون حالياً)، وكذلك شُيد سوق للخضر والحبوب، حيث قدرت كمية الحبوب التي كان يستقبلها ب 200 ألف قنطار، شُيد قاعة للحفلات سنة 1928، وفي سنة 1931 شُيّد المسرح، سنة 1887 تم الانتهاء من بناء متحف المدينة وهو أجمل بناء في المنطقة بأجمعها، وكذلك بنيت كنيسة جديدة سنة 1870 وأهدت أجراسها من طرف وزارة الدفاع الفرنسية، في 12 و 13 نوفمبر 1930 دشّن أسقف الجزائر العاصمة المونسنيور ليونو (Monseigneur Leynaud) كنيسة القديس أوغسطينوس وكان هناك تمثالين لأسدين من البرونز في مدخل الكنيسة وتم نقل الأسدين إلى الساحة العمومية وسط المدينة في الاستقلال، بناء مسجد العتيق سنة 1857، سنة 1877 إنشاء مضمار لسباق الخيل، وفي سنة 1921 شُيّد نصب تذكارى لضحايا الحرب (14-18) يلقب (السردوك) تخليد لأرواح الضحايا من أبناء المدينة وكان ارتفاعه 12م ووضعوا ديك من البرونز، وفي سنة 1939 تم إنشاء خزان للماء، ومدرسة سنة 1934، وفي نفس السنة تأسس نادي للطيران، حيث كان في المدينة مطار صغير، وتم بناء ملعب لكرة القدم سنة 1940 (Mr Jean Millet)، وتم تأسيس نادين لكرة القدم وهما: نادي الرياضي للسكة الحديدية ونادي سبورتنغ ونادي الكرة الحديدية والذي فاز ببطولة الجزائر العديد من المرات، ونادي الصيد، دون أن ننسى الحديقة العمومية (جنان بالك)، وساحة طاغاست (ساحة الأستقلال) في قلب المدينة، دخلت الكهرباء للمدينة، فلقبها سكانها بباريس الصغيرة،

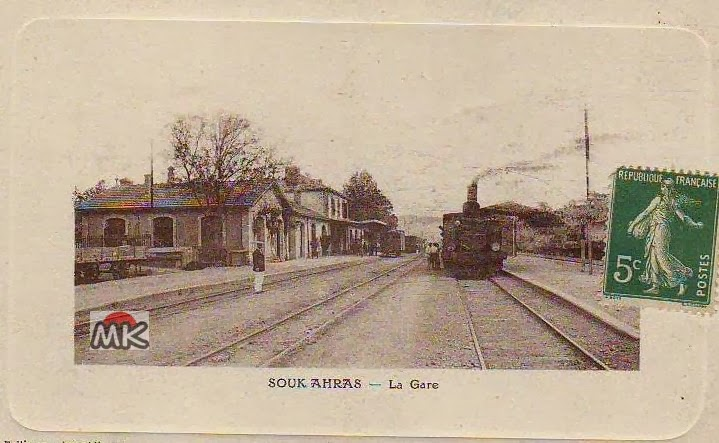
محطة قطار سُوق أَهْرَاسْ 1910

أسست الإدارة الاستعمارية سكة الحديد لتتمكن من استغلال الثروات المنجمية التي تتميز بها الولاية والمنطقة بشكل عام، سنة 1887 أوكلت مهمة بناء خط دوفيفي (Duvivier) لشركة عنابة قالمة، وفي 30 جوان 1881 وصل أول قطار بخاري إلى محطة قطار سوق أهراس، وأسس مخزن للقاطرات البخارية حيث وصل في 1920 عدد القاطرات إلى 20 من نوع شنايدر (Schneider 150 C)، وأضيف لها 10 وحدات سنة 1921 وذلك خصيصا لنقل البضائع والمعادن، في 1923 تم إضافة 15 وحدة لنقل المسافرين، وبلغت سرعة القطارات 80 كلم/س مع حمل 300 طن (أي مثل قطارات فرنسا) مع التواء بلغ 14 ملم في المتر، وتتميز السكة الحديدية بوجود خمسة أنفاق ويبلغ طول أطولها 756 متر ويرتفع 760 متر، ومع كثرة الجبال ووعورة التضاريس تجاوزت حمولة القطار سنة 1928، 776 ألف من المعادن، و 676 ألف طن من الفوسفات وذلك في خط سير واحد.

### بعض الصور للمدينة إبان الاستعمار الفرنسي

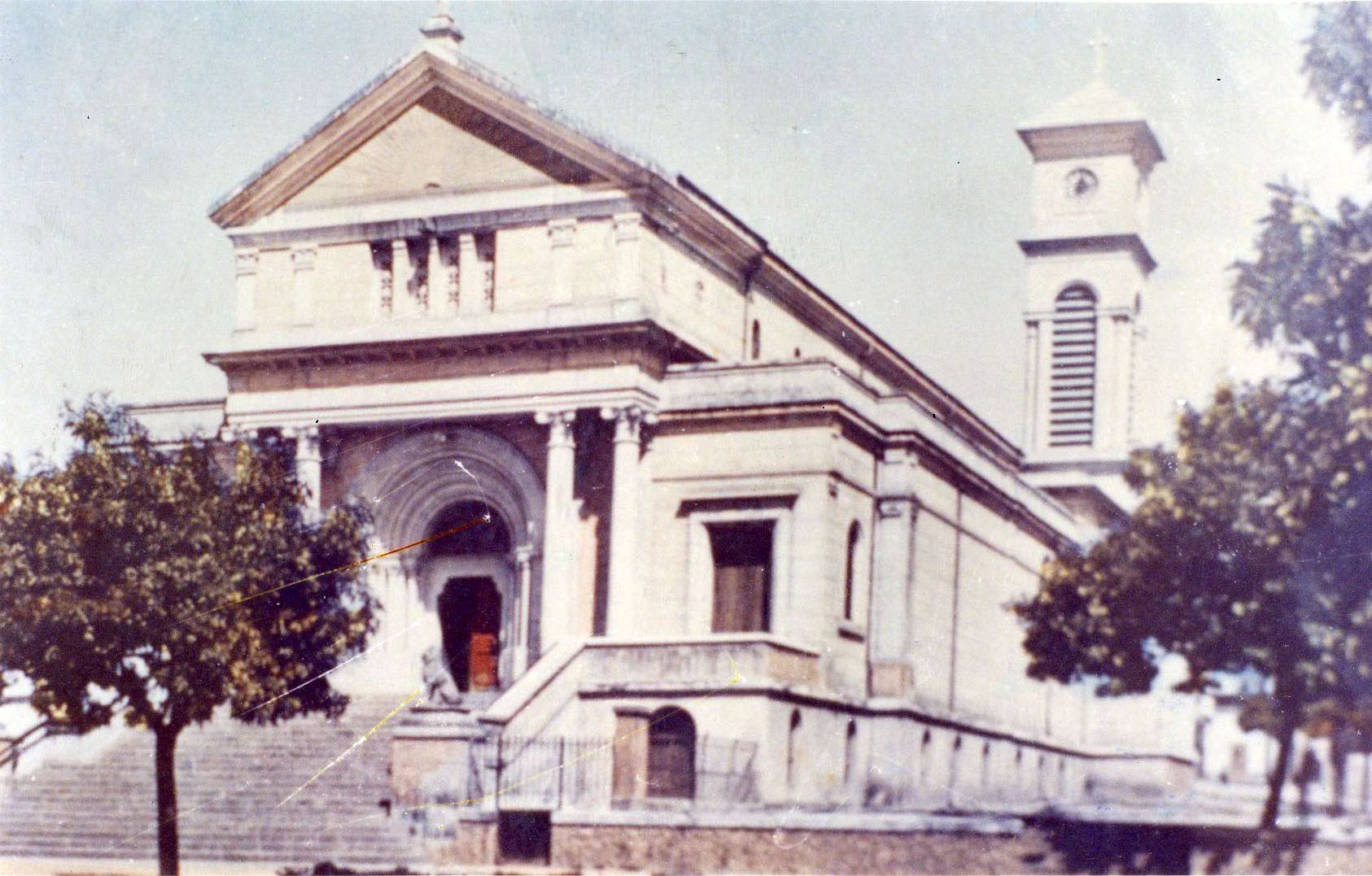
كنسية القديس أوغسطينوس سنة 1927.
نظرة عامة للمدينة سنة 1952،كانت تلقب بباريس الصغيرة.
نصب ذكرى ضحايا الحرب 14-18 (السردوك)
متحف المدينة أثناء تشييده 1886.
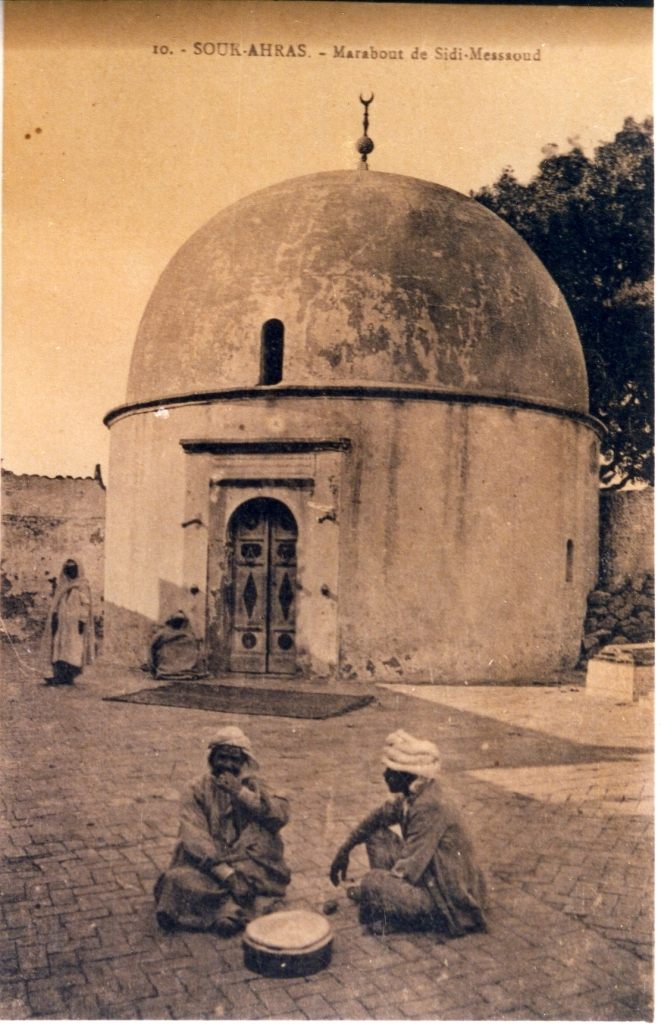
زاوية سيدي مسعود.
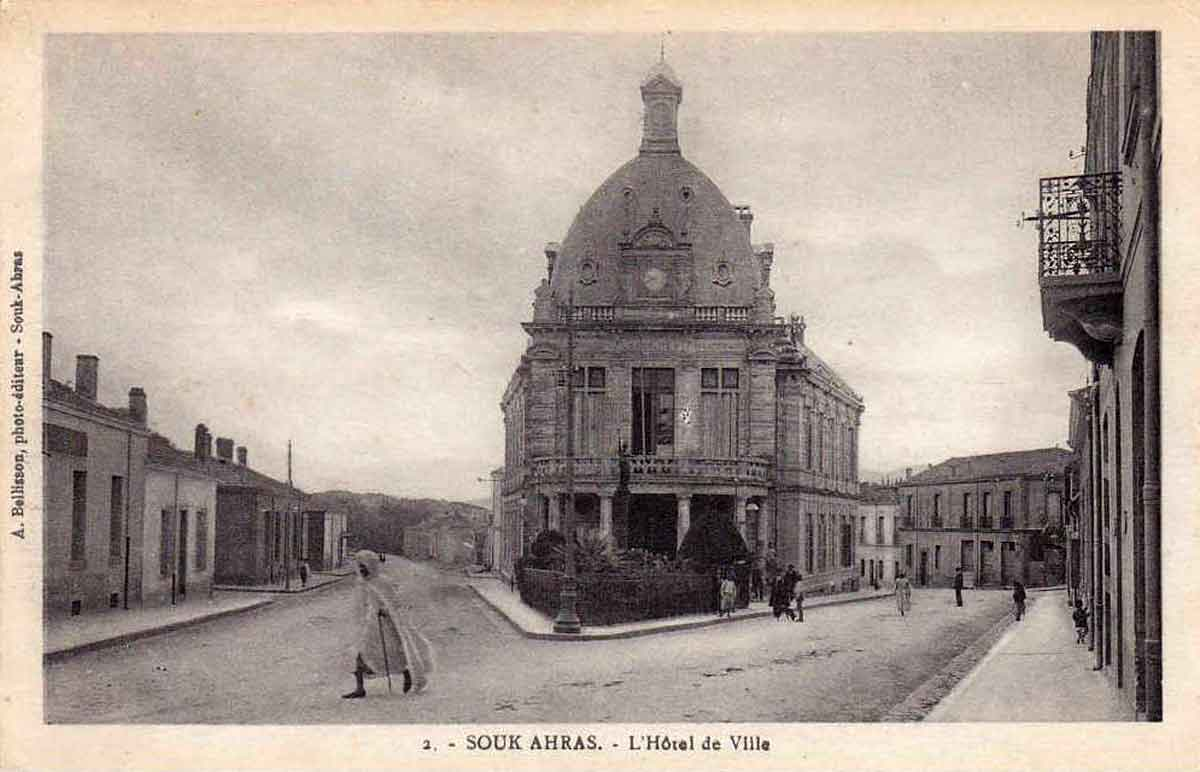
متحف المدينة على بطاقة بريدية
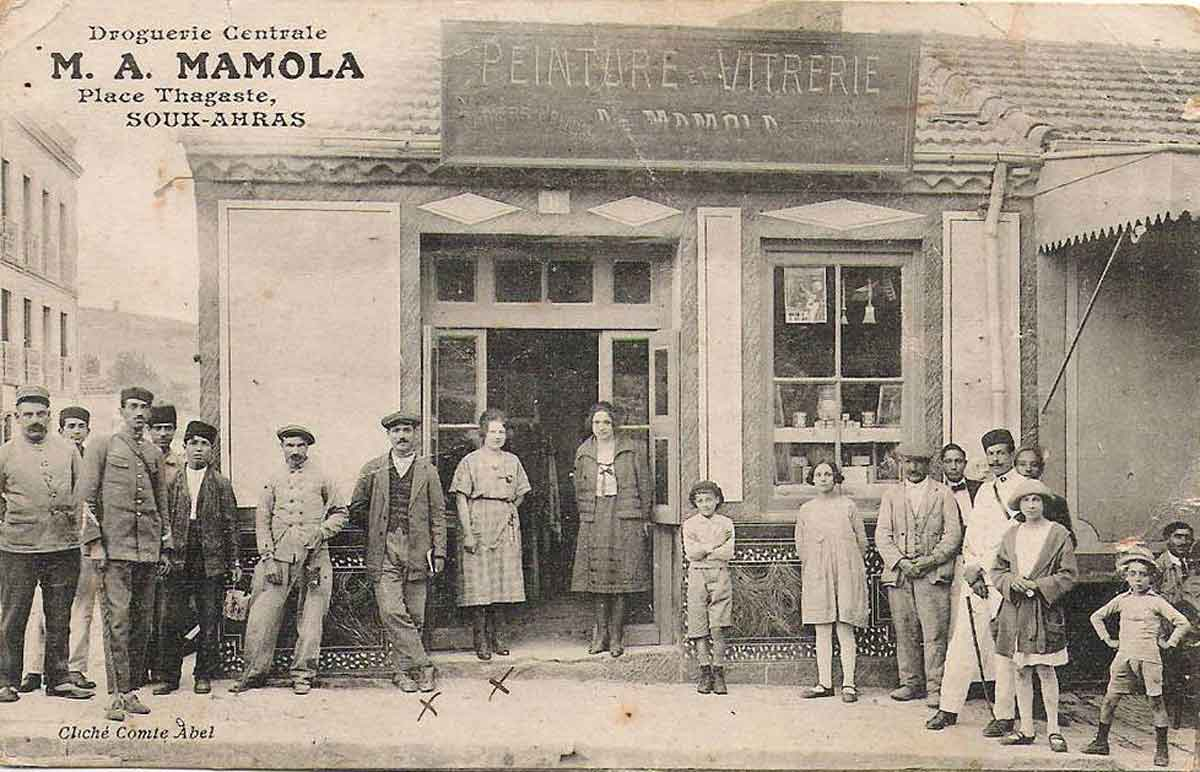
مجموعة معمرين أمام محل إبان الاحتلال
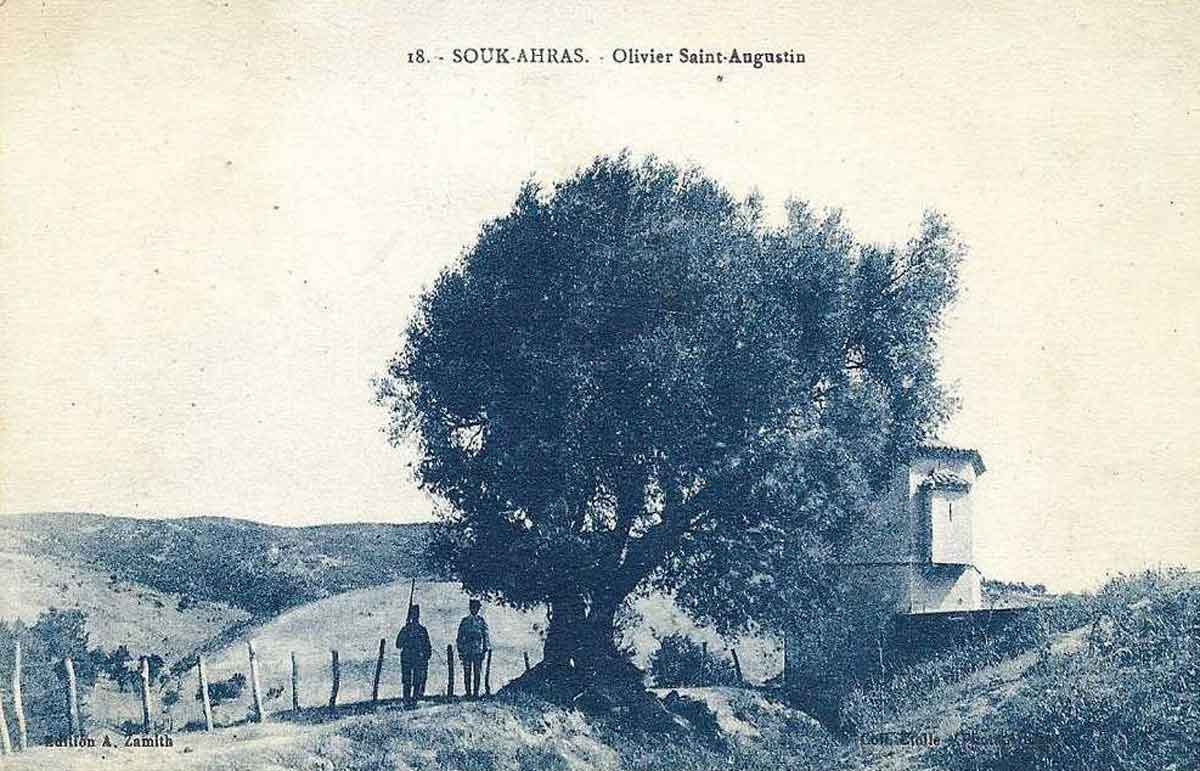
صورة قديمة لزيتونة أوغسطينوس

#### ثورة نوفمبر
اندلعت الثورة في نوفمبر 1954، كان باجي مختار قائد الكتيبة التي خاضت أولى المعارك ضد الجيش الفرنسي، من القادة لمجموعة الـ 22 التاريخية، المسؤولين في ثورة التحرير، سقط في المعركة بعد الحصار من قبل قوات العدو الفرنسي في في غابة بني صالح في 19 نوفمبر 1955م، كانت سُوق أَهْرَاسْ ومنطقتها، حينها، تابعتين للولاية العسكرية الثانية (الشرق القسنطيني)، ثم انسحبت لتشكل ما صار يعرف بالقاعدة الشرقية، من أشهر المعارك التي خاضها جيش التحرير الوطني في المنطقة، كانت معركة سوق أهراس الكبرى(واد الشوك) التي دامت عدة أسابيع وقتل خلالها أكثر من 500 مناضل، بالإضافة إلى مئات العسكر الفرنسيين وعتادهم الثقيل، القوات الفرنسية التي اشتركت فيها تعادل قوات استخدمت في أكبر معارك الحرب العالمية الثانية متمثلة في الفيلقان 9 و 14 للمظليين والفيلقان 8 و 28 للمدفعية بعيدة المدى والفيالق 26 و 151 و 152 مشاة ميكانيكية وفرق اللفيف الأجنبي وهي القوات التي تعد من أشرس الوحدات القتالية الفرنسية التي شاركت بضراوة في الحروب الاستعمارية إضافة إلى سلاح الجو الفرنسي من طائرات هيليكوبتر وطائرات قاذفات،
وكانت وحدات جيش التحرير الوطني في تلك المعركة مؤلفة من الفيلق الرابع بقيادة المجاهد الراحل محمد لخضر سيرين ونائبيه أحمد درايعية ويوسف لطرش وكتائب أخرى كانت متجهة إلى الداخل لإمداد الولايات الداخلية بالسلاح.

### مظاهرات 8 ماي 1945
خرج الجزائريون في مظاهرات 8 ماي 1945 ليعبروا عن فرحتهم بانتصار الحلفاء، وهو انتصار الديمقراطية على الدكتاتورية، وعبروا عن شعورهم بالفرحة وطالبوا باستقلال بلادهم وتطبيق مبادئ الحرية التي رفع شعارها الحلفاء طيلة الحرب العالمية الثانية، وكانت مظاهرات عبر الوطن كله ومن بينها مدينة سُوق أَهْرَاسْ ونادوا في هذه المظاهرات بحرية الجزائر وغستقلالها فكان ردّ الفرنسيين على المظاهرات السلمية التي نظمها الشعب هو ارتكاب مجازر 8 ماي 1945، وذلك بأسلوب القمع والتقتيل الجماعي.

### مرحلة الاستقلال

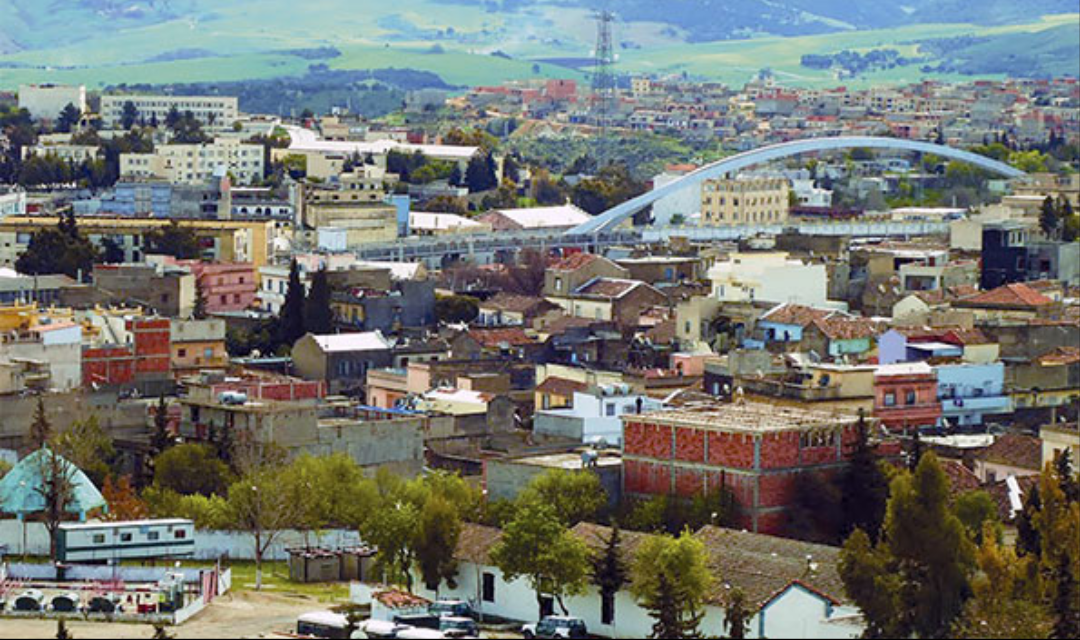
منظر عام لمدينة سوق أهراس

عرفت مدينة سُوق أَهْرَاسْ توسعا عمرانيا كبيرا خلال فترة الاستقلال مع نمو اقتصادي واجتماعي كبير، حيث تمت ترقيتها إلى مقر ولاية سنة 1984، حققت إنجازات هائلة في ظرف وجيز والعديد من المنشآت الصحية والتربوية، وكذا إنجاز بنية تحتية هامة في جميع القطاعات، واحتضانها للعديد من التظاهرات الثقافية والرياضية على المستوى الجهوي والوطني، علما أن المدينة تدرس مشاريع كبرى أخرى لإنجازها مثل مركب سياحي ضخم، ترامواي، تلفريك، ملعب كرة قدم جديد، مركز رياضي بمقاييس عالمية.

## الأعلام
إذاعة سوق أهراس الجهوية
- البث الحي على النت:Souk-Ahras fm

كل أخبار الولاية على مدار الساعة

## صحافة جهوية
- مجلة طاغست، مجلة شهرية سياحية لمديرية السياحة والصناعات التقليدية لولاية سوق أهراس.
- جريدة طاغست، جريدة رياضية أسبوعية.

## قالوا عن سوق أهراس
- ألبرت هابرد، كاتب وفليسوف أمريكي

« طاغاست هي مدينة ثقافية، كانت الكتب وفيرة، حيث كانت البلدية توزع الكتب مجانا للأطفال، وأنه إذا اشترى شخص فرشاة أسنان، كان البائع يهديه كتابا»
- نصيرة بن صديق، مؤرخة جزائرية وعالم آثار

«طاغاست، هي مسقط رأس القديس أوغسطين»

## كتب ومطبوعات عن المدينة
- كتاب بالفرنسية (Souk Ahras)، ليون ديرون (Léon Deyron).
- كتاب بالإنجليزية (THE CITY OF THAGASTE)، الكاتب الأمريكي (Elbert Hubbard - ألبرت هابرد).
- كتاب بالفرنسية طاغاست (Thagast)، مصطفى كبير.
- كتاب بالفرنسية (Les Sept Lumières de Thagaste)، طاهر جفافلية.
- القاعدة الشرقية قلب الثورة النابض، مذاكرات المجاهد الطاهر سعيداني.
- القاعدة الشرقية نشأتها ودورها في حرب الاستنزاف، تابليت عمر.

## سينما
فيلم القديس أوغسطين أبن دموعها، أشتراك جزائري تونسي ، أخرجه السينمائي المصري سمير سيف.
- فيلم جديد بعنوان “'قديس من عندنا'” وهو فيلم من سيناريو الأستاذ جلال خشاب من جامعة سوق أهراس والمخرج جوامع والذي يستعرض من خلاله مسار وحياة القديس أوغستين، تم تصويره بكل من سوق أهراس ، عنابة، تونس وإيطاليا.
- الفيلم التاريخي (الحناشية)،[14] ويروي الفيلم أبرز المحطات التي عاشتها الحناشية أبنة قابيلة الحنانشة زوجة أحمد باي في الفترة العثمانية بالجزائر (1515-1830) وعلاقة الأخير بها إلى غاية دخول الاستعمار الفرنسي للبلاد عام 1830.

## النقل والمواصلات
تضم مدينة سُوق أَهْرَاسْ حاليا محطة برية للنقل للحافلات والسيارات الأجرة بين الولايات، وتوجد محطة للنقل بالسكك الحديدية في وسط المدينة حيث تضمن رحلة يومية إلى عنابة وتبسة.

### النقل الحضري
مؤسسة للنقل الحضري تدعمت بها مؤخرا المدينة، وتعمل هذه المؤسسة في مرحلة أولى ب10 حافلات عبر 8 خطوط حضرية تضمن النقل بالخصوص على مستوى القطب الجامعي وعديد الأحياء ذات الكثافة السكانية على غرار دالاس وحي لمريس وحي 400 سكن، وستتعزز قريبا ب20 حافلة إضافية.

### سيارات الأجرة
سيارات الأجرة أو تاكسي مواصلات عامة في المدينة مسجلة وذات لون أصفر موحد، تضمن النقل إلى أجميع مناطق المدينة.

### محطة السكة الحديدية
محطة قطار سوق أهراس، وهي محطة دولية تديرها SNTF، وتقدم خدمات نقل البضائع والمسافرين إلى ضواحي الولاية، وعنابة، تبسة،
تونس.

### ترامواي سوق أهراس
ترامواي سوق أهراس، مشروع وأنطلقت الدراسة الخاصة به وأيضاً تلفريك نفس الشريكة مؤسسة مترو الجزائر.

### مطار تاكسي
مشروع مطار تاكسي الذي استفادت منه الولاية واختيرت له الأرضية على مساحة 20 هكتارا ببلدية تاورة وانطلقت الدراسة الخاصة به، حيث يساهم هذا المشروع حال إنجازه في إخماد الحرائق وتمويل المواطنين في المناطق المعزولة عند حدوث الكوارث الطبيعية بالإضافة إلى استغلاله في محاربة الجراد والمحافظة على المحاصيل الزراعية.

## السياحة

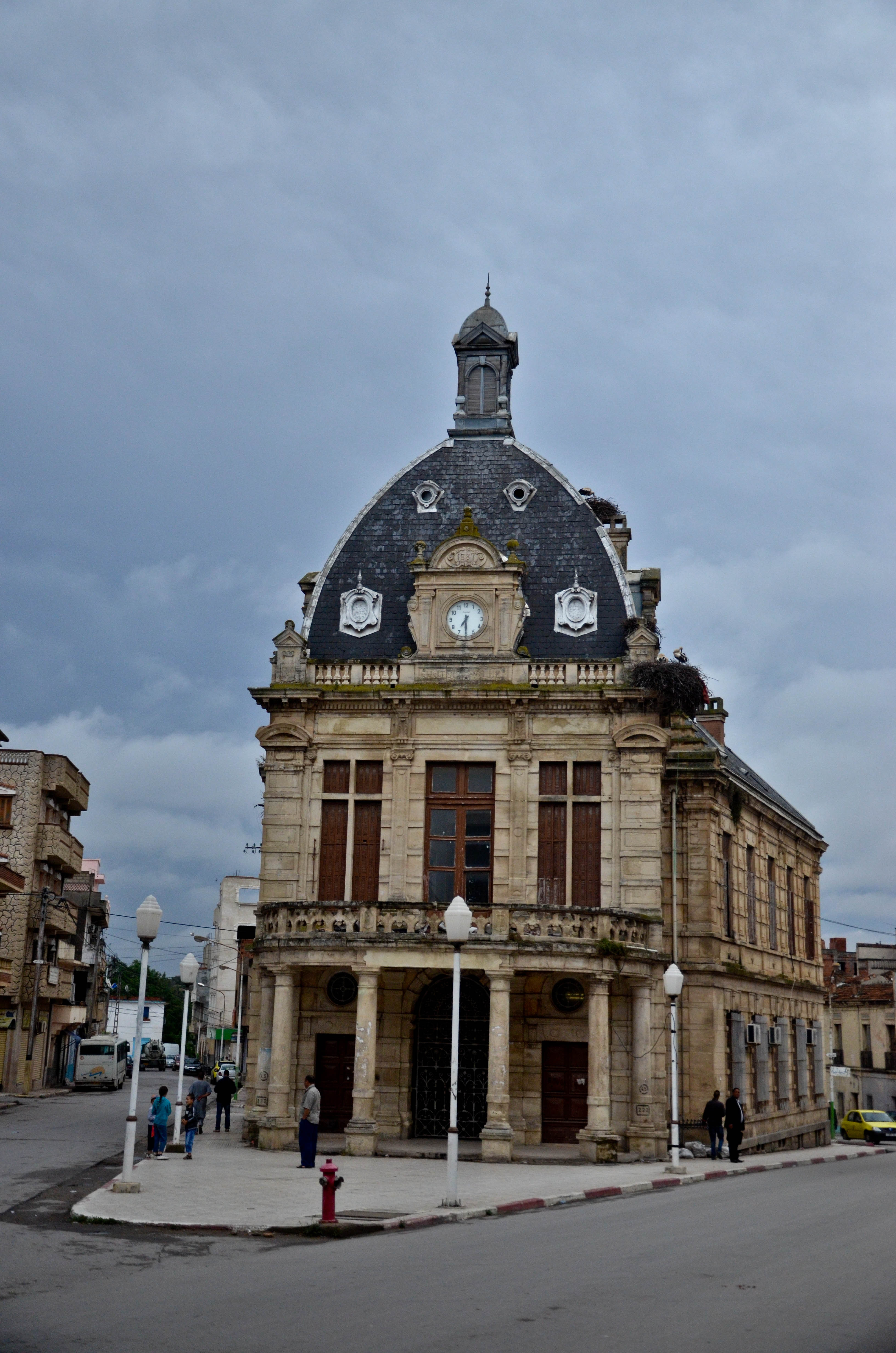
متحف محمد بوضياف
الزيتونة القديس أوغسطين متحف أوغسطين من الأسفل.
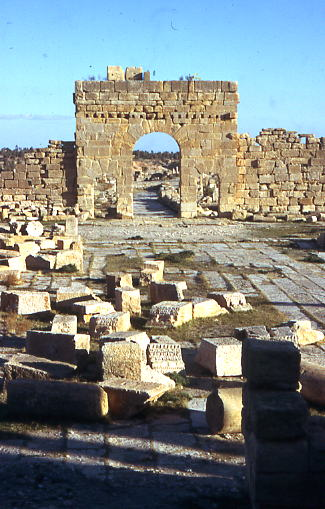
مادور
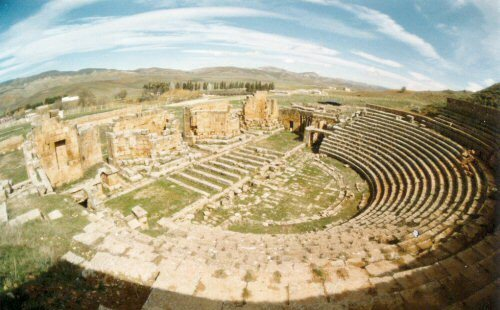
مسرح خميسة الروماني
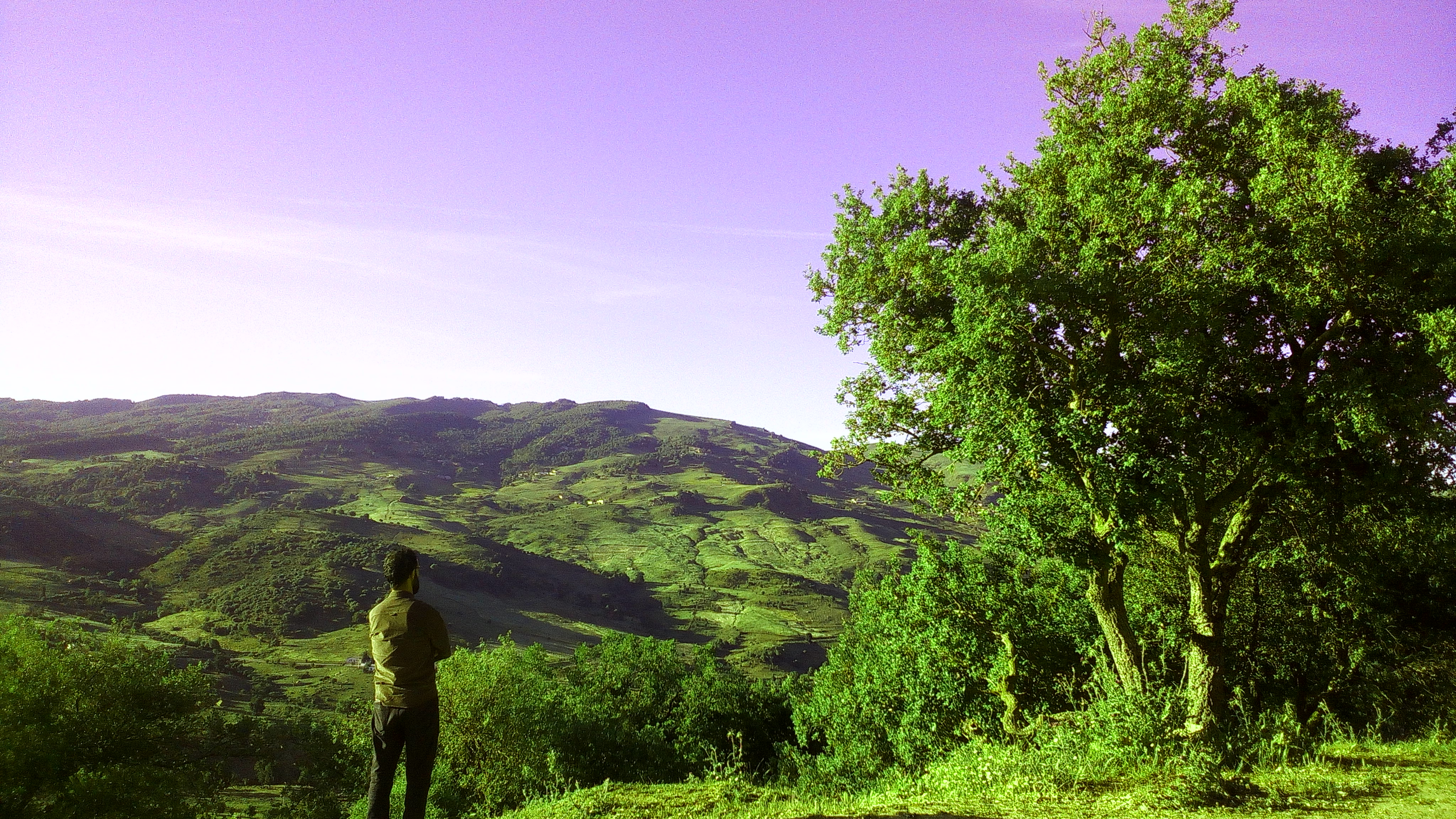
السياحة الجبلية

مدينة سُوق أَهْرَاسْ أو طاغاست هي ياقوتة الشرق وهي من أكبر المدن الجزائرية التي تزخر بمناطق سياحية جد رائعة مثل مادور وخميسة وتيفاش وزيتونة القديس أوغسطين، زاوية سيدي مسعود، هنشير القصيبة، كاف المصورة سيتم عن قريب تسجيلها في منظمة اليونسكو، من دون أن ننسى سد عين الدالية، هذا الزخم من المواقع الأثرية سببه تعاقب الإمبراطوريات والحضارات على هذه المدينة العتيقة بما في ذلك حكم النوميديين والفينيقيون والبونيقيون والرومان والوندال، والبيزنطيين، وبعد الفتح الإسلامي كل من الأمويين، العباسيين، أدارسة، أغالبة، رستميون، الفاطميين، الزيريون، الحماديون، المرابطون، الموحدون، العثمانيين، وأخيرا الاحتلال الفرنسي للجزائر.
وتبقى زيتونة القديس أوغسطين المطلة (ويعود تاريخها إلى حوالي 2900 سنة ميلادي) مثل «منارة» على زاوية سيدي مسعود دليلا على أن هذه المدينة تعايشت فيها الأديان لحقبة طويلة.
دون أن ننسى السياحة الدينية حيث يوجد بها أكبر وأجمل مسجد في الشرق الجزائر مسجد الأمان، وأقدم مسجد جامع العتيق وزاوية سيدي مسعود، ويوجد بسُوق أَهْرَاسْ العديد من المتاحف مثل: متحف المجاهدين، متحف محمد بوضياف، متحف المركز الثقافي، متحف القديس أوغسطين، متحف مادور، والعديد من المرافق الترفيهية كمتحف السينما، المسرح الجهوي، مسرح الهوى الطلق، المركب التعدد الرياضات، نادي كرة المضرب والكرة الحديدية.
وتشتهر سُوق أَهْرَاسْ بغاباتها التي تسحر الناظرين، بطبيعتها الخلابة، والأشجار المعمرة بأغصانها المتشابكة التي تُسهم في إيجاد مساحات كبيرة من الظلال، إضافة إلى الحيوانات النادرة (كحسون أوراسي)، التي تأسر قلوب وعقول زوارها من المحليين والأجانب، كما أنه يعتبر من أحسن المناطق للاستجمام للعائلات التي تتمتع بنسيم هوائي خاصة في فصل الصيف، من أشهر المتنزهات غابات المحمية الطبيعية عين الزانة والمشروحة والتي يبلغ ارتفاعها حوالي (1.300 و 1.400 متر) عن سطح البحر، الذي يتميز بمناظره الخلابة التي تكاد تنطق بجمالها الساحر كما أنه يتميز بغاباتها الكثيفة وحيواناتها المتنوعة، بالإضافة إلى ينابيع المياه الساخنة التي تزخر بها الولاية المستخدمة لعلاج عدة أمراض مثل الروماتزم وأمراض جلدية مختلفة.
- حمام منبع البطوم تاورة، الذي لديه بعدا وطنيا والمتربع على 6 هكتارات من شأنه أن يسهم في تطوير هذا النشاط كونه يتضمن 270 سريرا.

### السياحة الجبلية

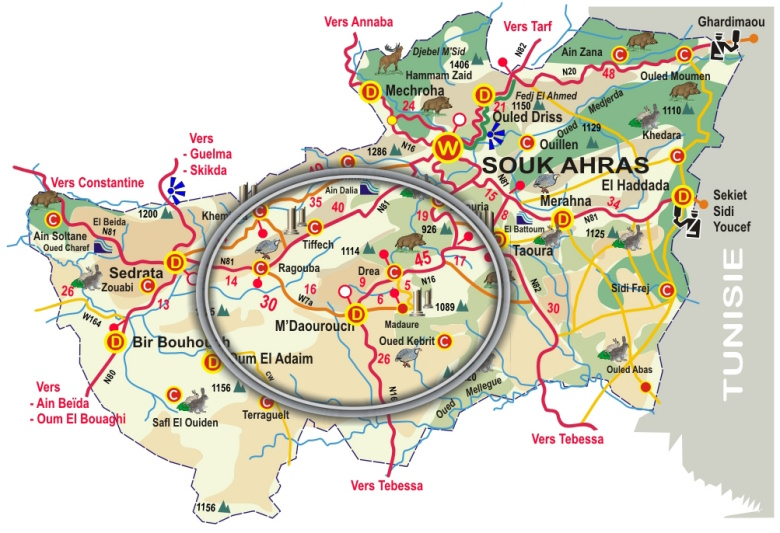
الخريطة السياحية لولاية سُوق أَهْرَاسْ

سُوق أَهْرَاسْ، التي تعتبر رمز السياحة الجبلية بالجزائر، تقع جبالها على ارتفاع 1400 مترا عن سطح البحر، تمتاز ببرد قارس وثلوج تغطي سفوح جبالها في الخريف والشتاء وباعتدال الجو في الصيف والربيع، تجذب المدينة الزوار بشلالاتها المائية وطبيعتها التي لا تفقد اخضرارها، وبالمناظر الطبيعية المحيطة بها، التي يسهل بلوغها، فخورة بطابعها المتميز الذي يضفي رونقا خاصا على المدينة ويمنحها شكلا أنيقا، زائر المدينة، لا يجد صعوبات في بلوغ أماكن الترفيه، فالمدينة محاطة بالغابات، التي يقصدها الزوار للاستمتاع بالجو اللطيف والمعتدل، وأصبحت منتزها للعديد من الأسر السوڨهراسية وحتى سائحون يأتون إليها من خارج البلاد لقضاء العطلة وتمتع بالطبيعة الخلابة وركوب الدراجات الجبلية، تسلق الجبال، سياحة ثقافية، سياحة بيئية، سياحة المغامرات، السياحة الترفيهية،
والصيد السياحي إلخ.

### شجرة زيتون أوغسطين مقصد سياحي عالمي

زيتونة القديس أوغسطين

تم اكتشافها من طرف بعثات فرنسية العام 1843، فإن هذه الشجرة
 التي تعتبر رمزاً للسلام والوئام ولطول العمر والأمل والوفاء تمثل فعلا رمز لسُوق أَهْرَاسْ وروح هذه المدينة التاريخية التي أعطت الكثير للحضارة البشرية وحسب بعض الروايات فإن أوغسطين (354-430) ابن سُوق أَهْرَاسْ كان يجلس تحت هذه الشجرة لأوقات طويلة للتعبد وللتأمل وكتابة مذكراته ومؤلفاته حيث بقيت هذه زيتونة القديس أوغسطين رمزاً لهذا الفيلسوف وهو ما تؤكده وفود باحثين ومؤرخين ومهتمين بحياة هذه الشخصية ما فتئوا يتوافدون على هذا الموقع، فإن هذه الزيتونة تمثل معلما سياحيا تحج إليه سنويا عديد الوفود الأجنبية من مختلف الجنسيات الإيطالية والفرنسية، الولايات المتحدة الأمريكية، البرتغال، الصينيين وحتى الأقدام السوداء، ومنذ انعقاد الملتقى الدولي حول حياة القديس أوغسطين العام 2001 الذي تناول وعرف القديس أوغسطين كجزائري الجنسية وبربري الأصل والمنحدر من مدينة طاغاست شرعت عديد الوكالات السياحية المختصة في السياحة الثقافية في جلب واستقدام السياح من خلال استغلال المنتوج السياحي الثقافي الخاص بهذه الشخصية.

### الأضرحة والزوايا
الولي الصالح سيدي مسعود الشافعي بن بوبكر الفاروقي (1503-1620) فأقيم على قبره زاوية 1770 رممت في سنة 1840 من طرف أحد أحفاده فأصبحت على شكلها الحالي، ويعد من أتباع المحافظين على المذهب المالكي والمنهج الأشعري لذا فبعد وفاته أصبح ضريحه أول زاوية للعيساوية في سُوق أَهْرَاسْ، تقع على بعد أمتار من زيتونة القديس أوغسطين، دور زاوية سيدي مسعود يكمن في مناحي شتى دينية وتهذيبية ونشر التعاليم الإسلامية الصحيحة انطلاقا من توجهات الزاوية الشاذلية فضلا عن دور الزوايا في «فض النزاعات والحفاظ على وحدة المجتمع».

### تظاهرة ربيع طاغاست
وهي تظاهرة وطنية تحتضنها سُوق أَهْرَاسْ كل سنة تحت أشراف غرفة الصناعة التقليدية في قاعة الحفلات (جواد نور الدين) وسط المدينة تتضمن إبداعات حرفيين وحرفيات قدموا من جميع أنحاء البلاد وهي فرصة ذهبية لبيع وتسويق المنتوج التقليدية.

## فنادق
تتنوع الفنادق في سوق أهراس من الفنادق السياحية ذات أربعة نجوم حتى الفنادق الصغيرة، هذا بالإضافة إلى وجود خيارات أخرى للإقامة مثل بيوت الشباب
- فندق أم الخير

فندق «أم الخير» (سيدي مسعود) سابقاً، بوسط مدينة سُوق أَهْرَاسْ به 100 سرير وأجنحة ومسبحين ومطعم، مقهى، قاعة للحفلات والاجتماعات، إنترنت مجاني، موقف السيارات للنزلاء.

### جسر طاغست
الجسر يمتد على مسافة 240 متر معلق مدعوم بالكوابل، يربط بين ضفتي شارع الفيبور وذلك انطلاقا من طريق مقبرة اليهود، إلى غاية حي عيسات إيدير (السردوك) الواقعة بقلب مدينة سُوق أَهْرَاسْ، يمر فوق محطة السكة الحديدية.

### مسجد الأمان

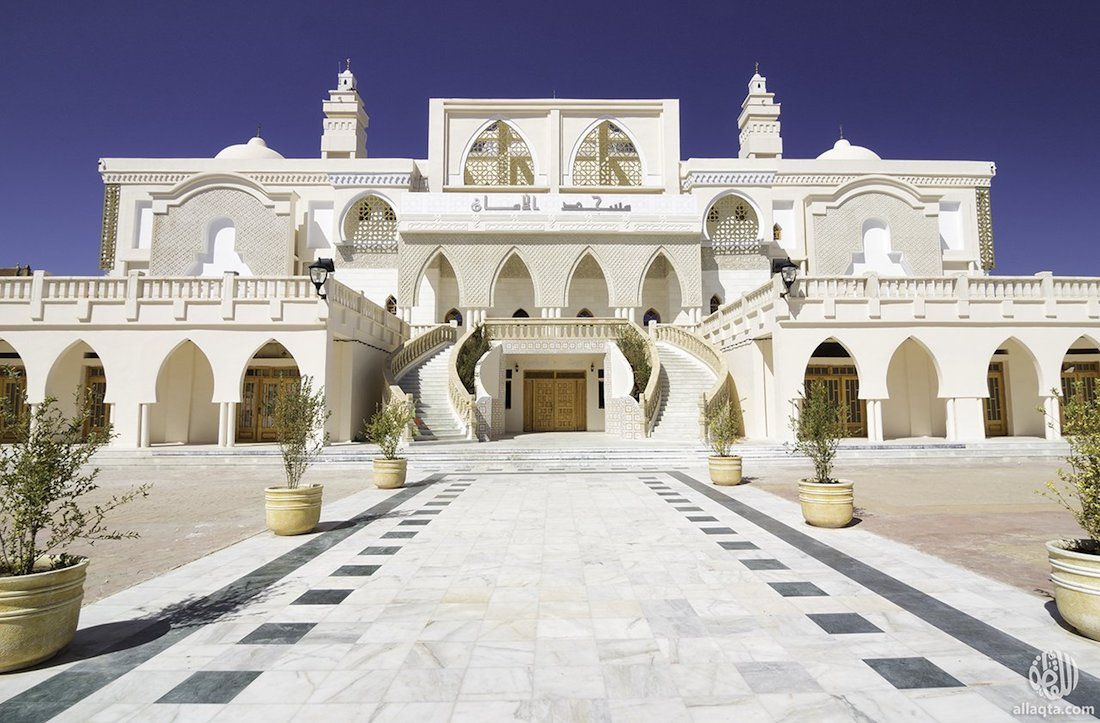
مسجد الامان

مسجد الأمان يقع بوسط المدينة المتربع على 5688 متر مربع ويتسع ل4400 مصلي ويضم مكتبة ب200 مقعد وموقف للسيارات ومدرسة قرآنية هذا الصرح الديني ذو الهندسة الجمالية الأخاذة قد انطلقت أشغال بنائه مطلع فبراير 2011 ب885 مليون دينار جزائري، وسلم سنة 2016.

### مقام الشهيد
معلم تذكاري بأسماء 639 شهيد سقطوا في معركة سوق أهراس الكبرى التي وقعت في 26 أفريل 1958 ويقع هذا المعلم المخلد لهذه المعركة على هضبة بجوار مقبرة الشهداء للمدينة وصمم على ارتفاع 26 مترا بصورة جمالية أخاذة تجسد مختلف الأحداث التاريخية التي مرت بها الجزائر من العام 1830 إلى غاية 1962 يتقدمها 4 تماثيل لمجاهدين بقامات نحاسية عالية وهم يقومون بتمرير السلاح عبر الحدود الشرقية.

### سوق لاصو لبيع الطيور

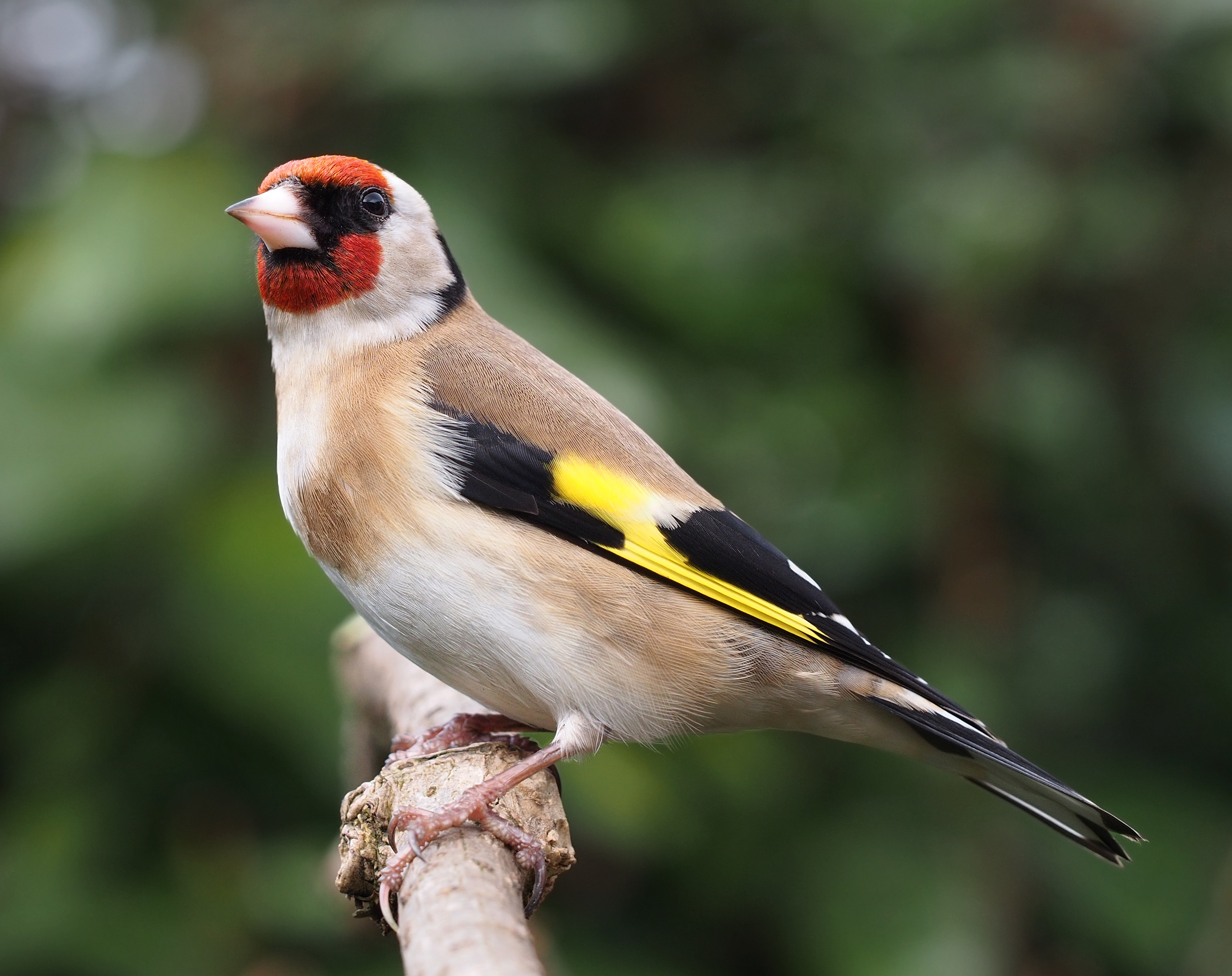
حسون أوراسي

السوق الأسبوعي كل يوم جمعة لبيع الطيور بمختلف أنواعها على غرار حسون أوراسي والكناري، الواقع بالحديقة العمومية «'سليمان قنون»' المدعو لاصو بوسط مدينة سُوق أَهْرَاسْ فضاء مفضلا لهواة العصافير، يقصده تجار الطيور من جميع مناطق الوطن لاقتناء أجود العصافير وخاصة الحسون أو المقنين وباللهجة المحلية شاردون ويعتبر من أحسن الأنواع على مستوى الوطن ويصل ثمنه إلى مبالغ خيالية.

## أهم الأحياء
- وسط المدينة (السردوك، بئر يوسف، شارع بلعابودي ، طريق تبسة، ساحة الاستقلال (سوق أهراس)).
- حي الفيبور
- شارع الإخوة بوراس
- حي النصر
- حي ديار الزرڨة
- حي 1 نوفمبر 1954
- حي 5 جويلية
- حي 17 أكتوبر
- حي 20 أوت
- حي 26 أفريل 1958 (شعباني)
- حي رباحي نوار
- حي 1700 سكن
- حي لعلاويا
- حي ابن رشد (108)
- حي قويسم عبد الحق
- حي سيدي مسعود
- حي عقبة بن نافع
- حي الطڨطڨية
- شارع طريق عنابة 2.
- حي باجي مختار
- حي مشنتل صالح بن محمد (الشناوة)
- مقبرة اليهود
- تحصيص تيفاش 2
- حيcnep
- عمارة sntf
- حي الدرك الوطني
- حي قويسم عبد الحق السفلي
- عمارة قردموبيل
- جنان التفاح
- 300 سكن
- 270 سكن
- مزرعة باجي مختار
- عمارة الشرطة
- 100 سكن
- حي ديار الزرقاء 2 و 3
- 40 سكن LSP
- حقل الرماية
- 17 أكتوبر
- عين وعد الله الاجتماعي
- ولعة
- أم الشلالق
- ديار الجديدة
- أحمد لولو 2552
- قرود بورج
- تخصيص سيدي مسعود 1
- 150 مسكن أولاد بشيخ
- تحصيص ديار الزرقاء 4
- 90 سكن ديار الزرقاء
- تخصيص دوجة
- تخصيص باجي مختار
- برال صالح 680 مقسم إلى 6 أحياء
- سيدي مسعود 1
- 380 مقسم إلى 12 حي
- 155 سكن حي المعلمين
- 80 سكن برال صالح
- الأحياء المحاذية للطريق الوطني رقم 16
- 400 سكن طريق الزعرورية
- 325 مسكن
- مشتة البويرة
- سكنات sonic
- تخصيص لطيفي
- حي المذبح البلدي
- 120 سكن سكانيكا
- حي الشهيد 1 و 2
- 120 سكن cnas
- تعاونية حريرش
- 80 سكن
- الحي العسكري
- حي الشرطة

### الحدائق العامة
يوجد بالمدينة العديد من الحدائق العامة أهمها منتزه طاغاست المتواجدة بجوار مصنع الدهن على محور الطريق الوطني رقم 16، ليكون مرفقا لتنزه العائلات في العطل.

### المقابر
تمتلك المدينة ثلاثة مقابر واحدة للمسلمين ومسيحية وأخرى ويهودية.

## اقتصاد
أهم الشراكات والمؤسسات الصناعية المكونة للنسيج الصناعي والاقتصادي لمدينة سوق أهراس:
- الشركة الوطنية للنقل بالسكك الحديدية SNTF.
- المحطة البرية لنقل المسافرين (صوقرال) سوق أهراس.
- المؤسسة الوطنية للدهن. (ENAP)
- مؤسسة لازا (إنتاج القماش).
- ملبنة حمادة (حليب ومشتقاتو)
- مؤسسة القلم (أدوات مدرسية)
- مؤسسة زجاج الشرق.
- ش. ذ.م. م. الجزائرية السورية لإنتاج مواد التجميل.
- أما القطاع الخاص فحاضر في صناعة البلاستيك والصناعات الغذائية الزراعية وصناعة الخشب والورق، مراكز تجارية ضخمة (مول).

### سوق الماشية
أكبر سوق هو بولاية سوق أهراس علما ان السوق الأسبوعي يكون يوم الثلاثاء لكن عند اقتراب عيد الأضحى ستجد أن السوق مفتوح يوميا.

## التعليم
يوجد مراكز تعليمية على كافة المستويات من التعليم الابتدائي إلى غاية التعليم العالي أيضاً العديد من المدارس الخاصة.
- قطاع التربية الوطنية الذي يضم مجموعة من المؤسسات المدرسية منها 258 مدرسة ابتدائية، و 57 إكمالية، و21 ثانوية.
- مركز التعليم عن بعد لولاية سوق أهراس والذي يتبع لديوان الوطني للتعليم والتكوين عن بُعد.
- قطب جامعي معتبر يتكفل بتعليم أكثر من 25.000 طالب:
- جامعة محمد الشريف مساعدية.
- تظم 06 كليات ومعهدين:
- كلية العلوم والتكنولوجيا.
- كلية علوم الطبيعة والحياة.
- كلية الآداب واللغات الأجنبية.
- كلية العلوم الأنسانية والاجتماعية.
- كلية العلوم الاقتصادية والتسير والعلوم التجارية.
- كلية الحقوق والعلوم السياسية.
- معهد علوم وتقنيات النشاطات الرياضية.
- معهد العلوم الفلاحية البيطرية تاورة.
- جامعة التكوين المتواصل (UFC)

### التكوين المهني
يذكر بأن قطاع التكوين والتعليم المهنيين بهذه الولاية الحدودية، يحصي 18 مؤسسة تكوينية تتمثل في 03 معاهد وطنية مختصين بكل سوق أهراس، سدراتة ومداوروش، فضلا عن 16 مركزا للتكوين المهني وملحقتين ببلديتي الخضارة ووادي الكبريت و 3 مؤسسات تكوينية خاصة معتمدة.

## ثقافة

### المراكز الثقافية والمتاحف

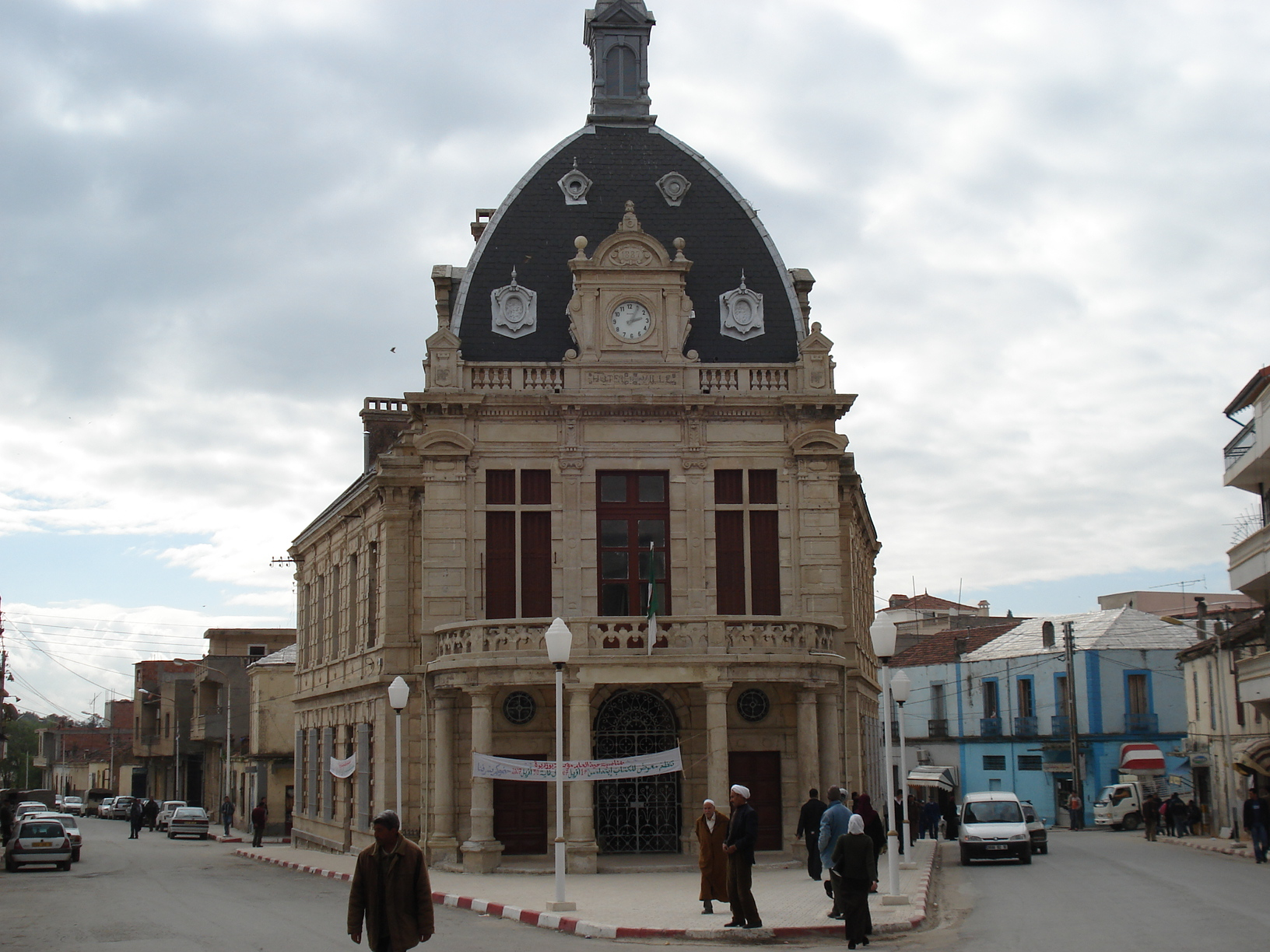
متحف محمد بوضياف

- متحف أوغسطين. (بجانب زيتونة القديس أوغسطين)، الذي تعرض فيه لوحات نحاسية تترجم مسار حياته ورحلته الدينية والفلسفية.
- متحف محمد بوضياف.
- متحف المجاهدين.
- المركز الثقافي الإسلامي.
- دار الصناعة التقليدية.
- يوجد في مدينة سوق أهراس مركز ثقافي[22]،

 ضخم يحتوي على مدرسة للموسيقى، مكتبة، متحف.

### المسرح الجهوي
المسرح الجهوي لمدينة سوق أهراس، والذي يعود تاريخ بنائه للعام 1931، تم ترقيته عام 2008 إلى مصاف المسارح الجهوية والذي يتسع لنحو 650 مقعد وسط ديكور وهندسة معمارية جذابة ويقع في وسط المدينة.

### مسرح الهواء الطلق
مسرح الهواء الطلق الذي يتّسع ل3600 مقعد بساحة الاسترخاء.

### قاعة المحاضرات
قاعة المحاضرات (ميلود طاهري) تقع بوسط مدينة سوق أهراس التي تتسع ل 310 مقاعد.

### المكتبات
يوجد بالولاية 27 مكتبة بلدية و3 قاعات للمطالعة، كما توجد مكتبة المطالعة العمومية بعاصمة الولاية تضم قاعة للمطالعة للكبار ب250 مقعدا وأخرى للصغار ب100 مقعد وقاعة للأنترنت وأخرى للأرشيف وجناحا إداريا.

### متحف السينما
قاعة السينما دنيا زاد  يقع وسط مدينة سوق أهراس التي تحوي قاعة للعروض تسع 400 مقعد.

### مهرجانات

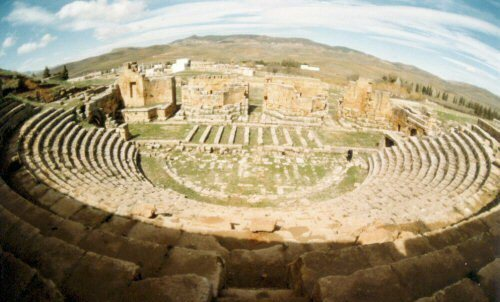
مسرح خميسة

تشهد سوق أهراس العديد من المهرجانات، أشهرها من دون شك مهرجان ليالي خميسة الثقافية أو مهرجان خميسة الوطني الذي ينظم سنوياً في فصل الصيف، بحضور العديد من الفنانين المشهورين من الجزائر.

### الأسبوع الثقافي
الأسبوع الثقافي لسوق أهراس في إطار التبادل الثقافي ما بين الولايات وضمن المهرجانات الثقافية المحلية للفنون والثقافات الشعبية التي تأتي تدعيما للتبادل الثقافي والفني بين الولايات، حيث تكون ولاية سوق أهراس ضيفة على 48 ولاية على مدار السنة.

### المعارض والملتقيات
- شهر التراث كل سنة. (معارض ومهرجانات)
- الصالون الجهوي للفنون.
- ربيع طاغست للصناعة التقليدية والفنية الذي تجري فعالياته بدار الصناعة التقليدية لسوق أهراس.
- معرض السياحة والصناعة التقليدية الذي ينظم بمناسبة يوم السياحة العالمي.

التشكيلية،

- الصالون الجهوي للصناعات التقليدية الذي تحتضنه دار الصناعة التقليدية.
- الملتقى الوطني للطفل المبدع.[29]
- معرض الكتاب. (كل سنة)

### الحرف التقليدية
النسيج والتطريز يبدع حرفيو وحرفيات المنطقة في صناعتهم كنسج قطع مختلفة لتزيين الأفرشة والمناديل ويحولون الفلين إلى قطع فنية بالقصب الذي يمنحها طلة مميزة، كما تتفنن في صناعة الزرابي الذي تكتسيها ألوان زاهية وحلة رائعة وجميلة وصناعة النحاس وتقديم أشكال جميلة ورائعة، تكتسب الحرفيات مهارات رائعة وما تعلمنه من الأمهات والجدات وكل منهن لها طريقتها وذوقها الخاص ويتفنن في ما بينهن في أن تقدم كل واحدة الأجمل وبهذا تعلمن الحرفة بطريقة مميزة وأبدعن فيها كما أنهن يبدعن بصناعة الفخار الذي يعدون عليه الأكل فإنهن يصنعونه بأنفسهم ورغم أن هناك العديد من الصناعات والحرف باتت غير معروفة للجيل الجديد لنقص حرفييها وهذه بعض من الحرف التي تشتهر بها ولاية سوق أهراس.
- القشابية
- الملاية السوداء
- الفخار

### الموسيقى

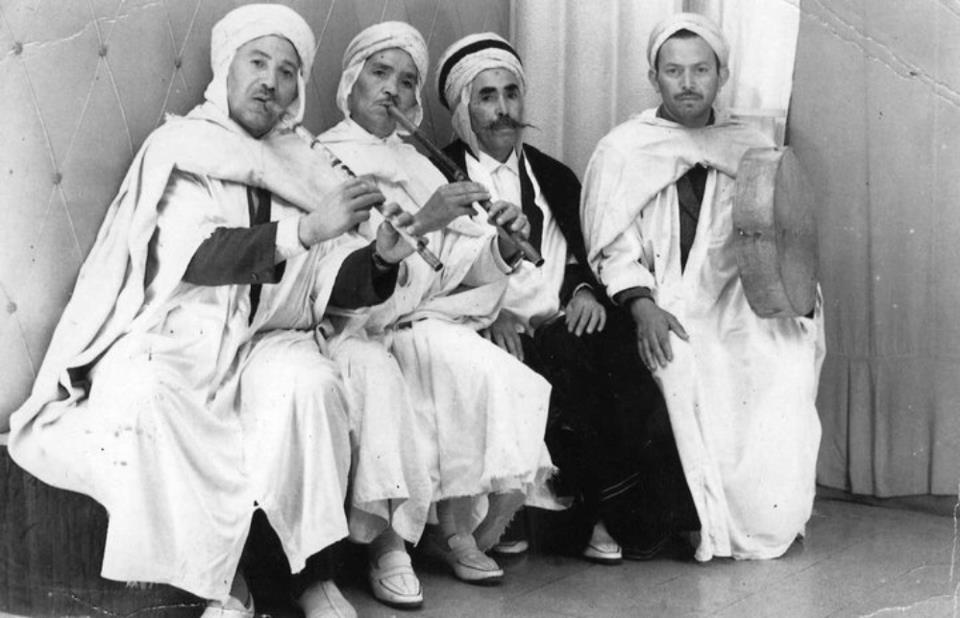
الشيخ بورقعة
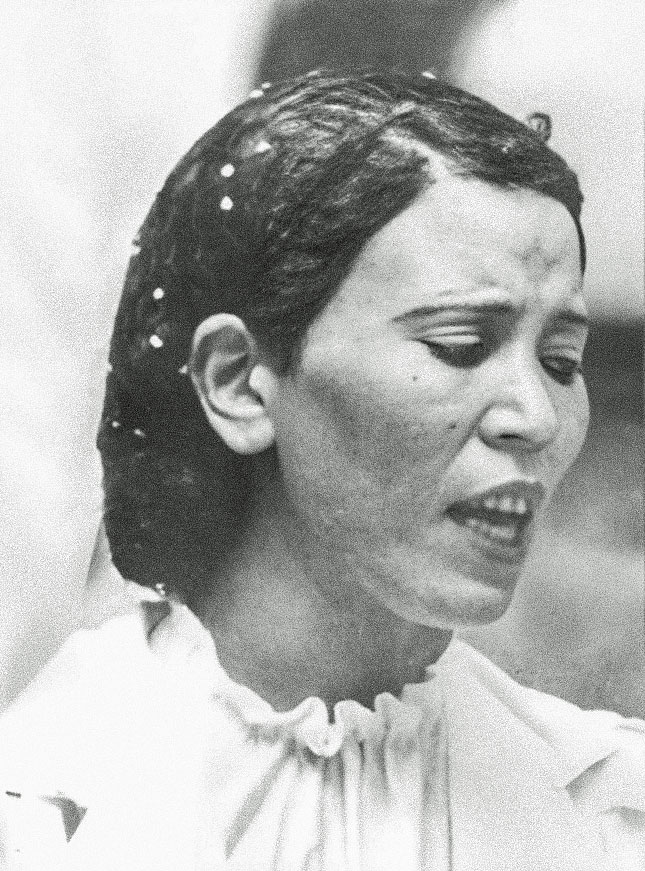
صليحة مطربة
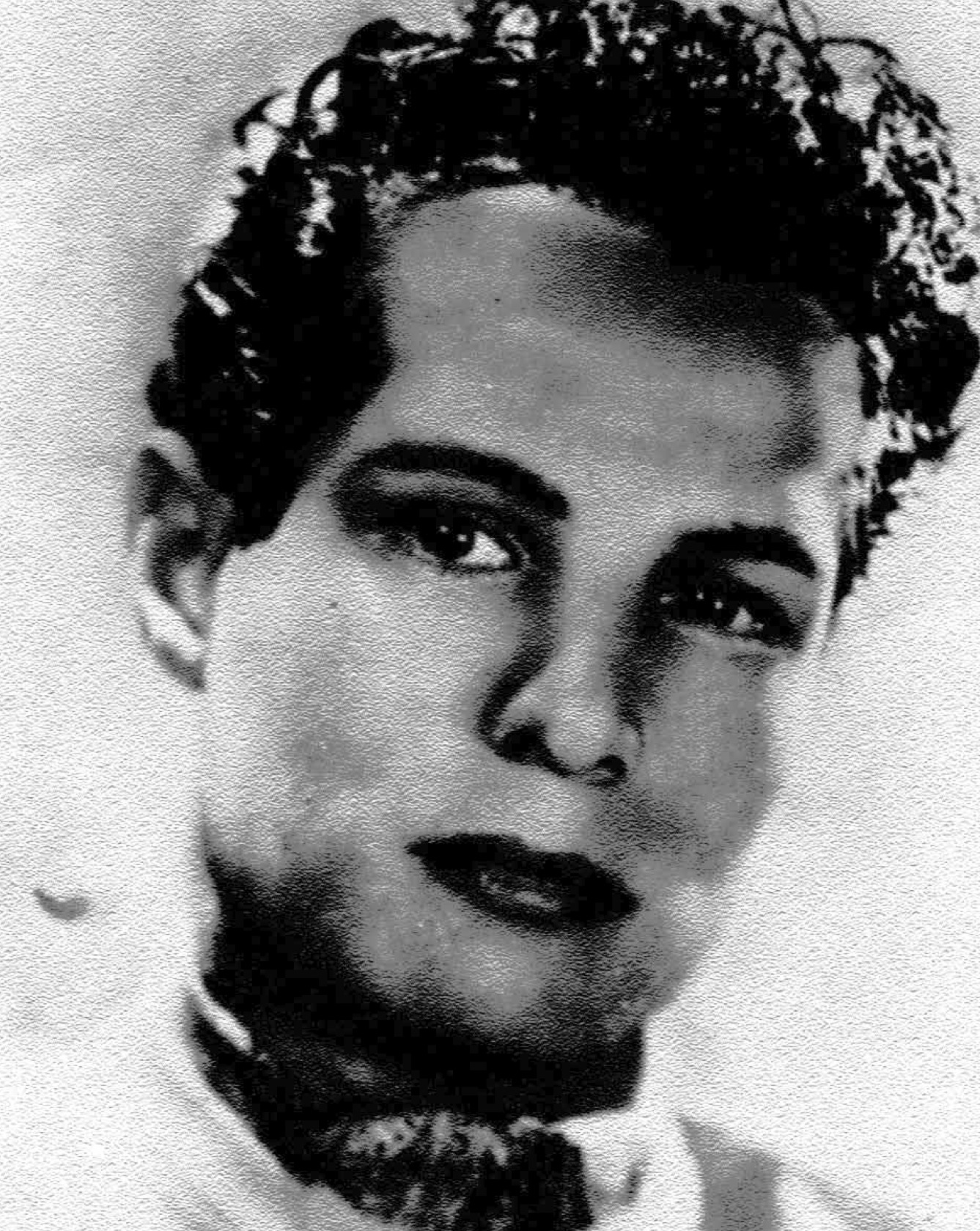
ساليم الهلالي فنان ياهودي

تحتفي سُوق أَهْرَاسْ بمحافظتها على العديد من الطّبوع الموسيقية المستمدّة من تراث المنطقة العريق، نذكر منها بالتحديد شاوي (موسيقى)، المالوف، والعيساوة، كأحد طبوع الموسيقى الصوفية، من أبرز فرق العيساوة بسوق أهراس في مجال الفنون، نجد جمعية الحاج مصطفى ريفي نسبة إلى مقدم وشيخ الطريقة العيساوية، والتي أنشئت سنة 2007، نشّطت فرقة العيساوة لولاية سُوق أَهْرَاسْ العديد من الحفلات، وشاركت في مهرجانات متعددة وتظاهرات محلية ووطنية، فكان اسمها ألمع من باقي الفرق الأخرى، تشتهر سُوق أَهْرَاسْ بتنوع طبوعها الموسيقية ومنها المالوف، الذي يعد أحد روافد الواقع الثقافي للولاية، فحضوره لا ينقطع في المناسبات الوطنية والدينية وكذا الأفراح، من خلال الأعمال التي تقدمها الجمعية الناشطة «أشبيلية» للموسيقى الأندلسية التي تعمل منذ نشأتها في 2002 على البحث في التاريخ وأمجاد الموسيقى الأندلسية، والحفاظ على تراثها، إلى جانب المالوف تتميز أيضا سُوق أَهْرَاسْ بطابع غنائي تؤديه مجموعة من النسوة لا يتجاوز عددهن الـعشرة، تعود نشأة هذا الطابع الغنائي إلى ما يقارب الـ 60 سنة، ويعرف بالفقيرات في الشرق الجزائري، والمسامع في الوسط، أما في الغرب الجزائري هذا النوع مشهور بالمداحات يجمع بين المالوف والمديح، خصوصا في الأعراس، ولا قيمة للتصديرة الخاصة بالعروسة دون مدائح وأغاني الفقيرات المستمدة من عمق التراث، ومازال هذا النوع من الطبوع الغنائية يفرض حضوره من خلال فرقة الفقيرات النسوية بآلات موسيقية بدائية تقوم على أساس الطبلة والغناء الجماعي، كما تشتهر الساحة الفنية بسُوق أَهْرَاسْ بالغناء الشعبي، تمثّله الجمعية الثقافية للفن الشعبي «المجداوية» التي تأسّست في عام 1986، ولا يزال تميّزها إلى حد اليوم في تطوير الأغنية الشعبية، وتكوين أجيال تحافظ على هذا الطابع الفني الأصيل. وقد شاركت في العديد من المهرجانات المحلية والطنية والدولية، منها إحياء حفلات بمدينة الكاف التونسية والمهرجان الوطني الأول للفن الشعبي بقسنطينة عام 1989 أين تحصلت على الجائزة الأولى، إلى جانب العديد من التظاهرات الوطنية والمحلية والمهرجان الوطني والدولي للفنون التشكيلية بولاية سُوق أَهْرَاسْ طيلة عقدين من الزمن في هذا الفن العريق.

### سيمون تمار
فنانة مالوف مشهورة من أصول يهودية بزغ نجمها في سنوات الثمانينات ولدت في 15 جانفي 1932 بسوق أهراس وتوفيت في 15 جانفي 1982 بباريس.

### فن الطبخ

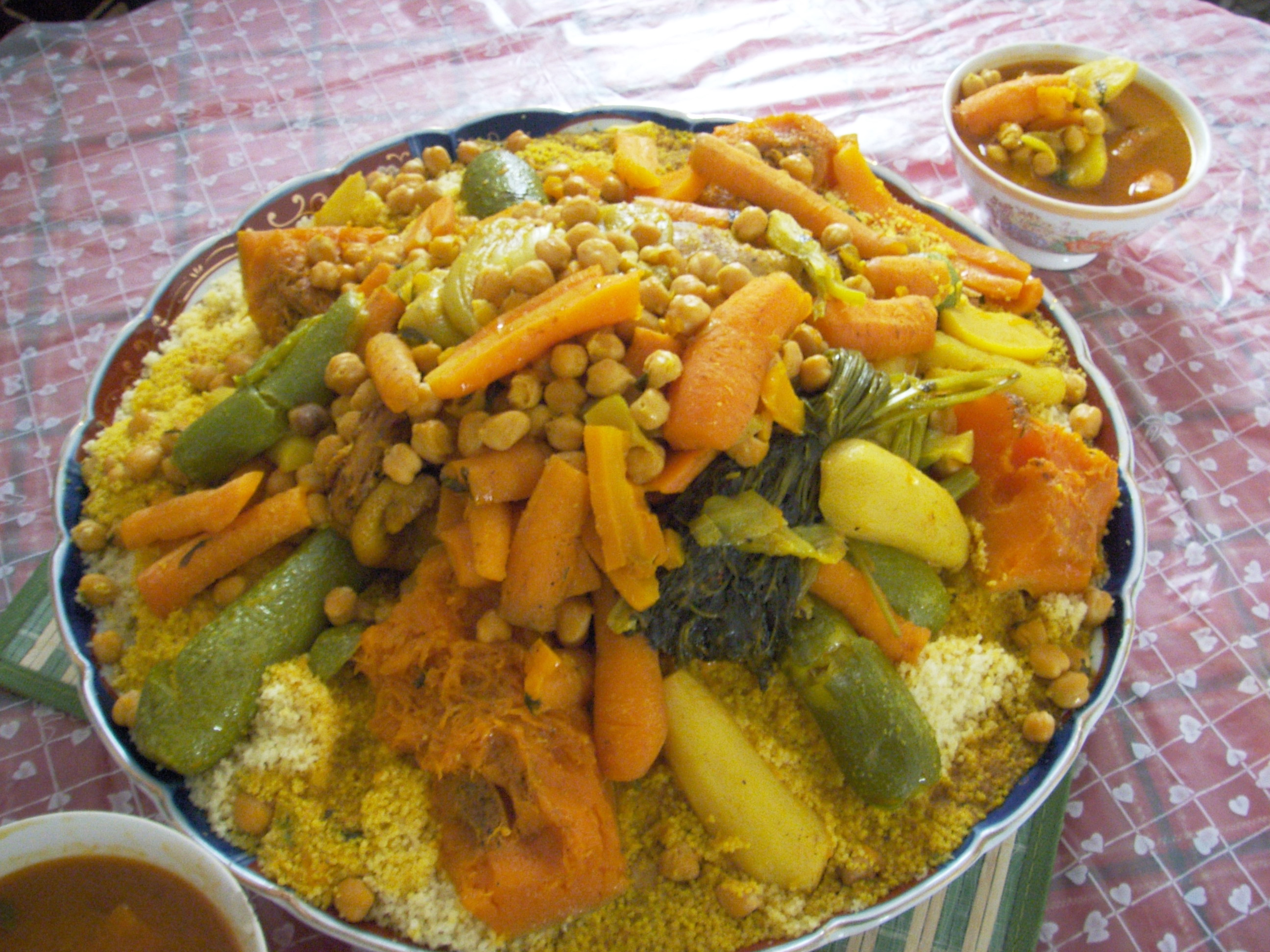
طبق الكسكس
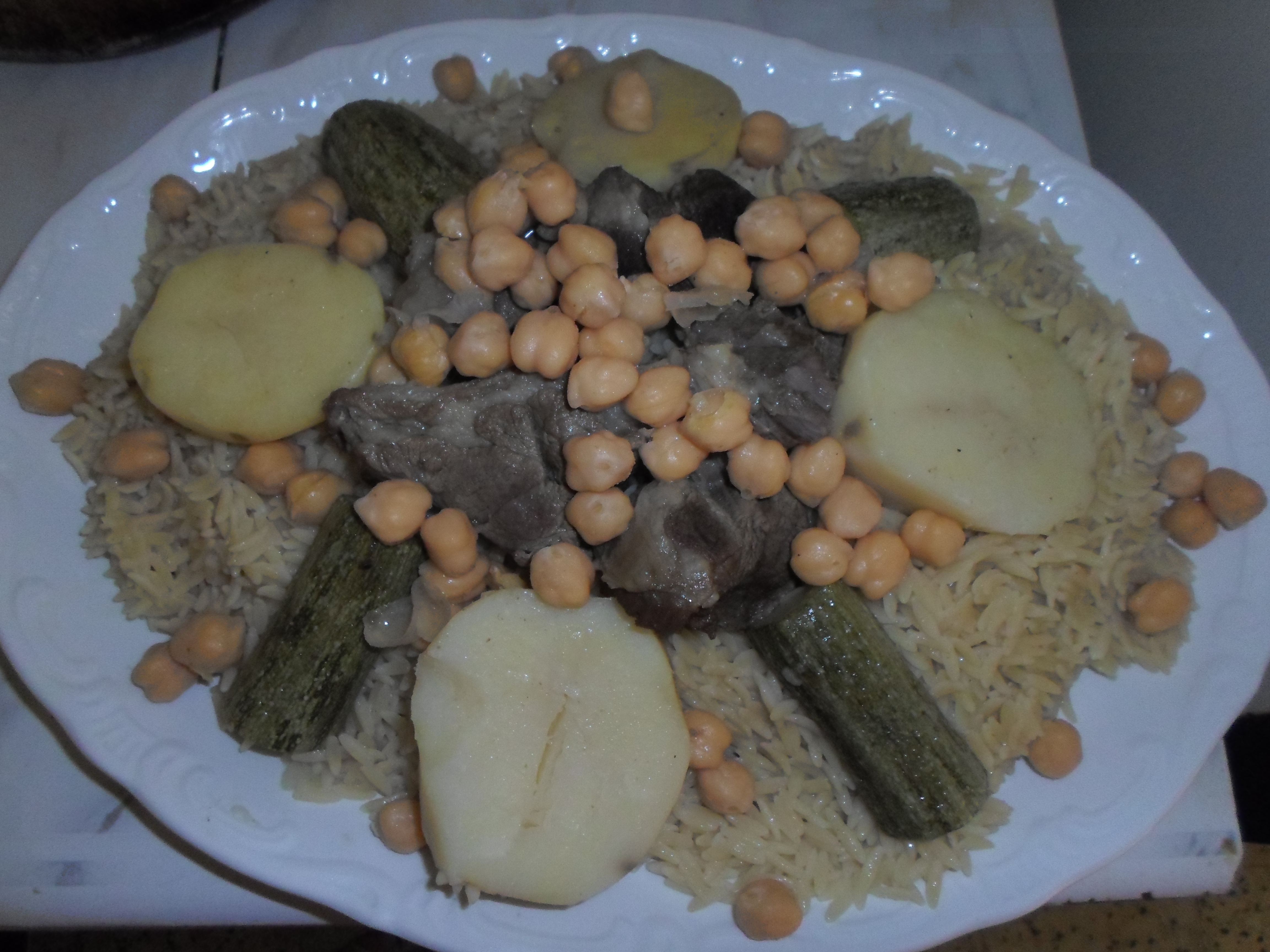
تليتلي
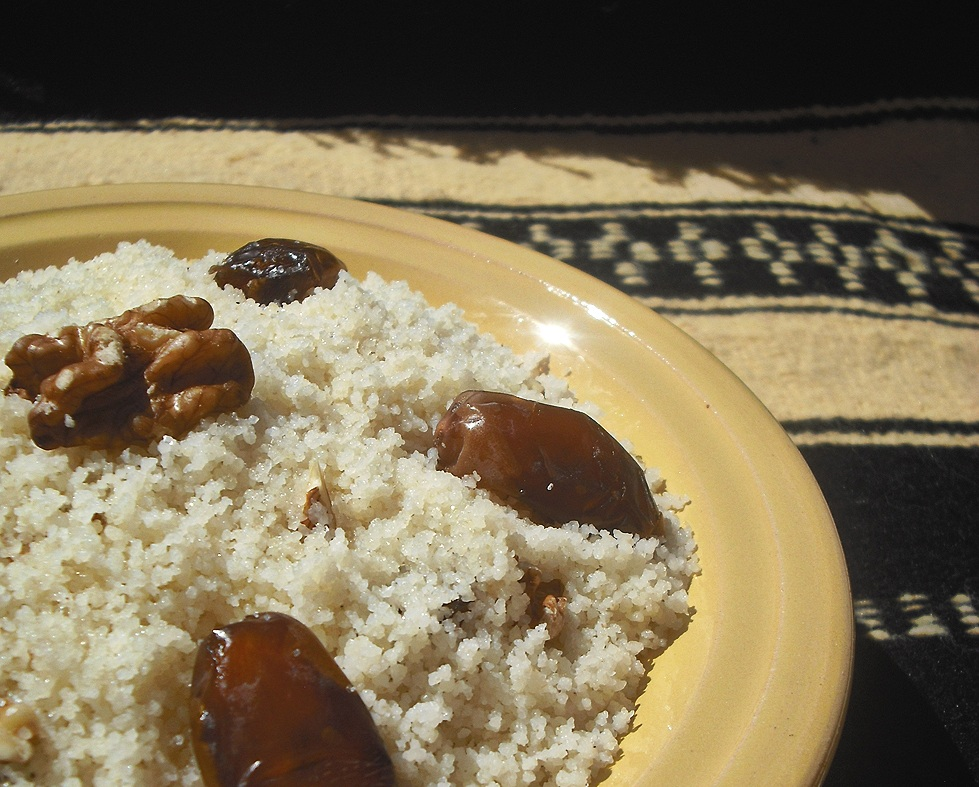
مسفوف

المطبخ السوڨهراسي هو أسلوب الطّبخ المستمد من التقاليد العريقة للمطبخ جزائري، يعتبر جزء من المطبخ المتوسطي. وهو خلاصة ثقافات عديدة بربرية، عربية، ومن أشهر الأطباق الكسكسي: يعتبر الطبق الوطني التقليدي في المنطقة ومن الممكن تحضيره بأشكال مختلفة بلحم الضّأن والخضار أو بالسّمك أو بالدّجاج أو بالقدّيد أو بالعصبان.
- بعض الأطباق:
- ملوخية
- مرقة بطاطا
- مرقة لوبياء
- مرقة جلبانة
- كمونية
- كباب
- مرقة حلوة
- الحلويات:
- البقلاوة
- المقروض
- الزلابية

## قطاع الصحة
هناك أثنان مؤسسات أستشفائية كبرى في مدينة سوق أهراس
- مستشفى بن رشد الطبي،
- المستشفى «القديم» الجراحي،
- مصلحة معالجة الأورام السرطانية.
- مركب الأمومة والطفولة بمدينة سوق أهراس بسعة 120 سريرا.
- وكذلك مؤسسة للصحة الجوارية.
- مدرسة للتكوين شبه الطبي بسوق أهراس تضم 300 مقعد بيداغوجي وإقامة ب150 سريرا.

كما نحصي عدة هياكل أخرى على مستوى إقليم الولاية، منها 74 قاعة علاج و 26 عيادة متعددة الخدمات، إلى جانب الخواص كشريك في القطاع الصحي، بحوالي مصحتين طبيتين مخصصتين للجراحة، و03 مراكز لتصفية الدم، و 03 مراكز للتشخيص والعلاج، نحصي أيضا عدد الأخصائيين الخواص حوالي 57 أخصائيا، وعيادات الطب العام حوالي 77 عيادة وعيادات جراحة الأسنان حوالي 45، عدد الصيادلة الخواص حوالي 117 صيدليا، والوكالات الصيدلانية العامة 18 من بينها واحدة تابعة لصندوق الضمان الأجتماعي، عيادات القابلات نحصي 02، وقاعات العلاج للشبه الطبي الخواص 05 قاعات، وعيادات الأخصائيين النفسانيين 07 قاعات، وقاعات العلاج الفيزيائي 02، ووحدات النقل الصحي 06 وحدات.

## الرياضة

توفيق مخلوفي صاحب ذهبية أولمبياد لندن 2012 1500متر، فضية	أولمبياد ريو دي جانيرو 2016 800متر، فضية أولمبياد ريو دي جانيرو 2016	1500متر

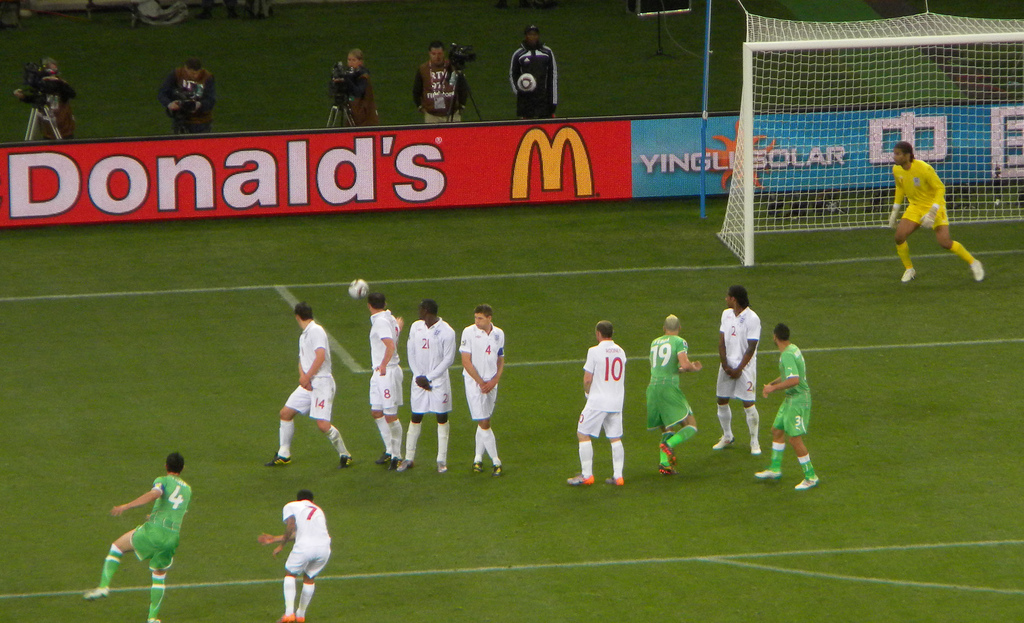
لقطة لمخالفة لعنتر يحي في كأس العالم 2010

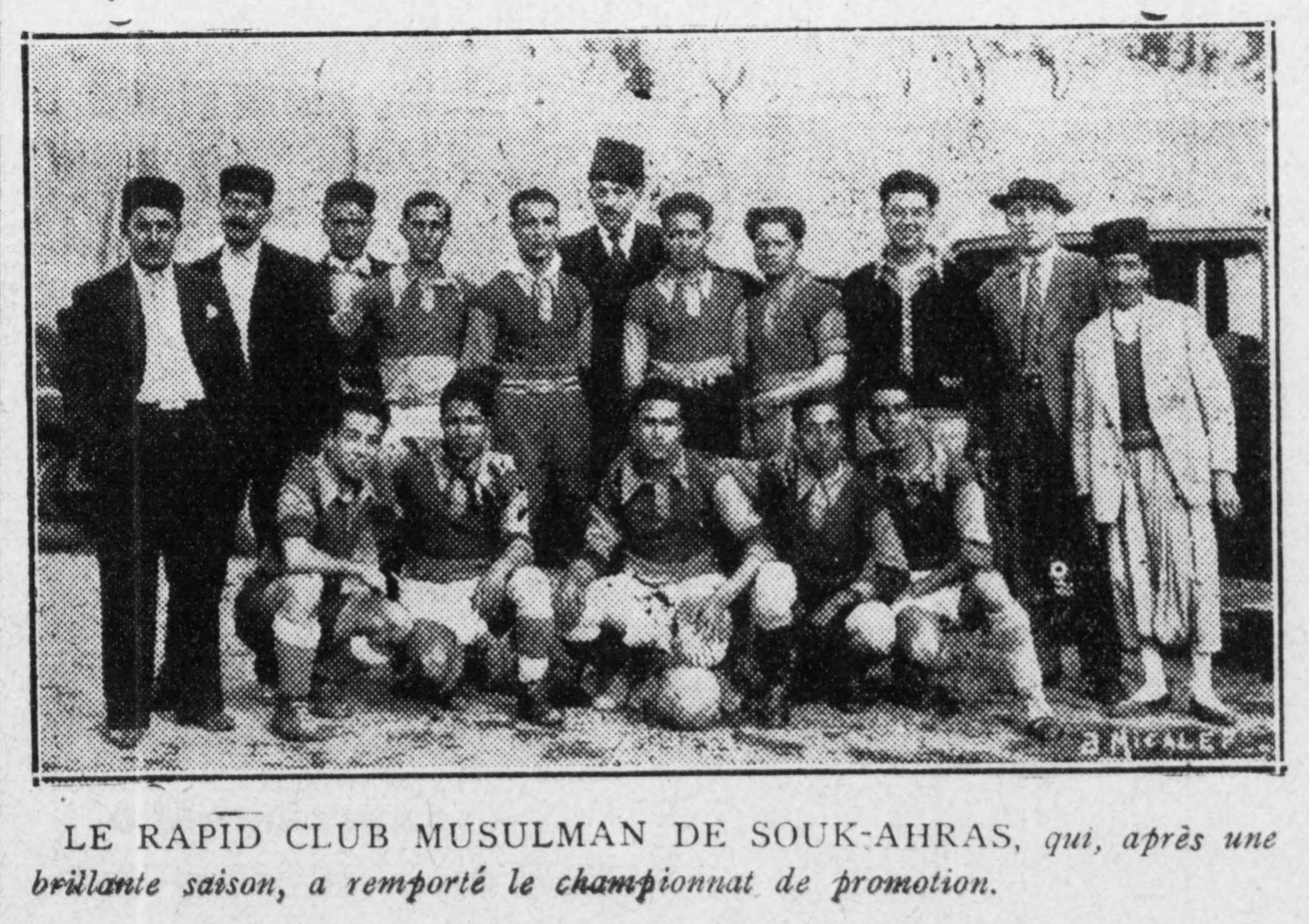
نادي سريع مسلمي سوق اهراس تحصل على البطولة في موسم 1932/1933 وأنحل في سنوات استقلال الجزائر

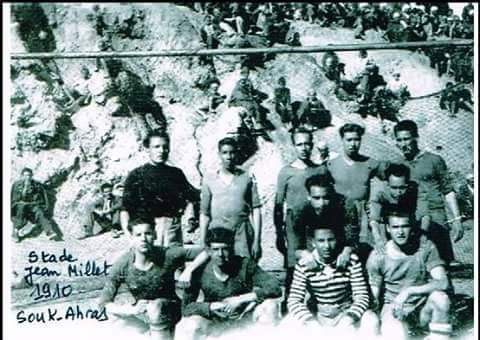
نادي سبورتنغ سُوق أَهْرَاسْ 1910

شعار نادي الوفاق الرياضي سوق أهراس

أنجبت سُوق أَهْرَاسْ العديد من الإبطال العالمين: تابات صالح الملقب بصالح البوڨسار ولد سنة 1922، تحصل على أول لقب له سنة 1948 جهوي قسنطينة في الملاكمة وبطل الجزائر سنة 1951 توفي سنة 2000 في مرسيليا فرنسا، محمد بن يحي بطل في رياضة هوكي الجليد، عنتر يحي، توفيق مخلوفي، بوغالم إلياس بطل العالم لرفع أثقال.
يوجد في المدينة ثلاثة ملاعب لكرة القدم
المركب الرياضي ملعب باجي مختار عشب طبيعي، قاعة متعددة الرياضات مسبح، الملعب البلدي بحيالطقطاقي بالعشب الاصطناعي (الجيل الرابع محسن)، ملعب حي حمة لولو بالعشب الاصطناعي.
ينشط في المدينة عدة أندية رياضية أبرزها نادي الوفاق الرياضي سوق أهراس الذي ينتمي لدوري رابطة عنابة لكرة القدم وتنتشر في سُوق أَهْرَاسْ العديد من الرياضات منها: كرة السلة وكرة القدم وكرة المضرب والكرة الحديدية، فنون قتالية، رفع أثقال، ألعاب القوى، الشطرنج، يوجد في المدينة مركب رياضي ملعب باجي مختار، يلعب فيه العديد من الأندية الرياضية منها:
- الوفاق الرياضي سوق أهراس، (لونتونت) هو نادي كرة قدم جزائري هاوي متعدد الفروع، تأسس في 2 نوفمبر 1957؛  منذ 67 سنة في مدينة سوق أهراس رمز الفربق (ESSA)، الاسم باللغة الفرنسية (Entente Sportive de Souk Ahras) يلعب في الرابطة الجهوية الأولى لكرة القدم عنابة، ويعتبر من أقدم وأشهر النوادي في المدينة، له قاعدة شعبية كبيرة، عرف الفريق فترته الذهبية في السنوات السبعينات، لعب في بطولة الجزائر الأولى (1957-1962) والتي تعادل (البطولة الوطنية الجزائرية للدرجة الأولى سابقا)، أستطاع أن يصل إلى دور ثمن النهائي كأس الجزائر، مرتين سنة 1966 و 2008، كان يسمى سريع بلدية سُوق أَهْرَاسْ في فترة ما بين 1980/1979، يضم الفريق أيضا فروعا تنشط في كرة القدم داخل الصالات، كرة اليد والكرة الطائرة، كرة المضرب، الكرة الحديدية، الشطرنج، الجيدو، يعتبر ملعب باجي مختار ملعبه الرئيسي، معروف باللونين الأحمر والأسود ويُكنّى بنادي الأسود.
- مولودية مدينة سوق أهراس
- أكاديمية مولودية سوق أهراس لكرة القدم
- نادي الرياضي حمى لولو.
- نوادي تاريخية أنحلت:
- نادي سريع مسلمي سوق اهراس
- سبورتينغ السكة الحديدية سوق أهراس
- نادي سبورتينغ سوق أهراس

كما يوجد العديد من الأندية الرياضية في مختلف الرياضات:
الكاراتيه والجيدو، ألعاب قوى، الشطرنج، كرة السلة وكرة اليد....الخ.

### مركب الرياضات القتالية
مركب الرياضات القتالية صرحا لتدريب الفرق المحلية والوطنية، هذا المركب يضم قاعة ب1500 متر مربع كمساحة للتدريب بها 6 أبسطة وقاعة لكمال الأجسام وملعبين لكرة القدم بالعشب الأصطناعي، فضلا عن غرف لتبديل الملابس وكافيتيريا.

### طواف سوق أهراس
سباق طواف سوق أهراس أو دورة سُوق أَهْرَاسْ الوطنية للدراجات الهوائية، (بالفرنسية: Tour de Souk Ahras) هي منافسة رياضية للدراجات أو سباق دراجات مكون من عدة مرحل يعد أشهر وأصعب طواف في الجزائر في أختصاص رياضة الدراجات الهوائية يجرى كل سنة بمناسبة أحداث ساقية سيدي يوسف، تحت رعاية ولاية ومديرية الشباب والرياضة لولاية سُوق أَهْرَاسْ.

### نادي رياضة الكرة الحديدية
تعرف رياضة الكرة الحديدية أنتشارا واسعا في أوساط سكان أحياء مدينة سُوق أَهْرَاسْ لدرجة أنها أصبحت تصنف منذ عدة سنوات كرياضة ثانية من حيث الممارسة والإقبال بعد كرة القدم، ومع عشية كل يوم تتوافد عدد كبير من الممارسين من مختلف الأعمار وشرائح المجتمع على الملاعب المخصصة للكرة الحديدية من أجل التنافس وقضاء أوقات الفراغ، وللإشارة تشتهر رياضة الكرة الحديدية السوقهراسية منذ الأستعمار الفرنسي، حيث فازت بالبطولة الوطنية عدة مرات.

### نادي كرة المضرب
هذا النادي العريق (TCSA) الذي تأسس سنة 1938 أبان الحقبة الأستعمارية من أشهر لاعبيه الزين علالشى الذي أستدعي سنة 1959 للفريق الوطني لكرة المضرب وكان أول جزائري يشارك في دورة رولان غاروس الدولية في فرنسا، يملك النادي أكبر مركب في الشرق الجزائري من حيث عدد الملاعب، 4 ملاعب بأرضية ترابية، غرفة تغير الملابس، مقهى.

### بيت الشباب
لا تختلف هذه المؤسسة عن غيرها من المؤسسات الشبانية الأخرى فهي ذات طابع أجتماعي تربوي ، حيث تعمل على ترقية السياحة التربوية التي تعتبر وسيلة أجتماعية ثقافية للاتصال وهي كذلك نشاك ترويحي ينمي حركة تبادلات وتنقلات الشباب، وتتوفر ولاية سُوق أَهْرَاسْ على بيت الشباب واحد:
- طاقة أستيعاب هذه المؤسسة:
- 50 سرير.
- وبها 09 غرف
- الخدمات والمرافق التي يتوفر عليها:
- قاعة الأستقبال
- قاعة الأجتماعات
- قاعة الانترنيت
- النادي
- مطعم
- خط هاتفي عمومي
- حفظ الأمتعة
- معلومات خاصة بالمؤسسة:
- العنوان: بيت الشباب سُوق أَهْرَاسْ حي دراية أحمد.
- ص ب 12 سوق أهراس
- الهاتف: 12 47 32 037 - 037.32.71.87
- الفاكس: 037.32.61.61
- البريد الإلكتروني: odejsoukahras@mjs.gov.dz

## أتفاقيات التوأمة والصداقة
- الجزائر - برج باجي مختار، [32] يوم الثلاثاء، 25 تشرين الثاني (نوفمبر) 2014.
- تونس -أتفاق بين ولايتى الكاف وسوق اهراس على تكثيف التعاون والشراكة

## أعلام سوق أهراس
- مارتيانوس كابيلا: كاتب لاتيني
- أوغسطينوس: فيلسوف ومفكر لاهوتي

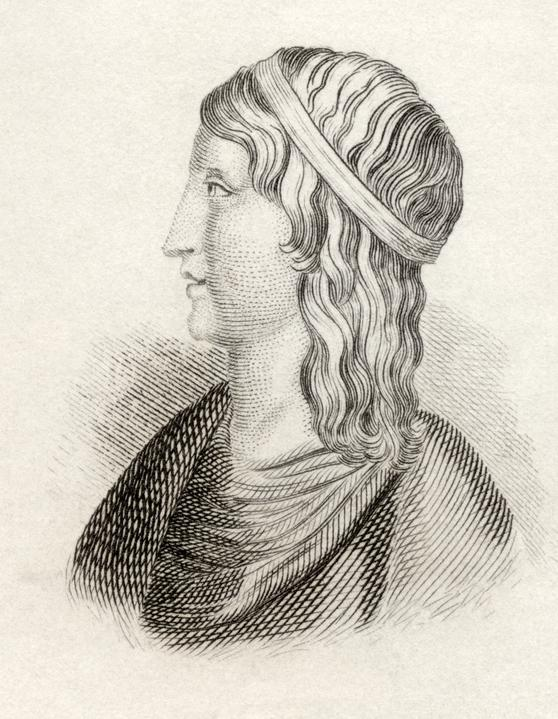
لوكيوس أبوليوس المادوري، صاحب أول رواية في التاريخ: الحمار الذهبي ذات البعدين الفلسفي والديني

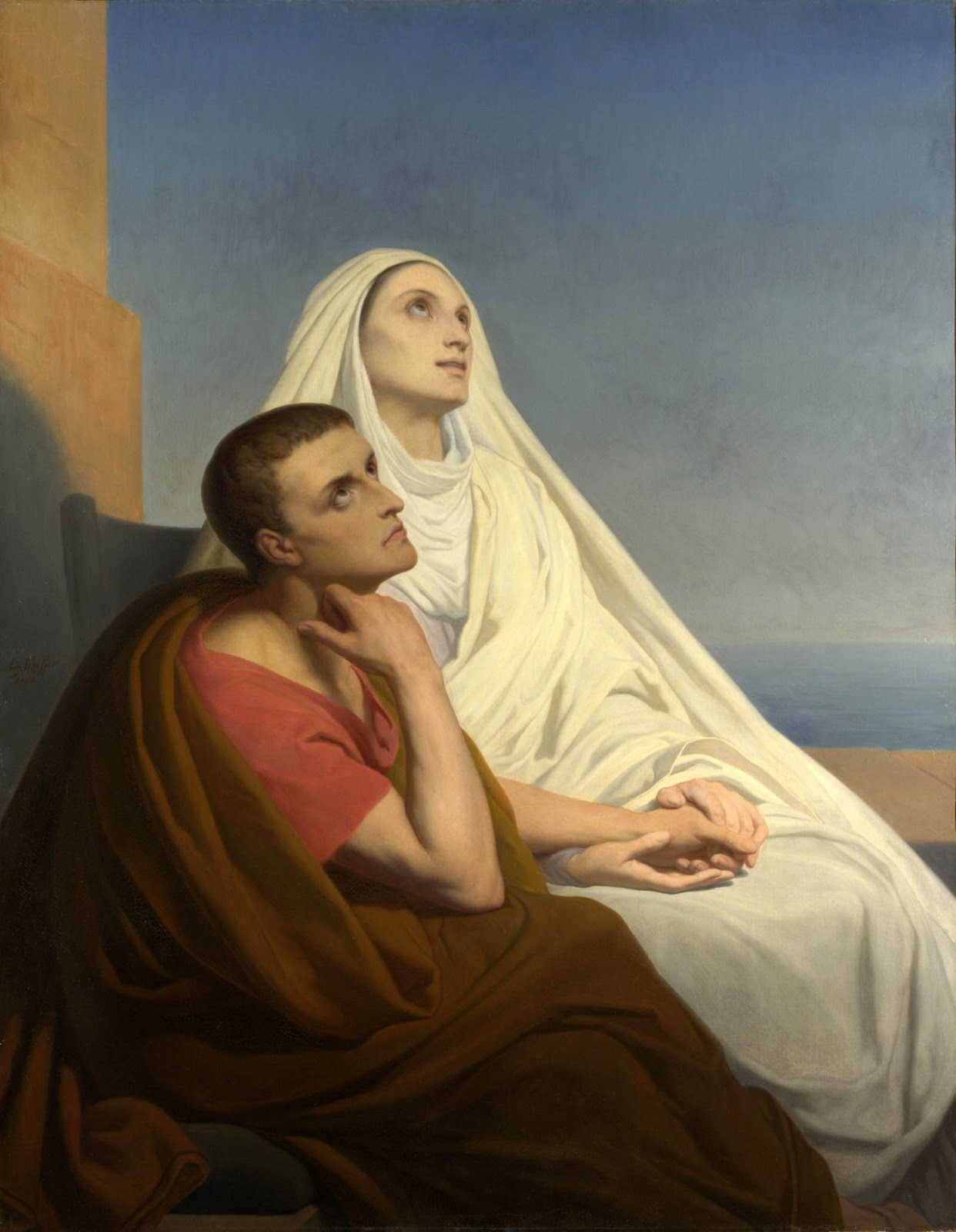
القديسة مونيكا
وأبنها أوغسطينوس

دراية أحمد، مجاهد ومدير الأمن السابق

- أليبيوس الطاغاسطي: قديس صديق أغسطين.
- ماريوس فيكتورينوس: فيلسوف أبن تيفاش
- لوكيوس أبوليوس المادوري: كاتب
- مكسميوس العالم بقواعد لغة لاتينية وغيرهم.
- تاكفاريناس: قائد عسكري ومقاوم
- مونيكا: قديسة عند المسيحيين. اشتهرت بإيمانها الشديد، وكانت سببا في اعتناق ابنها أوغسطينوس للمسيحية. وهي أول من سميت بهذا الاسم.
- طارق بن زياد قائد عسكري مسلم، قاد الفتح الإسلامي لشبه الجزيرة الأيبيرية
- الطاهر بن عبد السلام، شاعر
- شهاب الدين التفاشي: عالم وكاتب وشاعر، اشتهر بكتبه حول علوم الموسيقى والأحجار وكذا الشبقية
- الشيخ احمد الكبلوتي: أحد رموز المقاومة الشعبية في الجزائر
- الشيخ بشيشي بلقاسم اللوجاني:[33] أحد الدعاة ومؤسسي جمعية العلماء المسلمين الجزائريين.
- شارل بلا (1914-1992م)، هو مستشرق فرنسي، عني خصوصاً بالجاحظ.[34]
- الطاهر زبيري: ثوري مشهور قاد حركة تمرد فاشلة ضد هواري بومدين.
- دراية أحمد، مجاهد ومدير الأمن الجزائري.
- مصطفى كاتب: مسرحي من رواد المسرح الجزائري
- كاتب ياسين: كاتب فرونكوفوني
- شكيب حمادة: شاعر فرونكوفوني
- ڨانون سليمان: الملقب بسليمان لاصو مؤسس القوات الخاصة الجزائرية
- باجي مختار: قائد جيش التحرير الوطني في الولاية الثانية استشهد عام 1956
- الشيخ بورقعة: فنان فلكلوري طابع القصبة
- بقار حدة الخنشة: فنانة فلكلورية طابع القصبة مشهورة جدا في الجزائر وأيضا في تونس.
- بن منصور فطيمة: المعروفة في الوسط

الفني والشعبي بـ فطيمة السوقهراسية، ولدت عام 1938 بأولاد ضياء بولاية سوق أهراس.
- وردة الجزائرية: مطربة امتهنت الفن الشرقي والدها من سوق أهراس.
- سيمون تمار (مغنية): مطربة مالوف من أصول يهودية.
- سليم هلالي (مغني): من أشهر مطربي المالوف، اسمه الحقيقي شمعون هلالي، من يهود سوق أهراس.
- عبابسية البادي،: الموسيقار الثائر الفنان الشهيد.
- عبد المجيد مسلم: فنان شعبي، اشتهر بأغانيه عن سوق أهراس
- الطاهر وطار: روائي مؤسس الجاحظية، رائد حركة التعريب في الجزائر
- ليلى زروقي: خبيرة قانونية في مجال حقوق الأنسان
- البادي عبابسية: مؤلف موسيقي سمفوني
- الأمين بشيشي: شاعر وملحن ووزير ثقافة سابق
- لخظر طبيب: فنان وملحن وكاتب كلمات من أشهر ما أنتج (نغني نغني للوطن رغم الهم والمحن) انتجها في أيام المحنة الجزائرية (العشرية السوداء)
- سعيد عبيد: من الثوار الجزائريين واحد رجال الدولة
- محمد الصالح محفوظي مخرج سينمائي
- أيوب عمريش مؤلف وممثل ومخرج مسرحي وسينمائي ومنشط إذاعي
- توفيق سالمي عضو اتحاد الكتاب الجزائريين وشاعر
- زبيدة معمرية: روائية مستشارة وزيرة الثقافة
- عبد الغاني زعلان: وزير النقل والأشغال العمومية.
- رايس فاطمة الزهراء والية قالمة
- راضية صلاح: مذيعة قناة MBC
- محمد بن يحي رياضي في هوكي الجليد
- عنتر يحيى: لاعب كرة قدم دولي 2003- 20 قاد المنتخب الوطني في كأس العالم لكرة القدم 2010 وسجل هدف مباراة أم درمان الشهير ضد المنتخب المصري لكرة القدم.
- توفيق مخلوفي: بطل أولمبي في سباق 1500 متر أولمبياد لندن 22
- رشيد حراوبية: وزير التعليم العالي والبحث العلمي
- عبد المالك قنايزية: وزير منتدب بوزارة الدفاع الوطني
- حمانة بوشرمة: طبيب والأمين العام لحزب الشباب
- صالح بن ديدي: والمعروف بصالخ السوفي مجاهد رئيس الناخية العسكرية الثالثة غداة الاستقلال
- مسعود بوراس: من قدماء الثوريين
- عبد الله بلهوشات: ثوري رنيس الناخية العسكرية الخامسة في عهد هواري بومدين. كان من أبرز المرشحين لخلاقة بومدين
- محمد الشريف مساعدية: مجاهد تقلد مناصب عليا في الدولة الجزائرية بزغ نجمه بعد وفاة هواري بومدين.
- تابات صالح: الملقب بصالح البوڨسار ولد سنة 1922، تحصل على أول لقب له سنة 1948 جهوي قسنطينة في الملاكمة وبطل الجزائر سنة 1951 توفي سنة 2000 في مرسيليا فرنسا.
- بوغالم إلياس:

 بطل العالم 2017 ومحطم الرقم القياسي، نائب بطل العالم 2014 للحمل بالقوة، بطل العرب 2013 الحمل بالقوة، بطل أفريقيا 2013 الحمل بالقوة، بطل الجزائر عدة مرات، خبير برياضة كمال الأجسام والحمل بالقوة، مدرب وحكم وطني، من مواليد 11جانفي1987 بسوق اهراس.

## معرض الصور

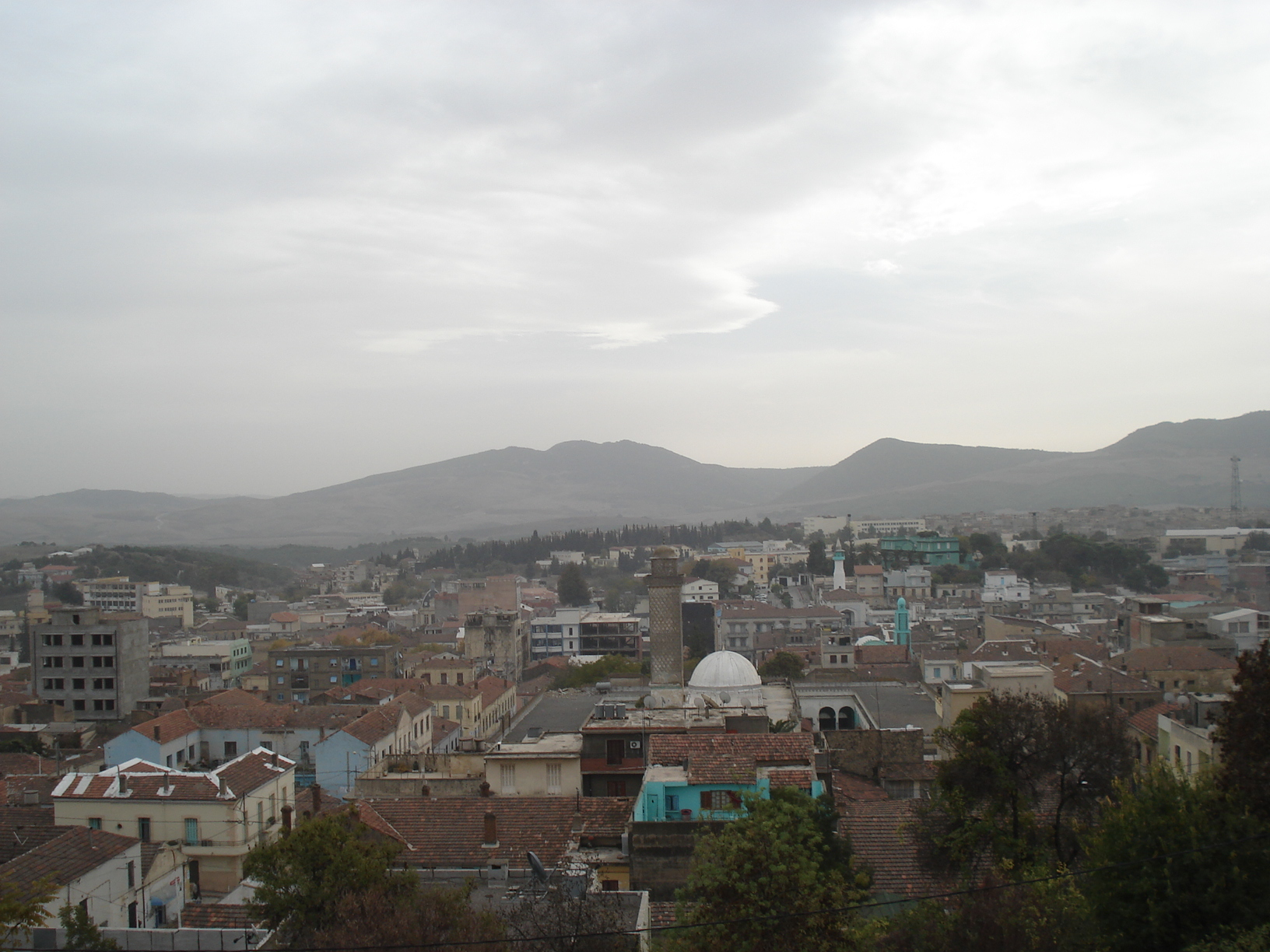
منظر للمدينة في التسعينات.
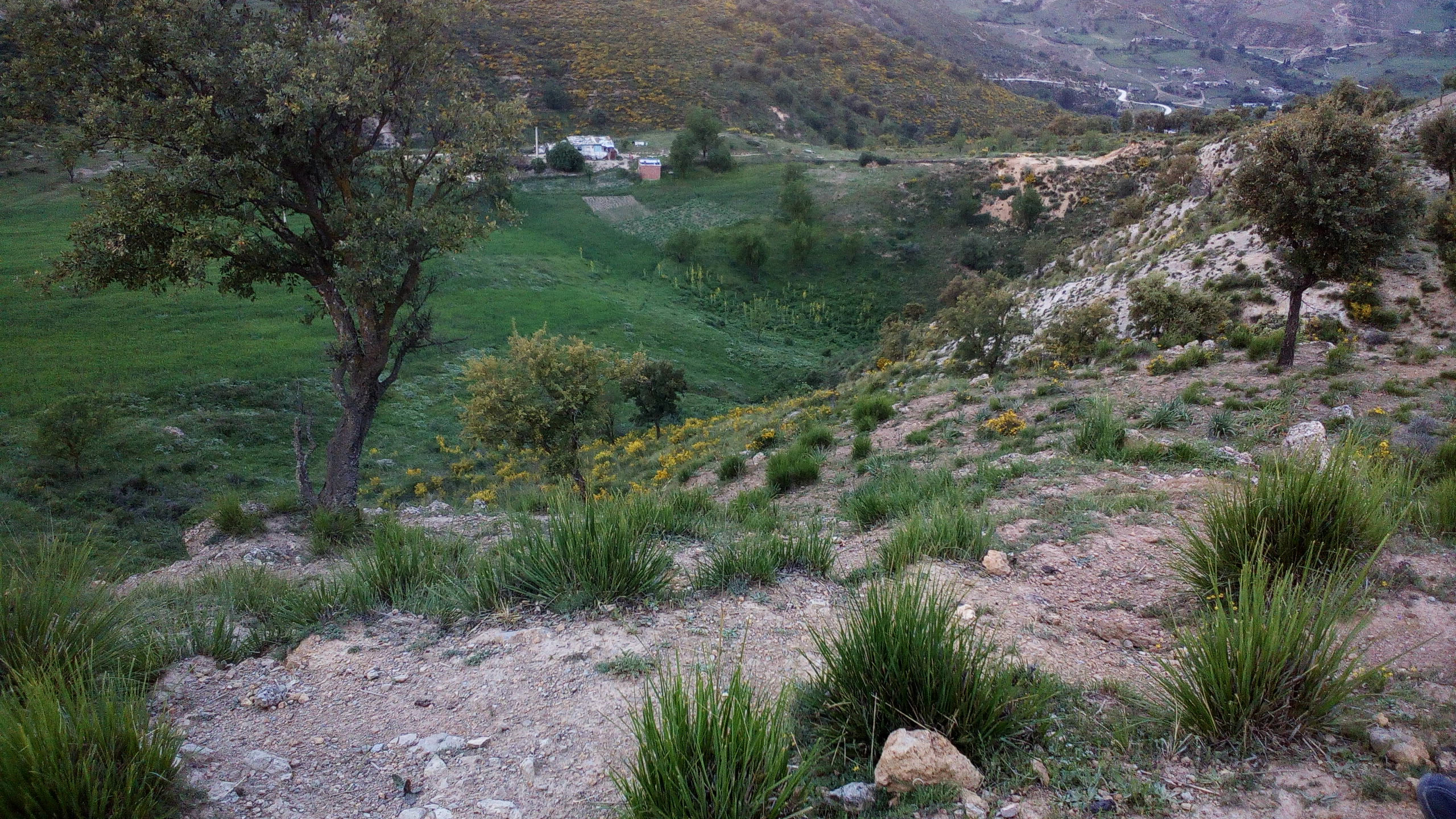
جبال سوق أهراس
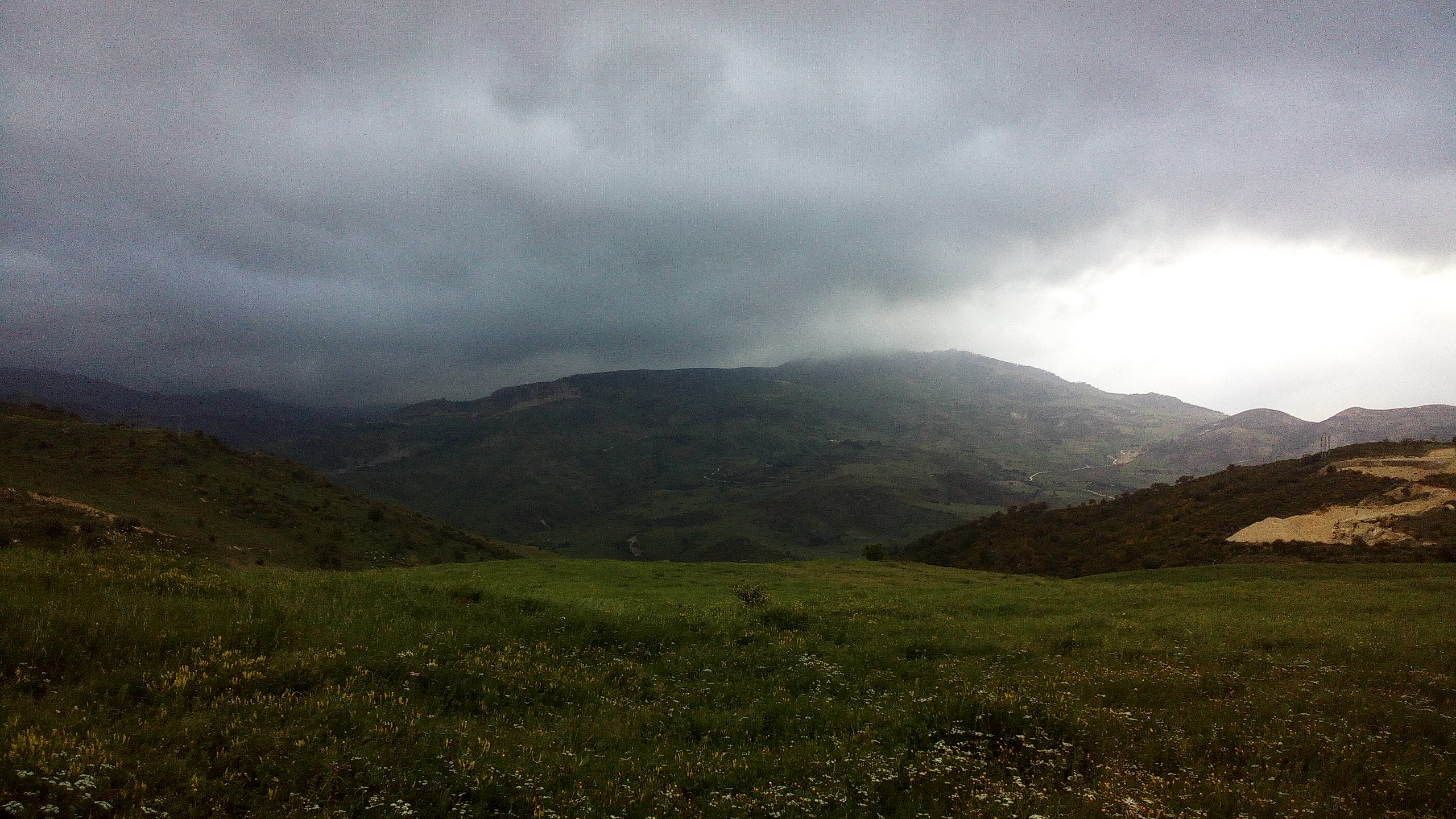
غروب الشمس جبال سوق أهراس
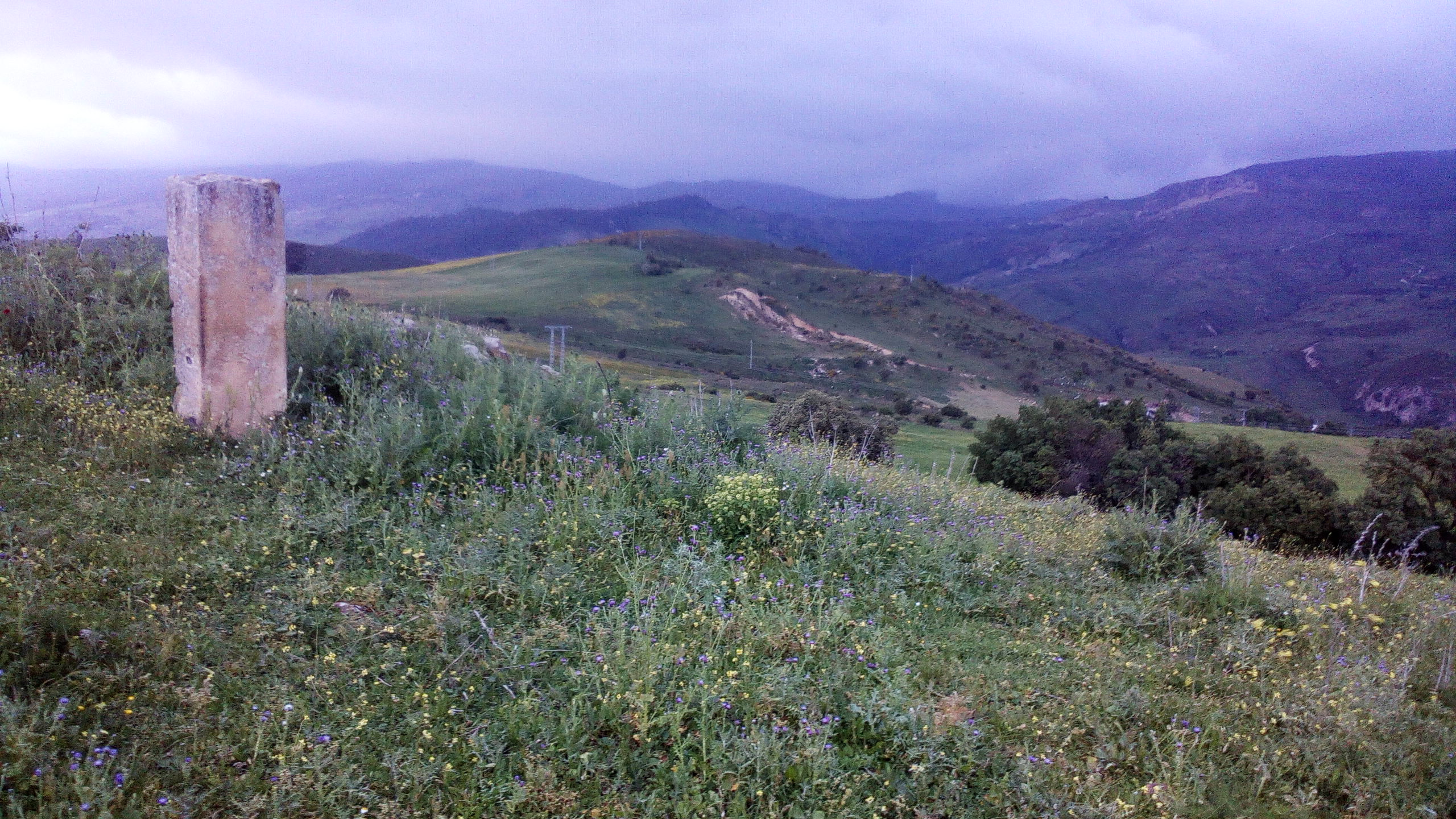
جبال سوق أهراس
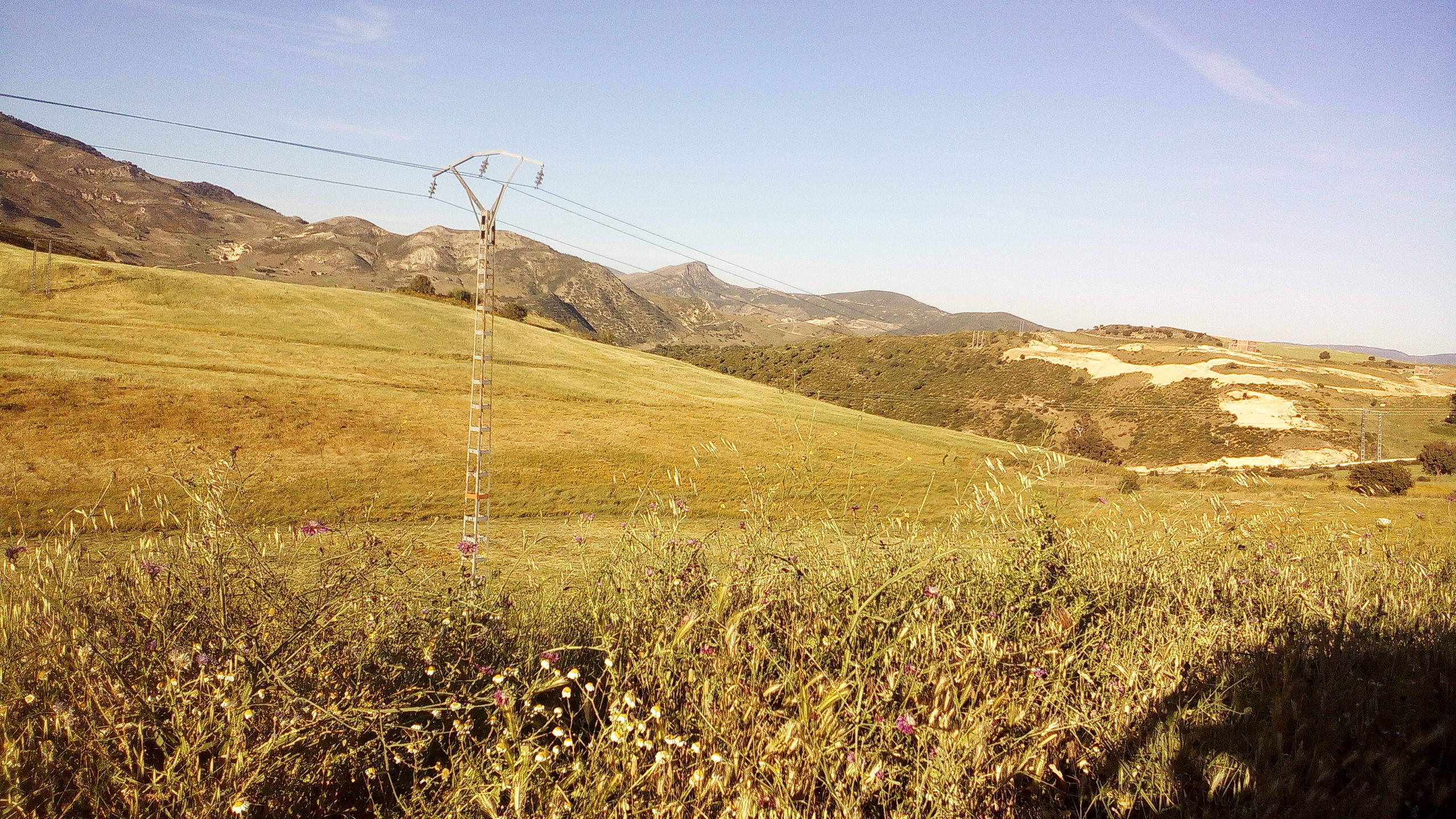
جبال سوق أهراس
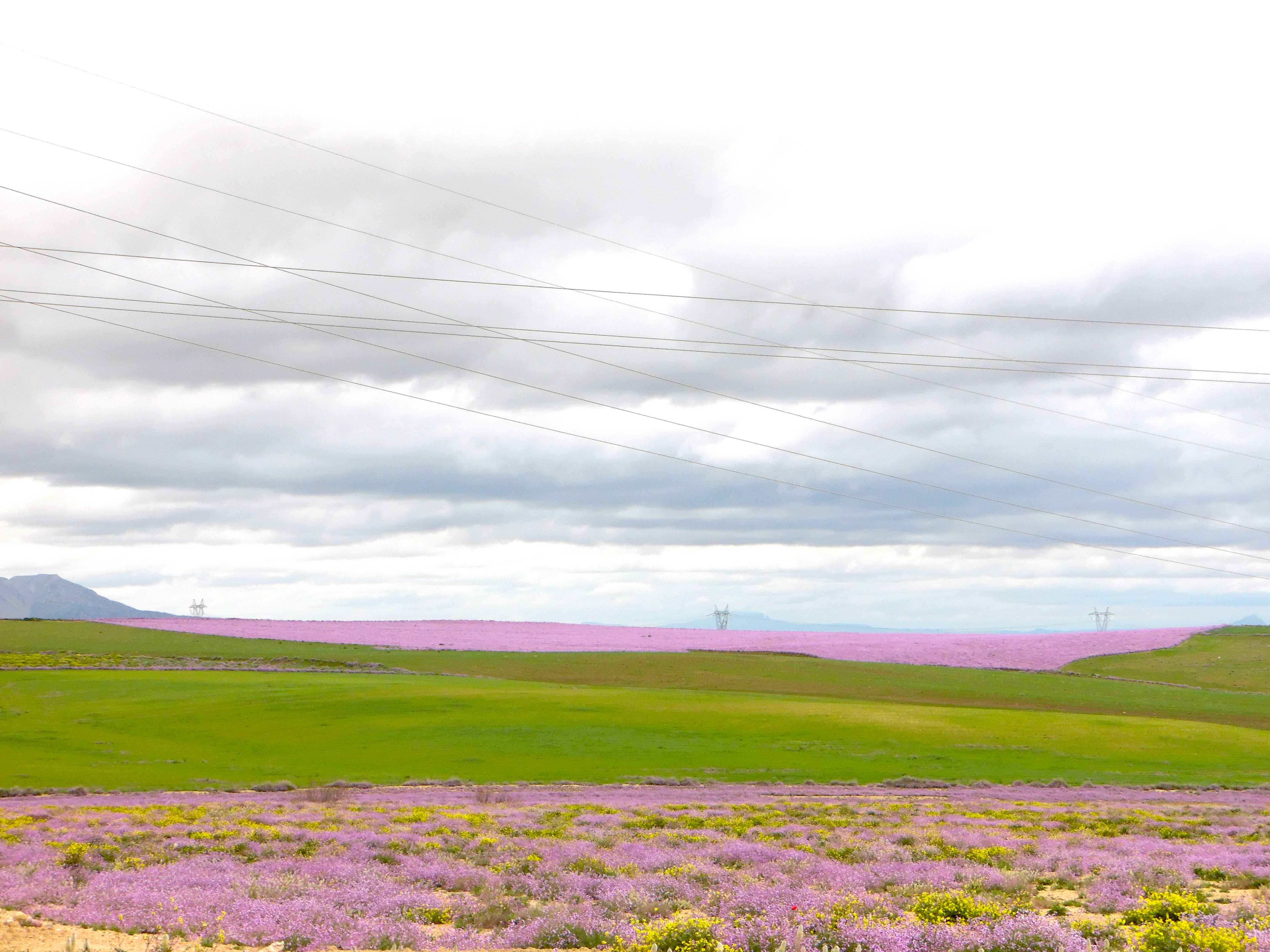

## وصلات خارجية
- وثائقي عن لؤلؤة الشرق سُوق أَهْرَاسْ على يوتيوب
- الموقع الرسمي لولاية سُوق أَهْرَاسْ
- أذاعة سُوق أَهْرَاسْ الجهوية
- الموقع الإلكتروني لجامعة سُوق أَهْرَاسْ
- الخدمات الجامعية
- مديرية التجارة لولاية سُوق أَهْرَاسْ
- غرفة التجارة لولاية سوق سُوق أَهْرَاسْ
- مديرية الصحة لولاية سُوق أَهْرَاسْ
- مديرية التربية لولاية سُوق أَهْرَاسْ
- مجلس قضاء ولاية سُوق أَهْرَاسْ.
- رابطة سُوق أَهْرَاسْ لكرة القدم
- ديوان مؤسسات الشباب لولاية سُوق أَهْرَاسْ.
- ملتقى تاريخي للحديث عن تراث المنطقة ضرورة مشروع بحثي لوضع موسوعة لأعلام سُوق أَهْرَاسْ
- خريطة شبكة الطرقات لولاية سُوق أَهْرَاسْ على موقع وزارة النقل
- تاريخ مدينة سُوق أَهْرَاسْ باللغة الفرنسية موقع: encyclopedie-afn.org.
- سُوق أَهْرَاسْ محروسة الأسود طاغاسـت مهـد الحضارات وأول جامعة في شمال إفريقيا
- الشخصيات الثقافية الأمازيغية القديمة
- دار الثقافة لولاية سُوق أَهْرَاسْ